# 2019冠狀病毒病香港反應與影響
2019冠狀病毒病香港反應與影響介紹在疫情中，在香港的相關反應與影響。疫情在2019年年尾爆发於中華人民共和國湖北省武漢市，影響主要發生在2020年和2022年。

## 2019年

### 12月

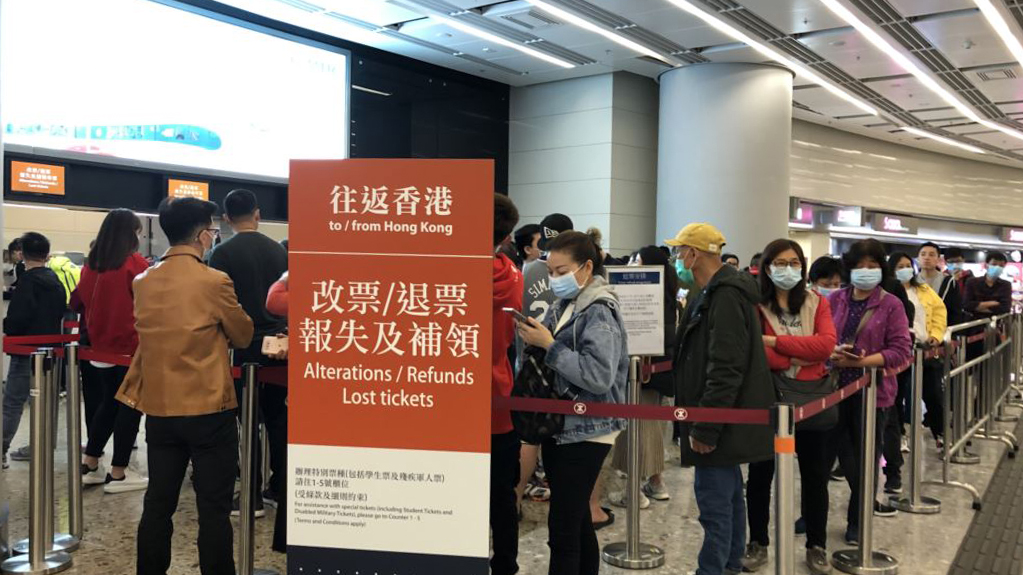
香港西九龍站內有不少乘客戴上口罩，排隊取消到中國内地各城市的車票

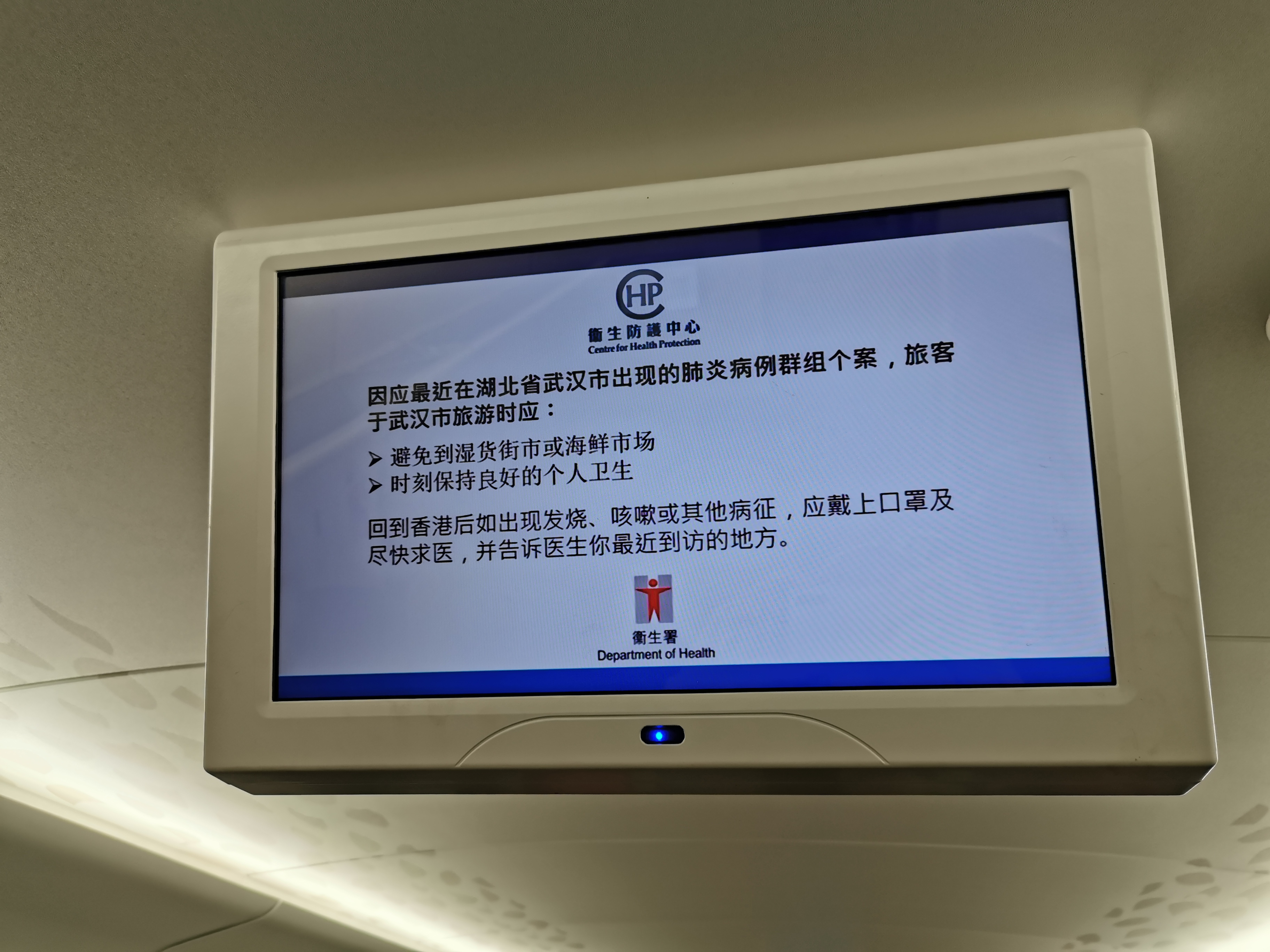
香港港鐵動感號列車顯示屏顯示對民眾的衛生建議

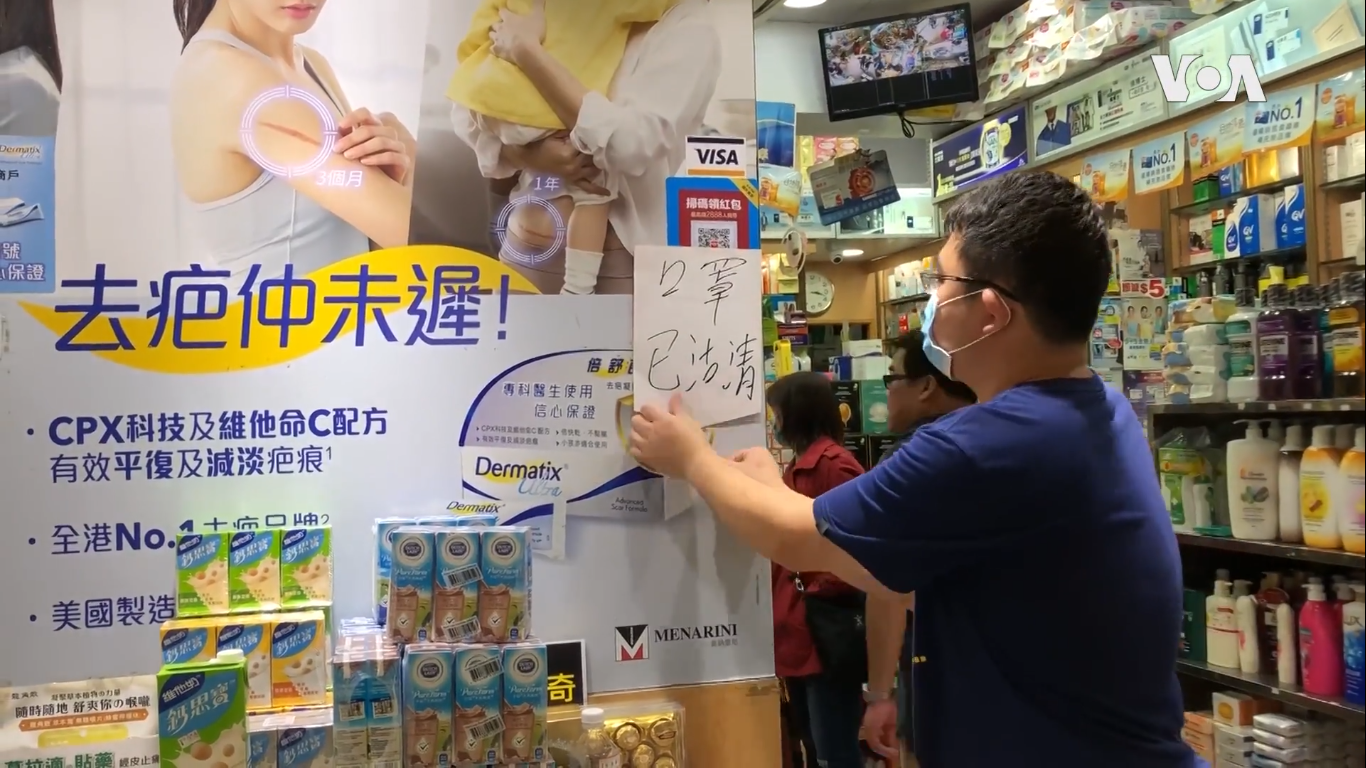
香港出現口罩脱銷，在灣仔的一家藥房，店員貼上告示，寫上口罩已沽清

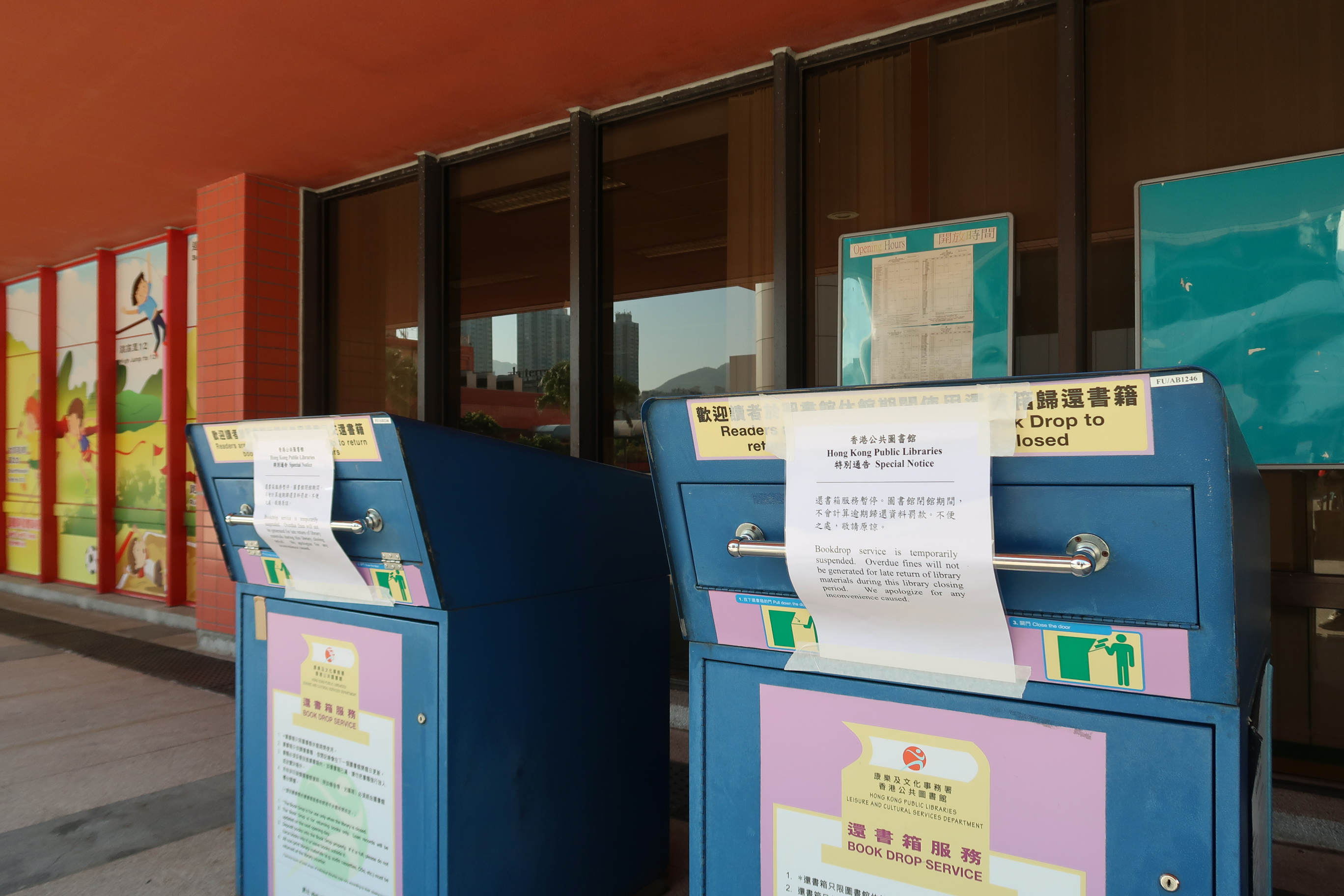
康樂及文化事務署公布轄下設施在1月29日起關閉，圖為沙田公共圖書館還書箱

- 12月31日，香港食物及衞生局局長陳肇始召集醫療專家和醫院管理局高層召開會議，陳肇始在會後表示，專家對受感染群組作了評估，認為情況不尋常，加上香港與武漢交通頻繁，需要提高警覺。[1]同日，一名曾到過武漢的香港女子因出現發燒及上呼吸道感染症狀，前往屯門醫院就醫。經檢測，該女子初步對禽流感和SARS測試結果都呈陰性。[2]香港大學微生物學系講座教授袁國勇相信，武漢正爆發病毒感染，呼籲香港市民提高警覺。[3]

## 2020年

### 1月
- 1月3日，行政長官林鄭月娥在食物及衞生局局長陳肇始陪同下，到高鐵香港西九龍站，視察因應武漢疫情所採取的出入境口岸防控措施[4]。

- 1月4日，政府宣佈「對公共衞生有重要性的新型傳染病準備及應變計劃」，同時啟動嚴重應變級別[5]。同日，政務司司長張建宗表示當局「沒有掉以輕心」，但現階段毋須減少香港來往武漢的高鐵及航班班次[6]。

- 1月8日，政府在《香港特別行政區政府憲報》刊登公告，[7]將該疾病稱為「嚴重新型傳染性病原體呼吸系統病」，

由衛生署署長陳漢儀援引《香港法例》第599章《預防及控制疾病條例》第15條所賦予之權力，以「先訂立後審議」的方式，將該疾病納入在《條例》附表1內之法定「表列傳染病」之第「34AAA」項，醫生如有理由懷疑有該新增傳染病的個案，須立即通知衞生署署長。
- 1月13日，食物及衞生局副局長徐德義率香港政府代表團到武漢了解肺炎疫情及處理情況，以了解受感染群組個案的情況、防控措施和臨床處理，於14日返港。[11]

- 1月20日，因應武漢確診新型冠狀病毒個案過去2天急增136宗及擴散至內地多個省市，廣東省有14宗個案，深圳有8宗，政府及專家召開緊急會議，決定擴大監測懷疑個案，曾到訪湖北省，並出現發燒及急性呼吸道感染或肺炎，都必須呈報衞生防護中心。决定1月21日起從武漢抵港的飛機航班，乘客入境時必須填寫健康申報表；惟不含由武漢抵港的高鐵乘客。在入境健康申報表沒有包含高鐵乘客的缺口，廣東省個案多，內地春運及春節臨近有大量內地旅客訪港多個因素影響下，2日後香港出現首宗由武漢乘高鐵乘客初步確診個案。[12]

- 1月22日，食物及衛生局局長陳肇始表示，嚴重應變級別督導委員會23日召開第三次會議，商討應變措施。[13][14]

- 1月23日，因應本港兩宗輸入的新型冠狀病毒感染高度懷疑個案經進一步化驗後列為確診個案，政府宣布加強防疫措施，其中健康申報表制度將擴至高鐵西九龍站，同時取消新春國際匯演和賀歲盃 ，而年初二的煙花匯演早前已因受社會運動影響下局勢不憩宣佈取消。[15]

- 1月23日，港鐵宣布即時停售來往武漢高鐵車票[16]。國泰港龍亦宣布於24日起取消往返武漢的航班。[17]衞生防護中心決定即時擴大新型冠狀病毒懷疑個案的呈報準則，並積極考慮擴大健康申報安排至高鐵[18][19][20]。同日，多區區議會討論社區防疫。中西區和元朗區分別通過撥款130萬元及50萬元，購買口罩和洗手液等防疫物資。油尖旺區議會通過撥款120萬元購買防疫物資。而屯門區和西貢區議會將撥款購買防疫物資派發街坊。[21]南區和大埔區議會亦通過50萬元撥款購買防疫用品。[22]

- 1月24日，由於中國内地疫情迅速蔓延，康泰旅行社和香港中國旅行社於24日先後宣布取消農曆新年期間的內地旅行團[23]。香港賽馬會宣布自1月27日的賽事起，沙田馬場和跑馬地馬場皆不對公眾開放（除賽事活動的必要人員及已經提前預約使用馬場餐廳的顧客外）至另行通告為止。[24]。

- 1月25日，由瑞士返港的行政長官林鄭月娥會同教育局局長楊潤雄、食物及衛生局局長陳肇始、副局長徐德義召開記者會，宣布將應變計劃提升至「緊急」級別，設立由行政長官領導的督導委員會暨指揮中心，委任梁卓偉、袁國勇、許樹昌、福田敬二為成員，並在其下開設疫情防控、應變行動、公眾參與工作、抗疫傳訊四個小組。暫停來往武漢的航班和高鐵服務（事實上武漢的機場及高鐵站已於1月23日關閉[25][26]），在所有入境口岸要求內地旅客進行健康申報，另以深圳、澳門、珠海為首的離境人士亦須量度體溫。呼籲市民勿前往湖北省範圍，且暫停所有政府主辦前往內地的體育活動。取消大型公眾活動，包括渣打馬拉松、各區元宵晚會及政府新春酒會，亦呼籲其他非政府主辦機構跟隨取消。中小學、幼稚園、幼兒園和特殊學校延遲至2月17日復課，6日後1月31日再宣佈延至3月2日復課。[27][28]另外，香港大學、香港中文大學、香港科技大學、香港理工大學、香港浸會大學、嶺南大學和香港教育大學等大學在記者會後宣佈延至2月17日復課；中大更提升應變措施至「緊急」級別，要求全校人士佩戴口罩，並呼籲本地宿生回家住宿，需要留宿的學生必須填寫健康申報表和14天自我醫療監察表。[29][30]

此外，林鄭月娥亦致函國務院，希望內地向香港供應口罩方面提供協助。政府計劃徵用粉嶺暉明邨供相關的密切接觸者及醫護入住，有關安排遭多名北區區議員和附近居民反對，釀成警民衝突。同日，曾多次籌辦反對逃犯條例修訂草案運動公眾活動的民間集會團隊下午在面書上宣布，因應疫情持續擴大及惡化，基於公眾健康考慮，決定暫停舉辦大型集會或遊行直至2月24日，小型集會仍將持續。
- 1月26日，港鐵宣佈將會要求車站員工佩戴口罩，並於每天上班前量度體溫，更於多個與出入境口岸連接的車站加強清潔[35]。而香港迪士尼樂園和香港海洋公園宣布暫停開放。[36]劉德華演唱會全部取消[37]。醫管局決定公立醫院暫停探訪、任何人進入公院及診所範圍必須佩戴口罩、暫停所有醫院義工服務及臨牀實習。[38]昂坪360纜車宣布於1月27日起暫停服務[39]。

- 1月28日，政府宣布大幅縮減兩地交通的措施，包括：暫停簽發自由行。30日凌晨起暫停高鐵西九龍站、紅磡站、沙頭角及文錦渡口岸的客運服務；但最繁忙的羅湖、皇崗、福田、深圳灣、港珠澳大橋口岸仍繼續全面開放。縮減來往香港及內地航班減半，由每星期約480班減至約240班。減少港珠澳大橋金巴、沙頭角跨境巴士的班次。暫停客運碼頭跨境渡輪服務。即日起會向所有使用公營醫療服務的非符合資格人士收費，包括因確診或懷疑染病而需隔離治療人士。放棄粉嶺暉明邨作檢疫設施，亦不考慮使用未入伙的公共屋邨作檢疫隔離用途[40]。同日亦公佈所有公務員由1月29日起留家辦公至2月2日。[41]

同日，古物古蹟辦事處及康樂及文化事務署公布，轄下所有博物館、表演場地、公共圖書館、體育館、運動場、草地球場、人造草地足球場、網球場、壁球場、草地滾球場、高爾夫球設施、公眾游泳池、泳灘等，在1月29日起會關閉。多個政府部門亦暫停公共服務。另外，入境處宣布所有智能身份證換領中心、各出生登記處、各婚姻登記處及金鐘死亡登記處，於1月29日起暫停服務。此外，房屋委員會的「居屋2019」揀樓程序，亦將繼續暫停，直至另行通知。
- 1月30日，醫管局主席范鴻齡呼籲政府進一步減少中國内地和香港兩地人流，以減少社區爆發機會。香港大學及浸會大學宣布暫停校內授課至3月2日。康泰旅行社延長取消全線內地旅行團至下月29日。[47][需要更多来源]

- 1月31日，政府宣佈全港中小學、幼稚園及特殊學校延至3月2日復課，政府部門可延長公務員原本至2月2日留在家中的上班安排，各部門首長會再作安排，有效期至2月9日。[48]同日，香港賽馬會宣佈六合彩於2月1日攪珠完成後，無限期暫停，以減少各區場外投注處的人流，防止疫症傳播。[49][50]九巴亦於同日表示，因疫情及停課安排，21條巴士路線会在2月3日起停駛。[51][52]而多間銀行亦宣佈至少176間分行及營業點暫停服務。[53]

### 2月

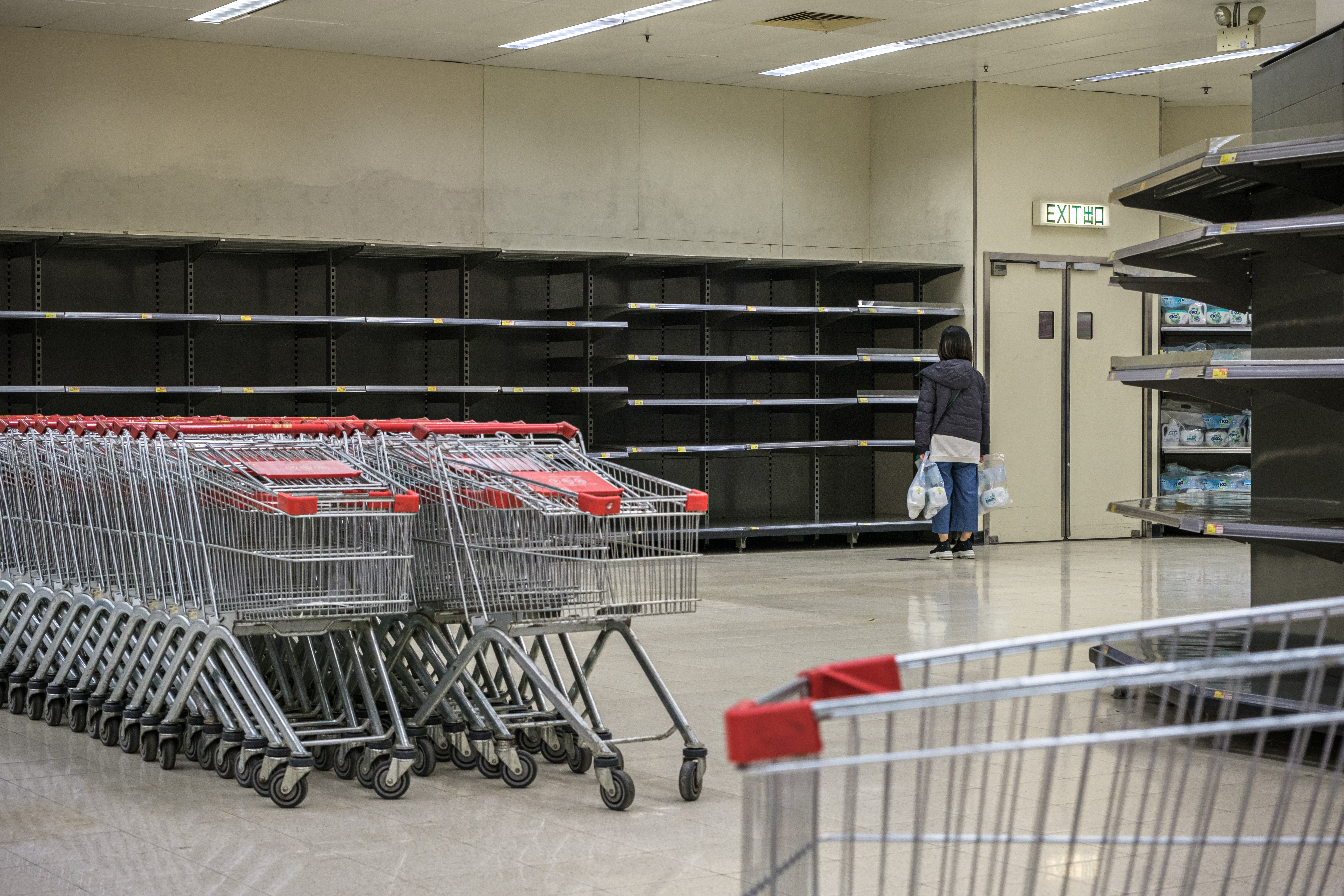
2月5日，網上謠傳紙巾因內地紙巾廠商未能復工將陷短缺，引致連日多間超級市場的紙巾、食米和防疫用品均被搶購，貨架空空如也，圖為西寶城一間惠康超市

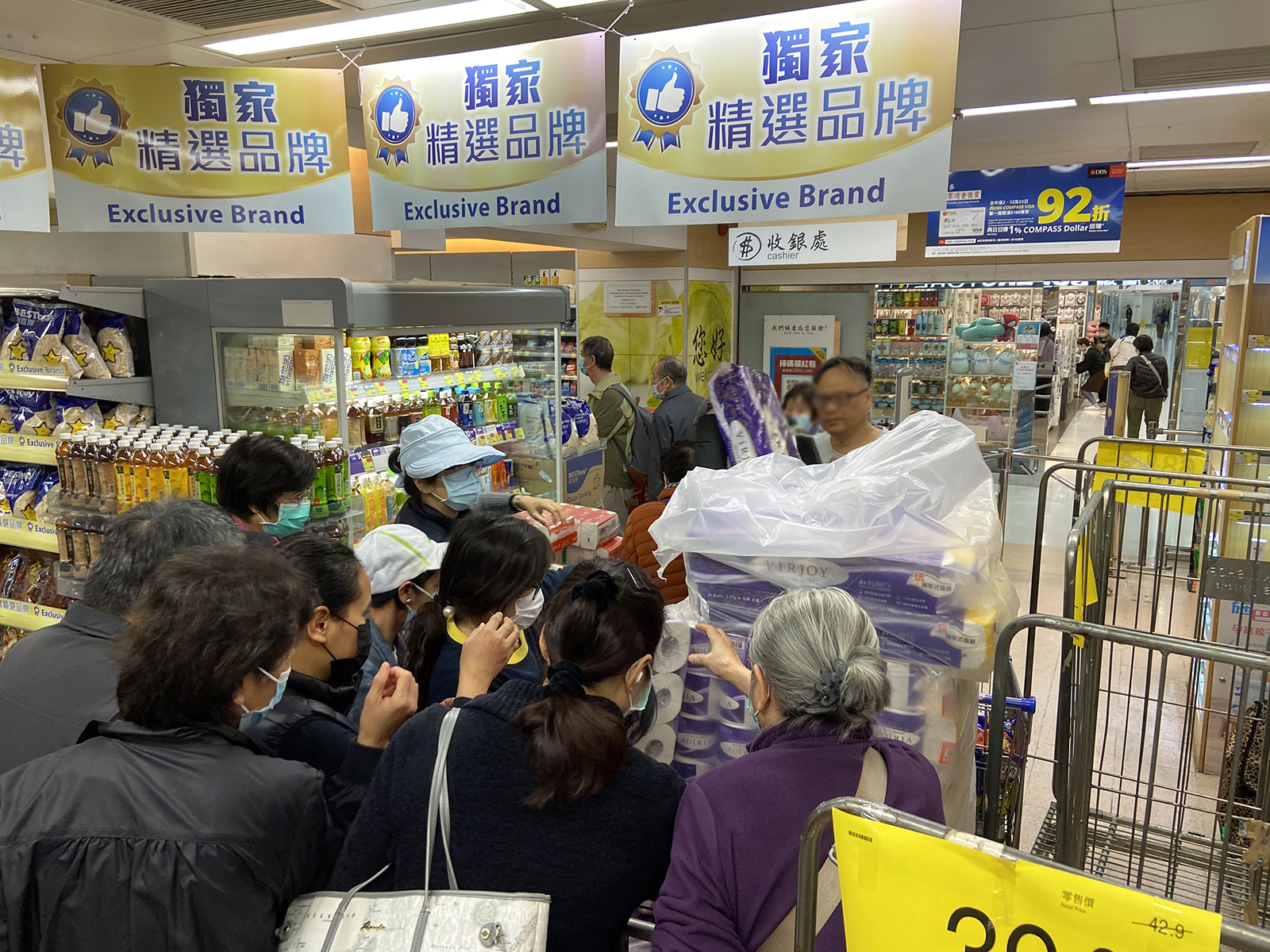
香港一所超級市場的紙巾被搶購

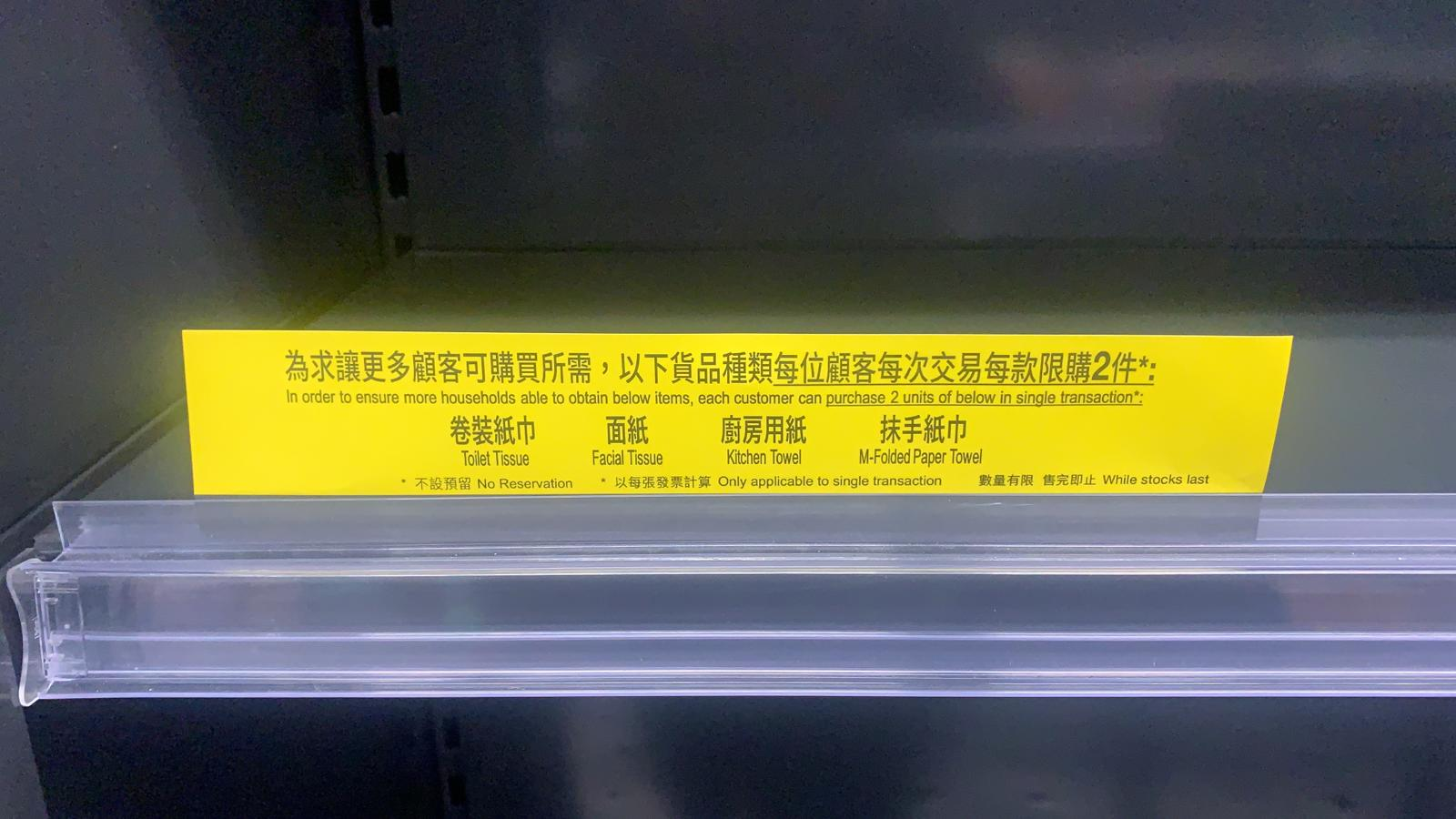
有商店為改善搶購潮，限制顧客購貨數量。圖為東涌東薈城一間超市內之告示

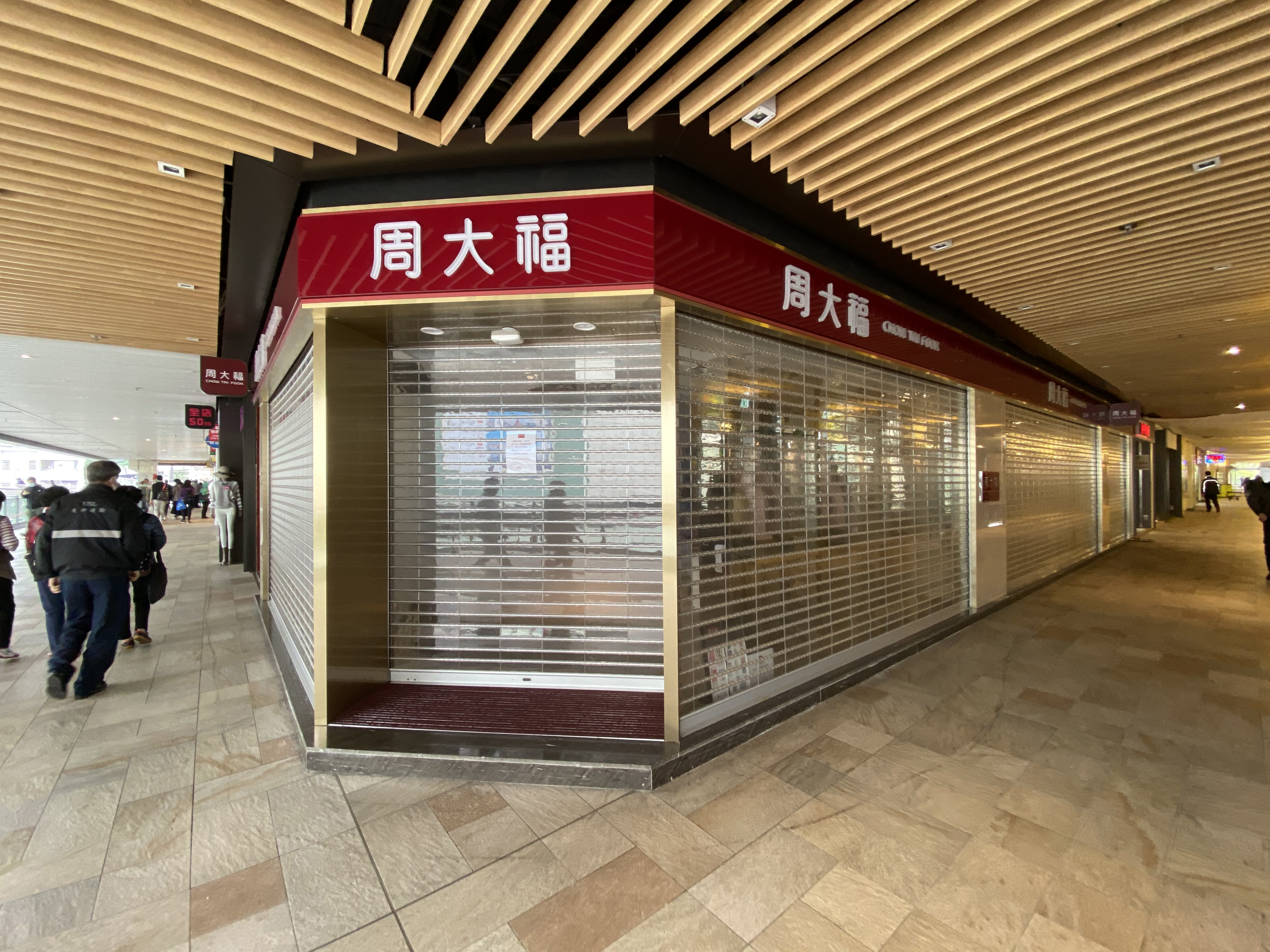
本地零售業步入嚴冬，珠寶金飾零售商周大福在港澳地區有40多間分店由2月7日起暫停營業直至另行通知

- 2月1日，為配合政府於1月31日宣佈實施的安排，多個政府部門在今天發布相關上班安排。其中，香港郵政宣佈，全線郵政局將於2月3日至9日期間縮短開放時間，以及只提供基本和有限度服務。[54][55]運輸署亦宣佈，2月3日起將恢復公共服務但只會提供有限度服務，四個牌照事務處及長沙灣駕駛考試排期事務處於星期一至五上午10時至下午3點開放，並提供櫃位服務。[56][57]康樂及文化事務署轄下的文康設施，將繼續暫停開放至2月17日。[58][57]

同日，多間電訊公司，包括香港電訊、香港移動通訊、1O1O表示，將於2月2日縮短專門店營業時間，而部分專門店亦會暫停營業，但在各區會維持最少有一間專門店繼續營業。另外，新巴城巴宣佈共31條路綫將會暫停服務或有所調整。
- 2月2日，因應康文署宣布轄下所有表演場地將暫停開放至2月17日，以及香港演藝學院宣佈暫停所有表演節目至2月16日，香港藝術節宣布，受場館關閉影響，原定於2月8日至2月17日舉行之香港藝術節節目將不能如期上演。[63][64]

- 2月3日，香港政府公佈進一步防止疫情擴散的措施，自2月4日凌晨起關閉羅湖管制站（羅湖口岸）、落馬洲支線管制站（福田口岸）、落馬洲管制站（皇崗口岸）及港澳碼頭運作，只開放香港国际机场、深圳灣口岸及港珠澳大橋口岸。[65]同日，飲食及零售業六個商會開會，會後均呼籲從業員避免往返中國內地，且回港後應自行隔離十四天。[66]而元朗區議會於同一天舉行特別會議要求香港警務處長鄧炳強帶領三千名警員義務前往武漢抗疫。[67][68]

- 2月4日，新世界建築向其所有員工發出通知，表示全數10個地盤於即日起停工兩星期。[69]

香港賽馬會於同日宣佈，為減少人群聚集，全港101間場外投注處即日起停止服務，直至另行通知；而馬會亦表示由2月6日起，多條電話投注熱線將會暫停服務，且強烈建議過去14天內到訪過中國內地的會員及顧客，不要前往馬場及其他馬會設施。國泰航空及港龍航空宣布將逐步減少約90%往返中國內地的航班。
- 2月5日，林鄭月娥再公布措施，擴大強制檢疫措施至內地入境人士，决定所有來自內地的入境人士，包括香港居民及外籍人士在內，強制家居隔離14天，自2月8日零时起生效；[73]並即時暫停啟德郵輪碼頭及海運大廈郵輪碼頭的出入境服務。[74]而同日網上謠傳紙巾因內地紙巾廠商未能復工將陷短缺，[75]林鄭月娥之前亦稱封關將令香港出現物資短缺，惟政府宣布關閉多個口岸及強制實施檢疫後引發市面出現恐慌，連日多間超級市場的紙巾、食米、罐頭和防疫用品均被搶購，貨架空空如也。[76]

- 2月6日，運輸署因應政府2月5日公佈跨境人流的防疫管制措施，於今天表示由2月8日起，往來深圳灣口岸及港珠澳大橋香港口岸的公共交通服務會作出調整，所有粵港跨境巴士將暫停服務、港澳跨境巴士將維持有限度服務、而本地公共交通則調減班次，部分亦暫停服務。[77][78]同日，香港快運航空取消82班於2月12日至3月26日期間來往大阪及首爾等地航班，並表示受影響乘客可免費更改出發日期，或更改為快運的其他航線，亦可選擇申請全數退款。[79][80]而香港航空則暫停及調整21條來往亞洲各地的航線服務。[81][82]國泰航空亦表示因2019年冠狀病毒疾病爆發及航班需求下降，即日起減少2月6日至3月28日期間往返世界各地佔國泰30%的航班。[83][82]

而教育局亦於同日舉行記者講解停課及其相關事宜，包括：中一自行分配學位結果延期公佈、中學文憑試科目及小六呈分試延期舉行、2500元學生津貼的表格遞交限期亦延期。教育局亦表示會維持最早3月2日復課，但稱實際日子有待進一步評估，且不會草率復課。而香港考試及評核局表示，不會在深圳設文憑試試場，並建議跨境考生提早赴港進行隔離。
2月7日，考評局再表示灣仔及新蒲崗辦事處的櫃台服務將由2月10日起暫停。另外，香港學校音樂及朗誦協會表示，第72屆香港校際音樂節只舉行作曲項目（N872）的賽事，其他所有現場演奏或演唱的項目及活動將會取消，而原訂於3月底舉行的「合唱團訓練工作坊」亦會同時取消。而珠寶零售商周大福亦於同日宣佈，40多間分店即日起暫停營業直至另行通知，且表示沒有裁員計劃，將安排前綫員工放年假，或在其他分店工作。
同日傍晚，政務司司長張建宗舉行記者會，交代最新疫情發展及措施，表示再延長公務員在家工作日期至2月16日；且未來兩個星期，政府所有諮詢及法定組織不會再舉行會議，又呼籲僱主應該彈性處理員工上班的安排；並同時宣布檢疫令之運作安排，即自2月8日起任何从中國大陸入境香港或抵港前14天曾赴中國大陸的人士，均需要强制接受隔离14天。此外，中华人民共和国出入境管理局（国家移民管理局）表示，由2月7日起暂停办理中国内地居民赴香港商务签注。
2月8日，為配合政府於2月7日宣佈的措施，多個政府部門在今天發佈相關安排。康文署發新聞稿，表示原定於3月6日至15日在維多利亞公園舉行的2020年香港花卉展覽將會取消。另一方面，康文署將即時暫停接受及處理免費陸上康體設施的個人及團體預訂申請，以及收費陸上康體設施的團體預訂申請，直至另行通知。運輸署再宣佈，將即時暫停四個牌照事務處的申請櫃位服務，但會繼續處理已預約的申請，而駕駛考試中心及長沙灣駕駛考試排期事務處將會關閉，所有的路試及筆試都會暫停。稅務局則表示，由2月10日起，除商業登記署、印花稅署及中央詢問處外，暫停所有公共服務。而司法機構宣佈，原定於2月10日至16日於各法院或審裁處進行的所有聆訊，將會延期。但三個法庭，包括西九龍裁判法院、觀塘裁判法院、粉嶺裁判法院於下周一、三及五三天，仍會處理緊急及必要的聆訊或申請，包括新羈押案件、緊急和必要刑事事宜。另外，屋宇署、路政署、水務署、勞工處、土地註冊處、消防處等都有相應安排。
此外，醫院管理局表示，因應疫情緊張，公立醫院的防疫裝備使用量急升，現外科口罩存倉量約1600萬個，保護衣有220萬件，存倉量只夠使用一個月，且內地廠商供應不穩定，令採購工作有困難。醫管局亦稱會逐步減非緊急服務，以減低防疫裝備的消耗量。
2月9日，香港藝術節發新聞稿作出宣布，取消2月至3月期間舉行的第48屆香港藝術節的所有演出及活動。香港藝術節行政總監何嘉坤表示藝術節團隊正和藝術家及場地商討把部份節目延至稍後時間舉行，若有改動會另行公佈。
2月10日，李嘉誠基金會表示，基金會會透過中聯辦捐出1億元，以支援武漢前線醫護。基金會亦稱「會努力在全球搜尋醫護物資，為本港醫護紓解燃眉之急。」同日，大家樂及大快活兩家主要港式快餐連鎖店表示為減少病毒傳播風險，暫停出售火鍋。另外，天際100在Facebook專頁宣布，由2月12日起暫停營業。
此外，部分零售商為減省營運成本宣布部分分店已暫時停止營業。其中謝瑞麟表示14間分店暫停營業，並將暫時安排受影響的前線及後勤員工放無薪假或年假。六福珠寶則表示全線分店縮短營業時間至夜晚8時或8時半，受影響員工會安排到其他分店工作或放年假、補假，而員工每星期會放一天無薪假。而莎莎國際表示18間分店暫停營業。
2月11日，香港理工大學宣布成功研發了全自動快速多重診斷系統，該系統可用於即時基因檢測，可於一小時內檢測包括2019冠状病毒病（COVID-19）、禽流感（H5、H7、H9）、嚴重急性呼吸系統綜合症（SARS）、中東呼吸綜合症（MERS）等40種傳染病。參與研究的澳門科技大學醫學院院長霍文遜表示，該項目由研究團隊用了四年時間研究，曾向香港政府申請資助但落選，又表示研究團隊全部都是香港人，是香港最頂尖的科學家，又指「我們得到的政府資助，是零。」現時深圳市政府有意投資，研究團隊希望半年內投產並優先在香港使用。另外，西貢區議會繼元朗區議會後全體通過要求鄧炳強率警隊赴武漢抗疫。
同日，地產建設商會向商會會員發出呼籲，向有需要的租戶按情況提供減租和寬減租金在內的紓緩措施。其中海港城商場2月份的固定租金將下調50%，持有逾20個商場的新地，會向經營有困難的商戶，根據個別行業或商戶情況減免2月份基本租金30%至50%。而領展預算8,000萬元成立「中小商戶同舟計劃」，紓緩租戶因疫情帶來的營運壓力。不過有租戶表示幫助不大，認為政府呼籲減租才是最有效的方法。
2月12日，美聯社於今早報道，美國郵政署會停止接收寄往中國、香港及澳門的郵件及包裹。其後，香港郵政作出澄清指美國直接寄往香港的郵遞服務仍然維持，但美國寄往香港國際空郵快遞郵件會有所延誤；而其他地區經美國轉運到港郵遞服務將會暫停。另外，香港電影金像獎表示鑑於疫情持續擴散，決定取消原定4月頒獎典禮形式，為39屆以來首次，現暫定改為5月以錄播形式進行，其後會再開會討論，最後應該以甚麼形式進行。
2月13日，教育局在政府總部會見傳媒，宣佈全港學校繼續延長停課日期，不早於3月16日復課；小六呈分試，即第三次呈分試會取消；有關文憑試的安排，維持在二月底再作決定；升中自行分配學位面試不會取消，責任和決定權將交予學校；而小三全港性系統評估，如若復課時有充份時間，即可以安排考試。另外，政府第三次表示延長部門的特別上班安排，即至2月23日。而社會福利署亦宣布2月17日起至3月1日，所有資助幼兒中心、長者日間護理中心、庇護工場、綜合職業康復服務中心、綜合職業訓練中心及展能中心將會停止提供服務。
同日，天主教香港教區宣佈於2月15日至28日間，暫停所有主日或平日公開彌撒，婚禮及殯葬禮除外，教堂則維持開放。此外，香港欖球總會及世界橄欖球總會宣佈香港國際七人欖球賽將由4月延至10月16日至18日，於香港大球場上進行，成為今季系列賽煞科站。
2月14日，林鄭月娥表示，政府會向財委會申請不少於250億元用作防疫抗疫基金，包括向醫管局額外發放47億元、資助企業在本港生產口罩、向清潔、保安、食肆及旅行社等提供資助等等，涉及21項措施。林鄭月娥稱希望下星期能召開特別會議，並呼籲議員支持撥款申請。翌日，勞工及福利局局長羅致光稱，希望該基金在四個月內可以發放。
2月15日，香港郵政表示，將恢復周一至周六的派遞服務，並會以「口罩先派」的原則，且2月17日至23日的會提供所有櫃位服務。
2月18日，約有50個品牌、涉約200個零售商罷市一天，表達對地產商支援不足的不滿，要求擴大減租幅度。中環國際金融中心商場、九龍塘又一城、海港城和尖沙咀K11 MUSEA多個商舖未見營業。參與的零售商包括蛋糕店Lady M、Paul Lafayet、鞋履品牌拉科斯特、健樂士、添柏岚及Club 21等。
同日，林鄭月娥表示防疫抗疫基金金額將由不少於250億元增加至300億元，並將於2月21日召開立法會財務委員會會議審議撥款。另外，多個建制派和民主派政黨都促請政府「全民派錢」，原本反對「全民派錢」的經民聯亦於今天表示政府未能急市民所急，並認同「全民派錢」可更快讓市民受惠。此外，立法會將於2月19日召開會議，多個主要官員出席回應議員提出有關抗疫工作的質詢。
2月19日，考評局去信用作試場的學校，以交代防疫措施的細節。信件表明，根據衞生署的建議，各考生座位間須保持一米距離，若調整座位設置後學校禮堂不足容納考生，需要騰出課室作額外試場，各課室考生最多20人，亦應加額外安排監考員。其建議，應考核心科目時提供場地的學校，可考慮讓學生放假以騰出更多課室。
2月20日，政府繼續實施部門的特別上班安排，直至3月1日。政府發言人表示，各部門應繼續為市民提供緊急或必須的公共服務，以及維持有限度的基本服務，亦應作出適當調整，為市民提供適切服務。
2月21日，立法會財委會以59票贊成，3票反對的票數通過政府300億元防疫抗疫基金撥款的申請。但由民主派議員提出的多項臨時動議，則全部被否決。另外，因應政府實施的部門特別上班安排，多個作出調整。其中，司法機構宣布，各法院及審裁處2月24日至3月1日所有聆訊將延期，唯緊急和必要聆訊除外。翌日，羅致光在雷霆881中表示，社會中開始出現結業或裁員潮，本港失業情況將加速惡化，失業率可能進一步升至百分之四至五。但其指，財委會通過300億元防疫抗疫基金措施，有助疫情後加快社會復蘇。
2月24日，政府宣佈向韓國發出紅色旅遊警示，提醒計劃前往當地的市民要留意避免前往當地。並且於2月25日6時起，不容許任何14天內曾到訪韓國的非香港居民入境。而香港居民則要接受14天醫學監察，曾到大邱廣域市或慶尚北道的居民會被送到指定檢疫中心強制隔離。但禁止到訪韓國的非香港居民入境的措施，被醫管局員工陣線批評為「雙重標準」。
2月24日，港鐵宣佈因受疫情影響，乘客量大幅減少，由2月29日起削減多條路線非繁忙時間班次，平均3至8分鐘一班
。
2月25日，教育局宣佈全港中學、小學、幼稚園和特殊學校復課日期延至復活節假結束，即最早在4月20日復課，但確實日期仍然要待進一步的評估。教育局局長楊潤雄亦表示，初步傾向會分階段復課，且因各學校在「停課不停學」方面有很多措施，所以不會強制制更改暑假安排，但學校則可按需要決定須否補課。另外，楊潤雄表示會停辦本學年小三全港性系統評估，包括說話、紙筆的評估。而中學文憑試筆試會如期在3月27日開考，文憑試各科的筆試及英文科口試將如期舉行，而體育科和音樂科的實習考試則延至5月舉行，中文科口試亦會延至5月18至五月26日舉行。放榜日預計需延後約一星期至七月十五日，唯考生入試場之前須要交健康申報表及探熱，體温達38度或以上將會被拒考。翌日，超過一萬名應屆的文憑試考生通過以網上問卷表示文憑試需延期舉行。
2月27日，政府宣佈，在實施針對性措施減低社交接觸和採取預防感染措施的前提下，由3月2日起逐步恢復公共服務。多個政府部門於當日、翌日及29日宣布相關措施，包括：
1. 司法機構轄下法庭一般聆訊繼續延期，但指法庭會處理更多緊急及必要聆訊。[156][157]
2. 康文署轄下部分戶外運動設施重開，包括網球場、草地滾球場、緩跑徑等，但每個球場只可容許4名人士進入，觀眾席、更衣室及淋浴設施都會繼續關閉。[158][159]
3. 運輸署會增加轄下4個牌照事務處的網上預約續領名額，並減少辦事處等候的人數。[160][159]
4. 房委會轄下的所有公共屋邨管理處會回復至每個星期五天提供服務，[161][159]「居屋2019」的選樓服務將於三月二日開始有限度恢復。[161][162]
5. 香港郵政轄下全線郵政局回復正常營業時間，並會恢復每日郵箱收信服務。[163][164]

2月28日，政府宣佈自3月1日0時起，14天內曾到意大利北部艾米利亞－羅馬涅、倫巴底及威尼托三個地區及伊朗的所有人士，返回香港須入檢疫中心接受檢疫14天。政府亦對意大利三個地區發出紅色外遊警示，且因1月10日已因安全理由對伊朗發出紅色外遊警示，因此繼續維持紅色外遊警示。另外，政府表示行政長官及所有政治任命官員將將一個月的薪酬全數捐予香港公益金作慈善用途。
2月29日，長洲太平清醮值理會宣佈搶包山比賽及飄色將會取消，但4月30日的會景巡遊會繼續舉行。

### 3月

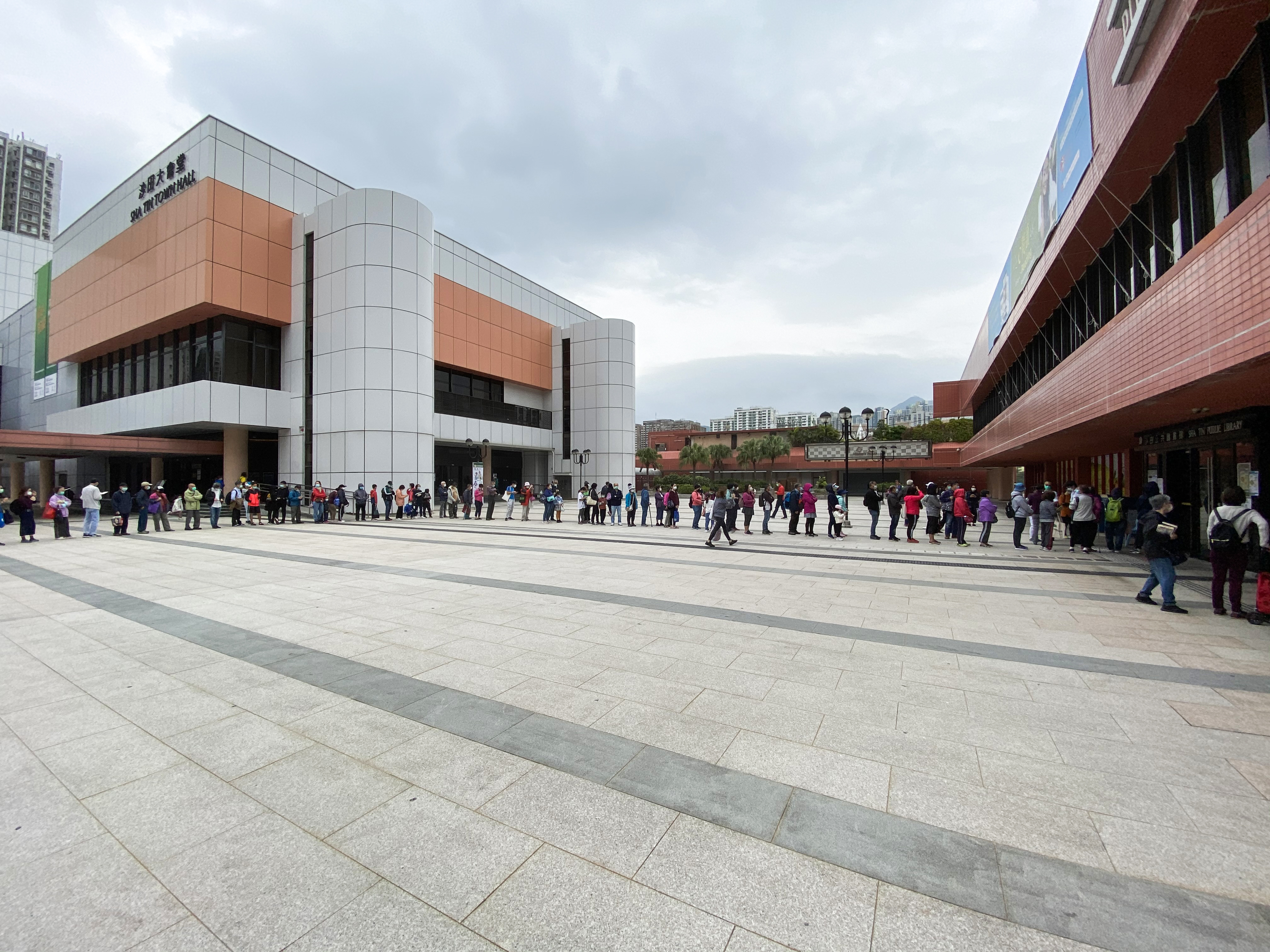
3月11日，其中7間主要公共圖書館恢復有限服務，沙田公共圖書館外有百多名市民排隊取籌輪候進入館內

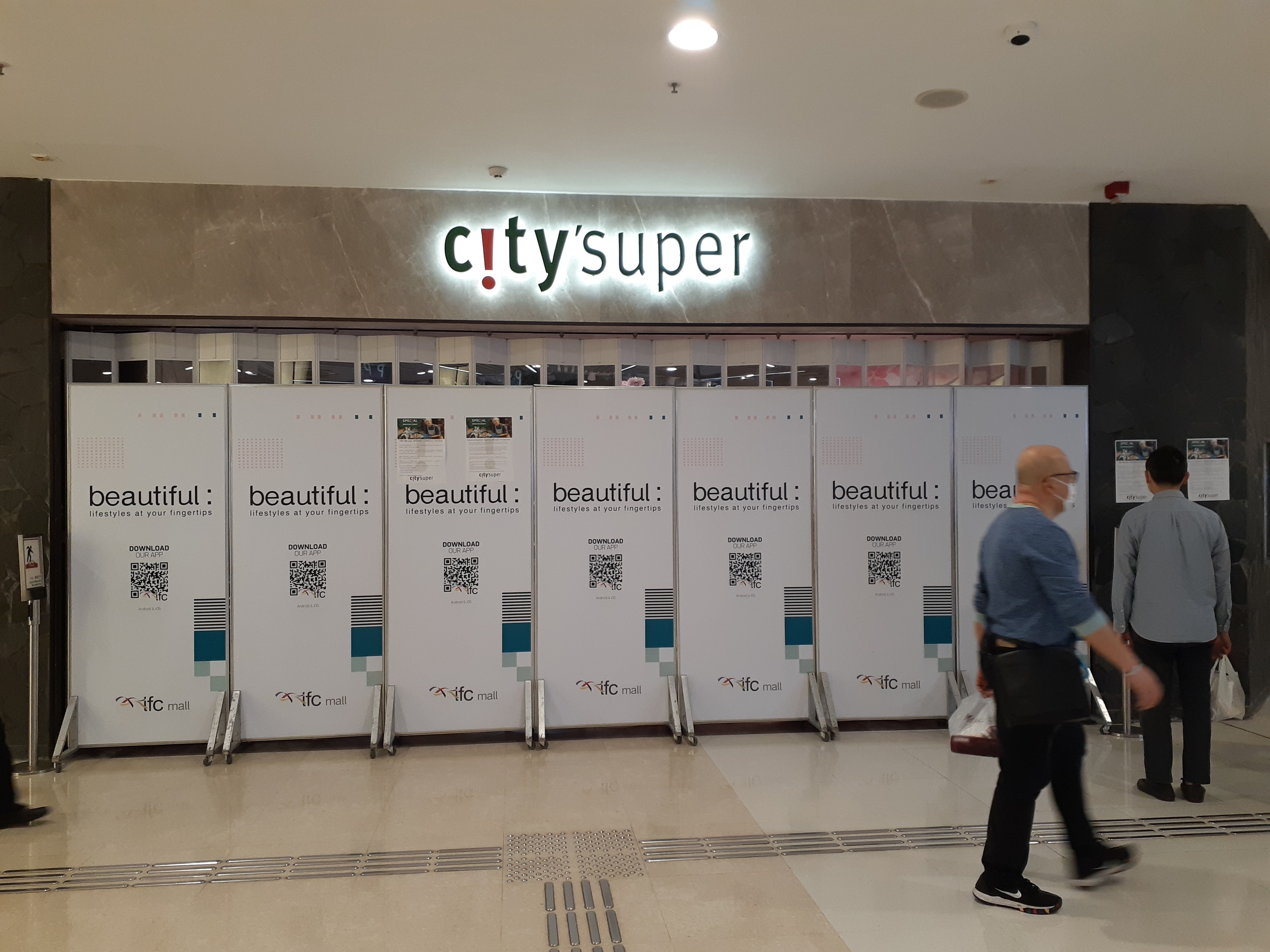
3月17日，大型連鎖超市citysuper在中環IFC商場的分店因有確診患者曾到訪而暫停營業，直至清潔消毒完成後於3月19日重開

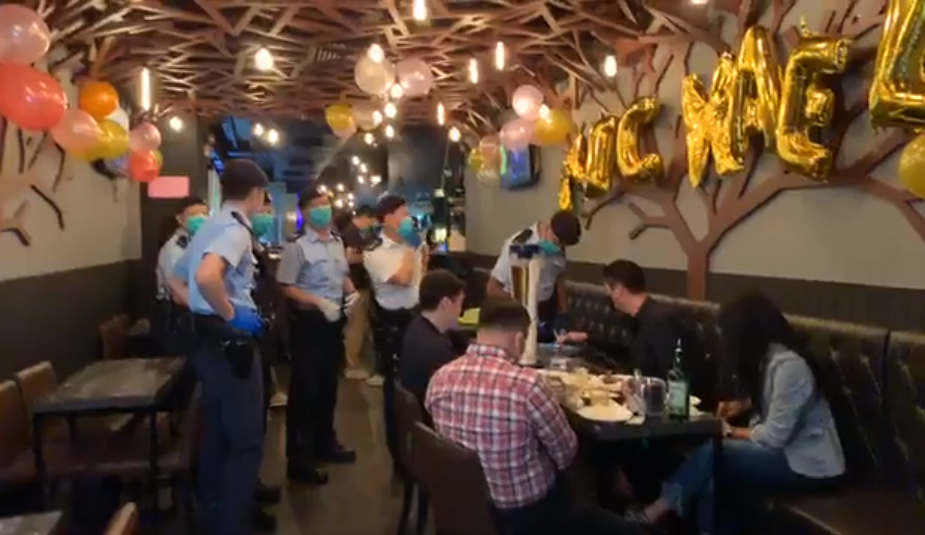
3月28日晚上，防疫新措施生效前，警方反黑及食環署等人員巡查尖沙咀諾士佛台酒吧和食肆內的食客身份，有食客不滿警方侵犯私隱

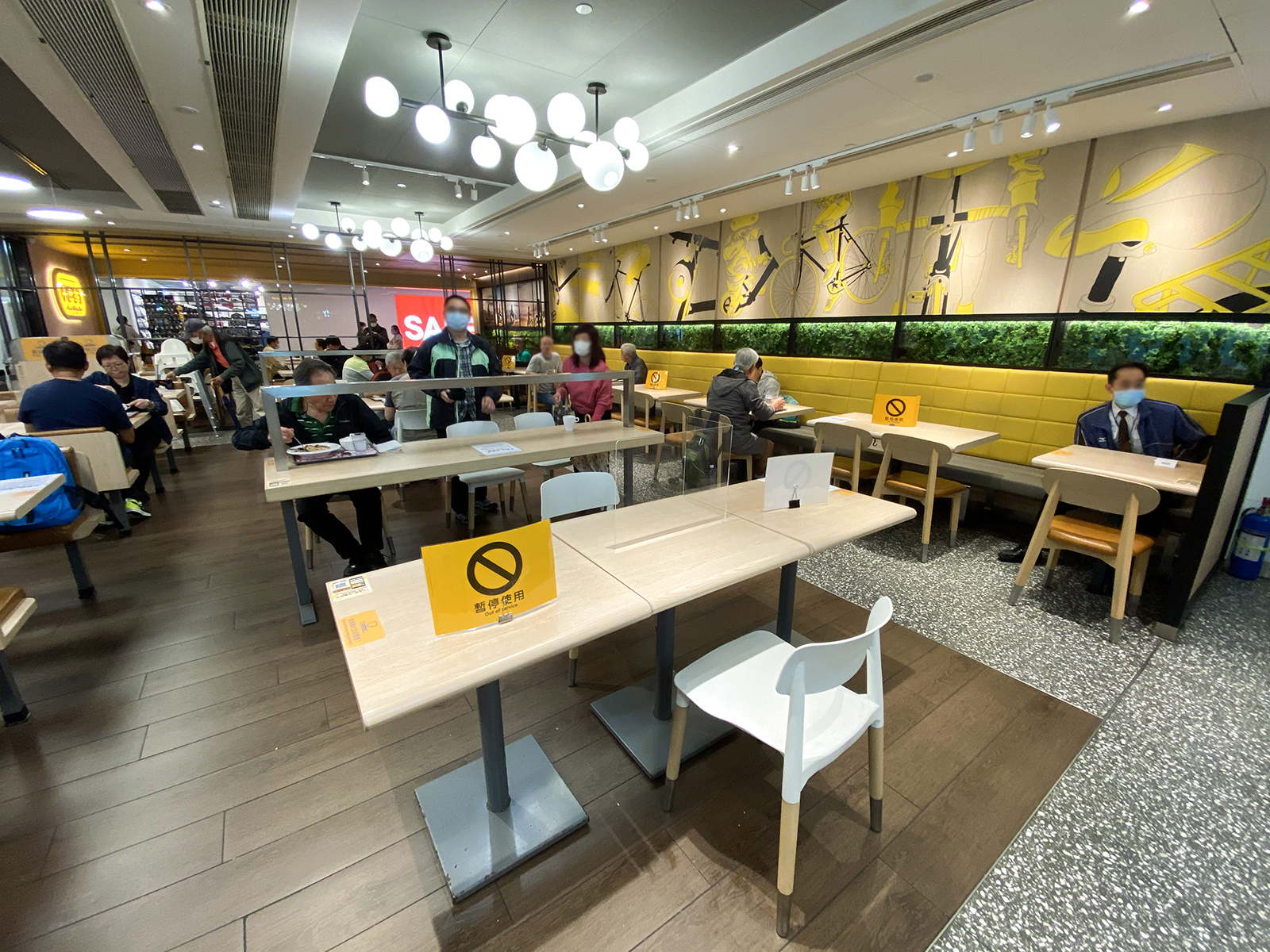
3月30日，大家樂停止晚市堂食外，餐廳內也安裝了透明分隔膠板

- 3月起，香港多間航空公司取消往來香港至韓國的航班。[169]

- 3月1日起，香港国际机场海天客运码头前往珠三角各港口的航船航班暂停服务[170]。

- 3月2日，政府發表1月的零售業總銷貨值的統計，金額為378億港元，按年跌21.4%，儘管農曆新年今年在一月底，去年則在二月初，對二零二零年一月份的零售業表現應有提振作用，按年跌幅理應收窄，唯跌幅較2019年12月的按年跌幅19.4%擴大，反映新型冠狀病毒疫情雖然在1月下旬才影響香港，對零售業總銷貨值的影響即時浮現[171]。

- 3月3日，學界體育聯會決定所有延期到4月20日至5月31日的學界賽事將會取消，並不會進行補賽。[172]

- 3月4日，香港金融管理局宣佈基本利率下调50个基点至1.5%[173]。

- 3月9日起，香港多間航空公司停飛往來香港至日本的航班。[174]

- 3月10日，政府宣布，對於法國布爾岡－法蘭琪－康堤及大東部地區、德國北萊茵－威斯特法倫州地區、日本北海道、西班牙拉里奧哈、馬德里及巴斯克地區及意大利全國發出紅色外遊警示。衞生署亦宣布由3月14日零時起，向所有於抵港前14日曾到相關地區的人士（不論是否香港居民）發出檢疫令，並安排有關人士入住檢疫中心進行檢疫[175]。

- 3月11日，其中7間主要公共圖書館恢復有限服務，進入館內的人士須先取籌，並要戴口罩及接受量體溫，而職員每小時會清場一次，所有人必須離開。部分圖書館在中午開門時出現排隊人龍。有市民批評排隊取籌輪候的安排造成人群聚集，還書或續借也要取籌是浪費時間。也對進館者也只准逗留一小時的安排感到不滿意，寧願繼續閉館。[176]而康文署部分室內康樂設施亦重開。[177]位於屯門的宏廣國際幼稚園宣佈因為新型冠狀病毒疫情影響，退學學生人數不斷上升，決定2019至2020學年完結後結束營運。[178]

- 3月15日，香港政府宣佈，基於公共衞生考慮，政府決定對愛爾蘭、英國及美國發出紅色外遊警示。此外，由3月19日起，所有於抵港前14日曾到過愛爾蘭、英國、美國或埃及的人士（不論是否香港居民）均需接受家居強制檢疫[179]。

- 3月17日，香港政府宣佈，從當日起向全球所有国家和地区（除中国大陸、澳门及台湾外）发出红色外遊警示[180]。同時自3月19日凌晨起，除澳門及台灣以外的地区抵港的人士需接受14日強制家居隔離，以及抵港人士倘有呼吸道感染症狀者會被送到博覽館或北大嶼山醫院檢測中心進行病毒測試，呈陰性可回家隔離。香港行政长官林郑月娥还表示，中小學繼續停課直至另行通知，又指“政府不會舉辦人多的聚會，呼籲其他機構跟隨”[181]。同日，大型連鎖超市citysuper在中環IFC商場的分店因有確診患者曾到訪，於17日起暫停營業，直至清潔消毒完成後於3月19日重開。[182]

- 3月21日，香港政府宣佈延遲香港中學文憑試至4月24日，並取消中英文說話考試[183]。與此同時，政府再次實施停工至一至兩星期，所有目前有限度開放的文康場所將再度關閉，而有限度恢復的「居屋2019」及公屋擠迫戶調遷的揀樓程序亦受影響。

- 3月22日起，香港国际机场暂停前往内地的转乘交通接驳服务，包括陆路及水路[184]。受新型冠狀病毒疫情影響，兩間網上旅行社GoGoGo Travel（捷達假期）及Wefly Travel（愛飛旅遊）宣布停業。[185]

- 3月23日，行政長官林鄭月娥召開記者會宣布，从3月25日凌晨起，所有乘飛機抵港的非香港居民，不准從香港機場入境，為期14天；入境香港的內地、台灣及澳門居民，如過去14天去過海外國家及地區，將不准入境；所有從澳門及台灣入境的人（包括港人及非港人），亦須強制檢疫14天。香港国际機場亦將停止一切轉機服務。[186][187]此外，林鄭月娥亦表示正研究引用香港法例第599章《預防及控制疾病條例》所賦權力再次制訂附屬法例，針對全港大約8,600家領有酒牌的食肆、酒吧、會社及娛樂埸所，暫時禁止該等處所售賣和供應酒類飲品。[188]同日，本港著名茶餐廳澳洲牛奶公司加入停業行列，將於3月26日起暫停營業22日，直至4月16日。[189]其後麥當勞亦宣布，由3月25日起至4月7日，所有餐廳於下午6時後停止提供堂食，只設外賣及麥麥送服務，包括24小時餐廳。[190]

大家樂集團旗下餐廳在晚上6時半後暫停堂食，只提供外賣服務。而稻香集團暫停晚市服務，營業時間至下午4時。
- 3月27日，行政長官林鄭月娥召開記者會宣布，禁止多過4人在公眾地方群組聚集（只有12類群組可豁免），並規定遊戲機中心、浴室、健身中心、遊樂場所、公眾娛樂場所如戲院和派對房間等，由28日下午6時起關閉，為期14天。[193]政府同時就持牌食肆、咖啡廳、酒吧等進行多項規定，食客人數需要減半，食檯之間要有1.5米距離，每檯最多只可坐四人，入店時要量體溫和店內要提供消毒潔手液等。[194]

- 3月28日晚上6時餐飲業務法令生效，警方反黑組聯同食環署人員在尖沙嘴諾士佛臺一帶酒吧巡查食肆，有警員用尺度兩枱客之間是否夠1.5米，並要求正在用膳的食客登記出示身份證，有食客則不滿警方侵犯私隱。香港中小企食店聯盟召集人林瑞華認為新規定過份和模糊，落實困難，不少餐廳東主因未能購買探熱器被迫停業。而座位間距規定過份和不清晰。[195]

另外，康文署和房委會轄下的康樂設施亦關閉，包括在室外籃球場，戶外健身區和兒童遊樂場拉起封鎖線，籃框被膠袋「包起」。有市民認為政府只禁止市民的娛樂，並不是全面停工或要求全面在家工作。而漁農自然護理署轄下郊野公園的所有燒烤地點及露營地點由3月28日下午6時起關閉14日，直至4月11日下午6時。
- 3月31日，政府發表2月的零售業總銷貨值的統計，金額為227億港元，按年大跌44%，儘管農曆新年今年在一月底，去年則在二月初，在消除農曆新年出現於不同月份的影響，二零二零年首兩個月合計的零售業總銷貨數量的臨時估計仍下跌33.9%，是歷來最大跌幅。[198]

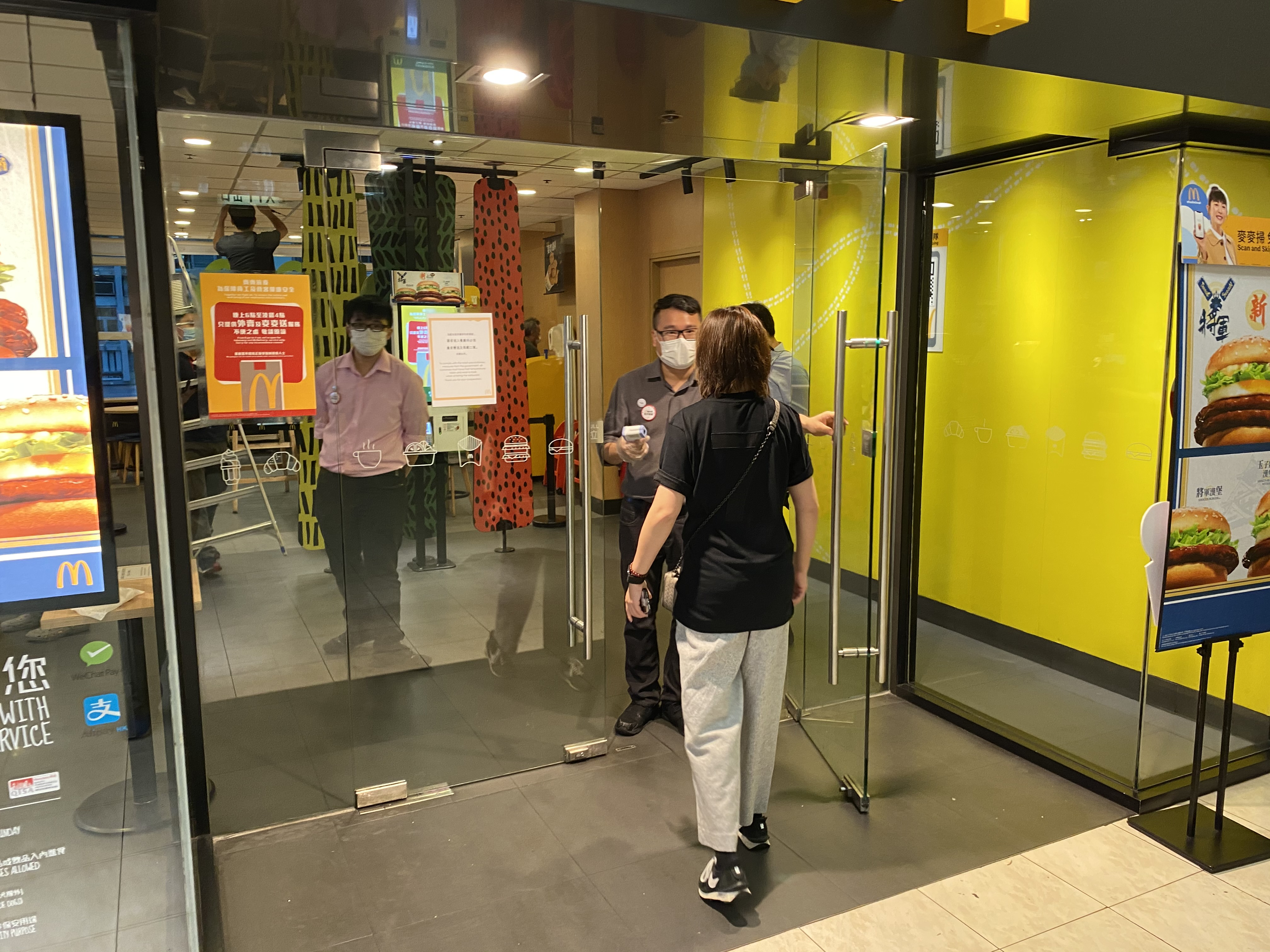
3月24日起，麥當勞停止晚上堂食，而所有人進入餐廳前需要量度體溫
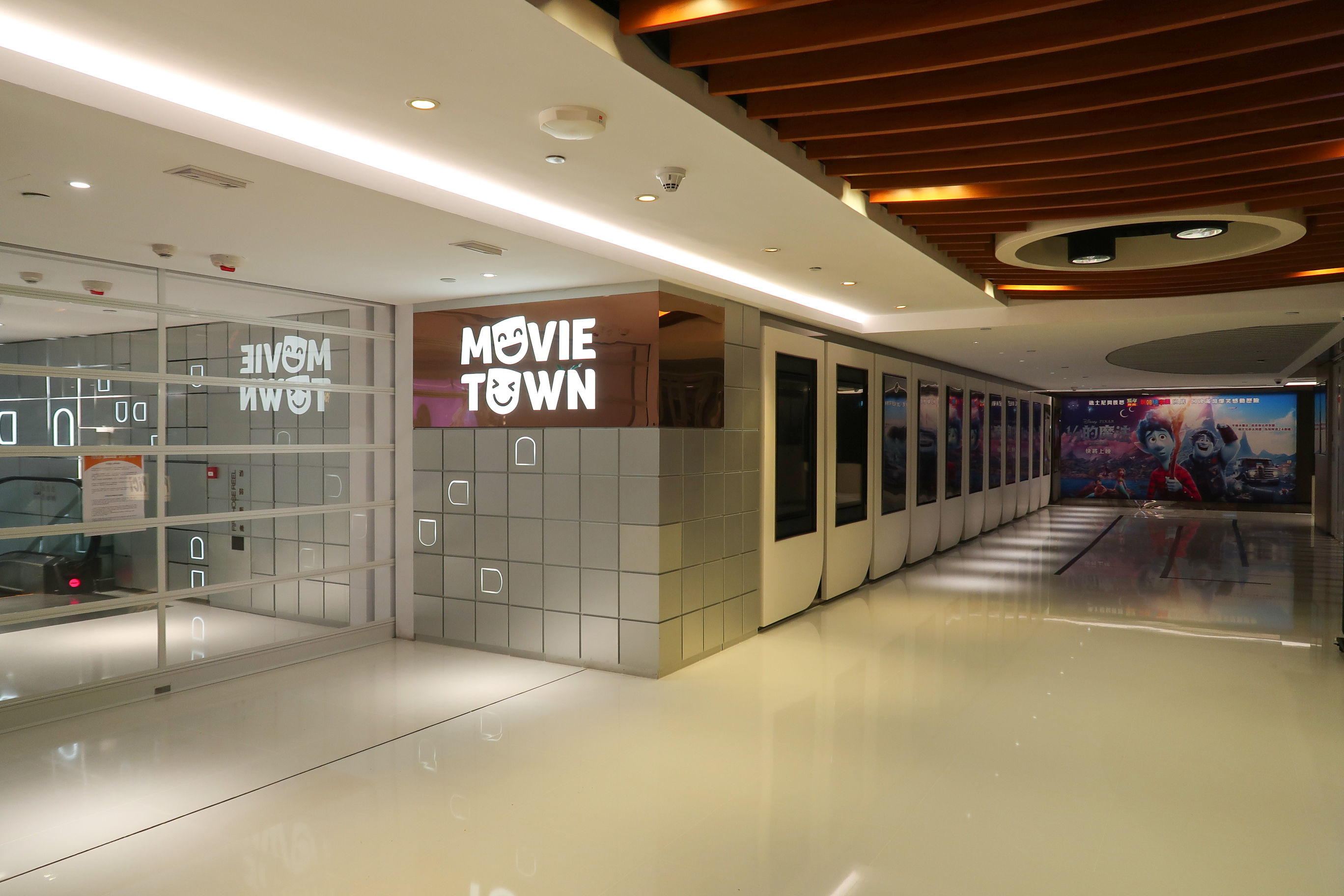
3月28日傍晚6時起，全港戲院停業14日，圖為沙田MOVIE TOWN
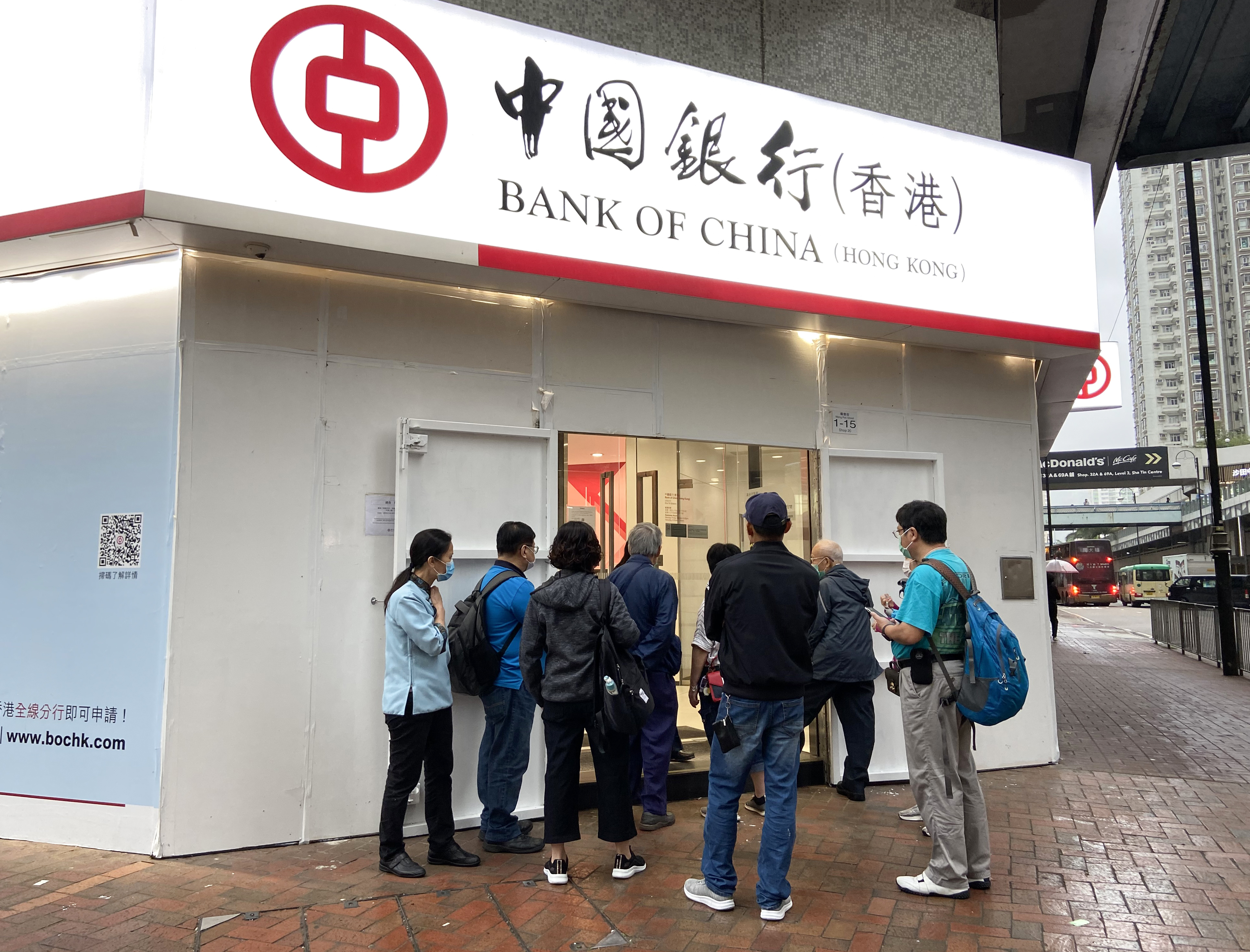
因政府禁止多過4人在公眾地方群組聚集，3月30日起，銀行實施派籌安排，以避免人群聚集
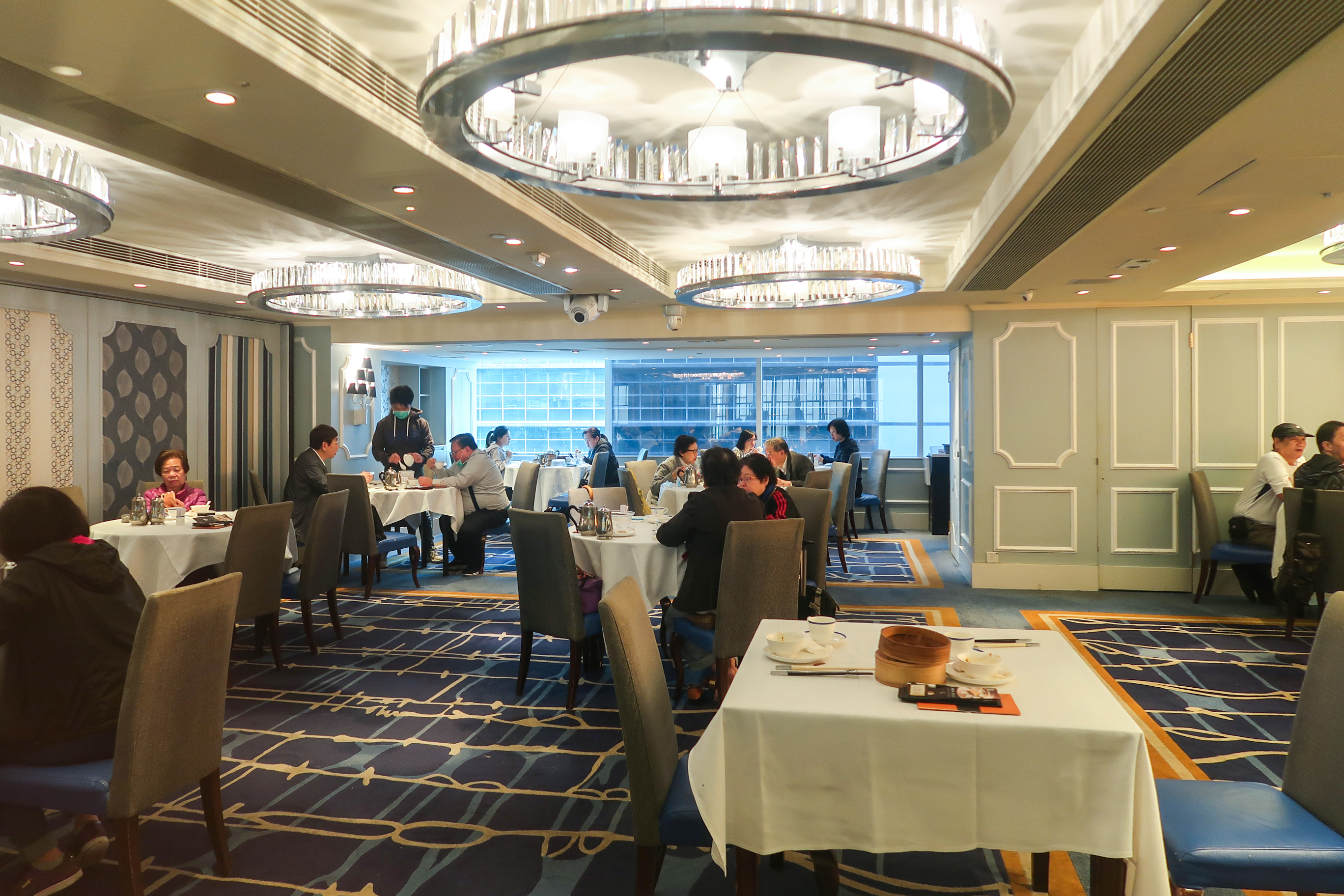
在新措施下，酒樓需要調整枱櫈間距，每枱只可最多坐四人
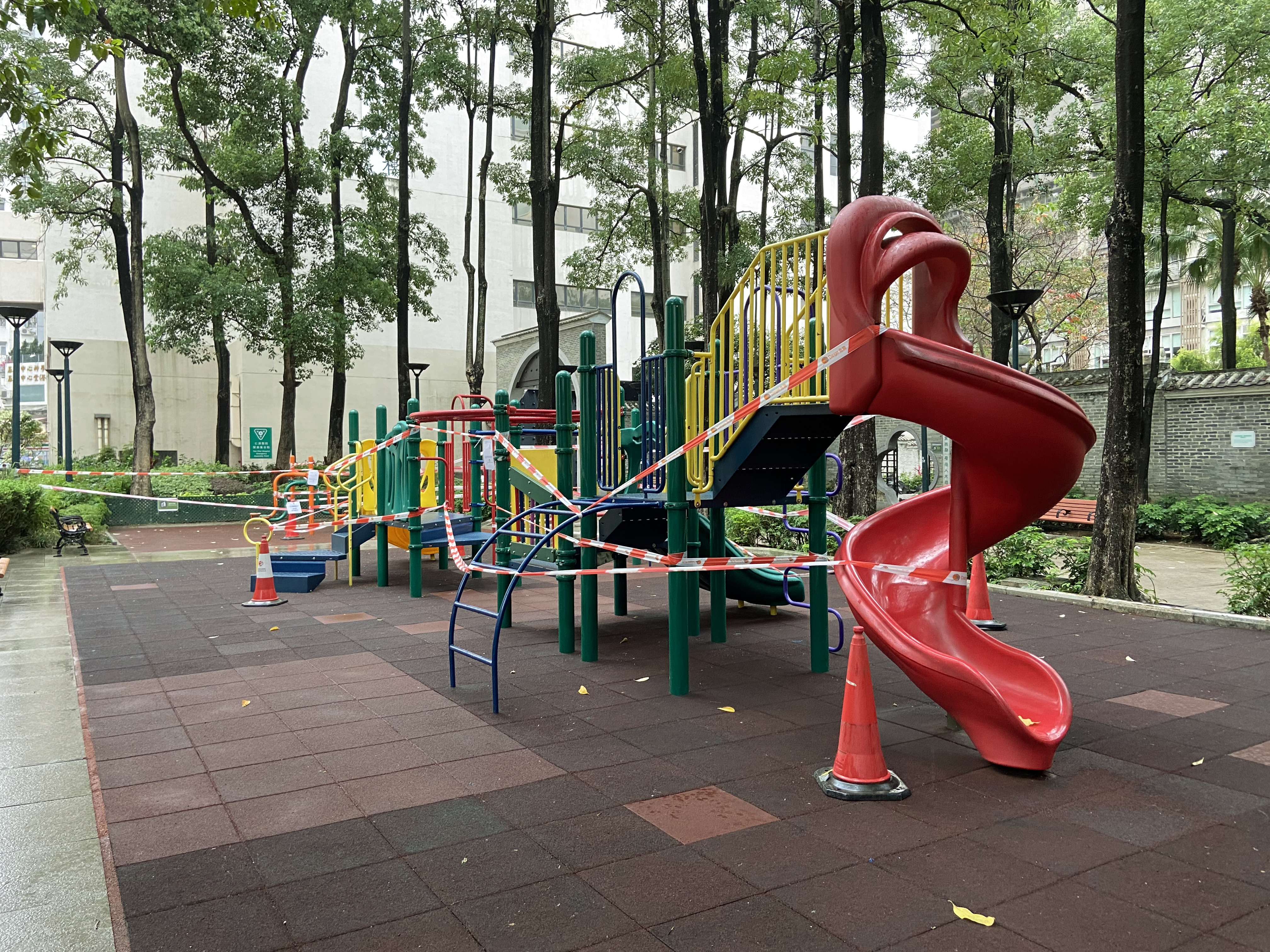
康文署轄下的兒童遊樂場拉起封鎖線，圖為賽馬會德華公園

### 4月
- 4月1日，卡拉OK店RED MR群組全部成員合共7人確診，加上大型連鎖美容院Reenex宣佈一名員工及一名顧客同樣確診武漢肺炎。政府宣布早前可豁免的卡拉OK、麻雀館和夜店或夜總會納入禁聚令規管範圍，由即日傍晚6點起停業14天，並要求美容院、會所及按摩院處所，在可行情況下須一直佩戴口罩，要為進入場所人士量度體溫，並提供消毒潔手液。[199]醫管局透露部份家居檢疫人士若出現病徵，現時會送到亞博進行檢測，抽取鼻咽樣本，若陽性才會送院，陰性繼續接受強制家居檢疫，以減低醫院壓力。[200]

- 4月2日晚上，食物及衛生局公布傍晚6時起要求酒吧關閉14天，業界預料1200間持有「酒吧批註」酒牌的酒吧要停止營業。不過現時有4宗確診的美容業未指令要求關閉。[201]另外，疫情期间唯一仍可以往来深圳与香港的深圳湾口岸的旅客通关服务时间会由4月3日起调整为每日上午10时至晚上8时，直至另行通告。货物清关服务时间则不受影响，维持每日上午6时30分至午夜12时[202]。

- 4月3日，港鐵宣佈因受新型冠狀病毒疫情持續影響，市民出行大幅減少，由4月10日起進一步削減屯馬線一期及東涌線非繁忙時間班次至約10分鐘一班及迪士尼線暫停服務[203][204]。

- 4月4日，香港跟隨中國大陸舉行哀悼活動。香港悬挂国旗及区旗的政府机构下半旗志哀。当日早上10时，香港特区行政长官会与立法会主席、行政会议成员及司局长在行政长官办公室默哀3分鐘[205]。

- 4月5日，金巴服務時間縮短至上午10時至晚上8時，並於4月6日凌晨暫停營運。

- 4月6日，香港特区政府延长限制非香港居民入境的禁令[206]。

- 4月8日，香港特區政府宣佈自4月10日起，美容院及按摩院停業14天、連同之前封閉的娛樂場所至4月23日。視乎疫情需要、是否需要再延長。同日香港公布1375億港元紓困計劃[207]。

- 4月15日，香港旅发局公布数据显示，3月初访港旅客数为8.2万人次，按年大跌98.6%；其中来自内地旅客为2.7万人次，按年下跌99.4%[208]。

- 4月21日，香港特区行政长官林郑月娥宣布再次延长规管餐饮业务、一些处所以及禁止群体聚集的措施。此措施自24日零时起生效，有效期至5月7日[209]。

- 4月28日，林鄭月娥表示，從5月4日起分兩階段回復政府正常服務，首階段在5月4日生效，不包括學校、部分康樂措施等[210]。同日，食物及衞生局局長陳肇始表示，经行政長官會同行政會議通過，將《若干到港人士強制檢疫規例》的有效日期由5月7日延長至6月7日。此《規例》亦作出修訂，豁免兩類人士接受強制檢疫，包括任何根據《教育條例》註冊學校，接受幼稚園、小學及中學教育的抵港人士，或為提供教育、或安全進行行程的人士，例如跨境學生及相關服務提供者等，另一類是擁有關乎符合香港經濟發展利益的生產作業、業務活動或提供專業服務的人士[211]。根据抗疫督導委員會暨指揮中心的指示，政府在繼續保持高度警覺和採取所有必要的預防措施下，將於5月4日起逐步恢復公共服務。首階段涵蓋康文署個別戶外設施，包括網球場及運動場內的緩跑徑。其他恢复项目包括：運輸署將恢復駕駛路試，房委會重展居屋揀樓程序，以及社署社會保障辦事處將恢復正常開放時間等[212]。

### 5月

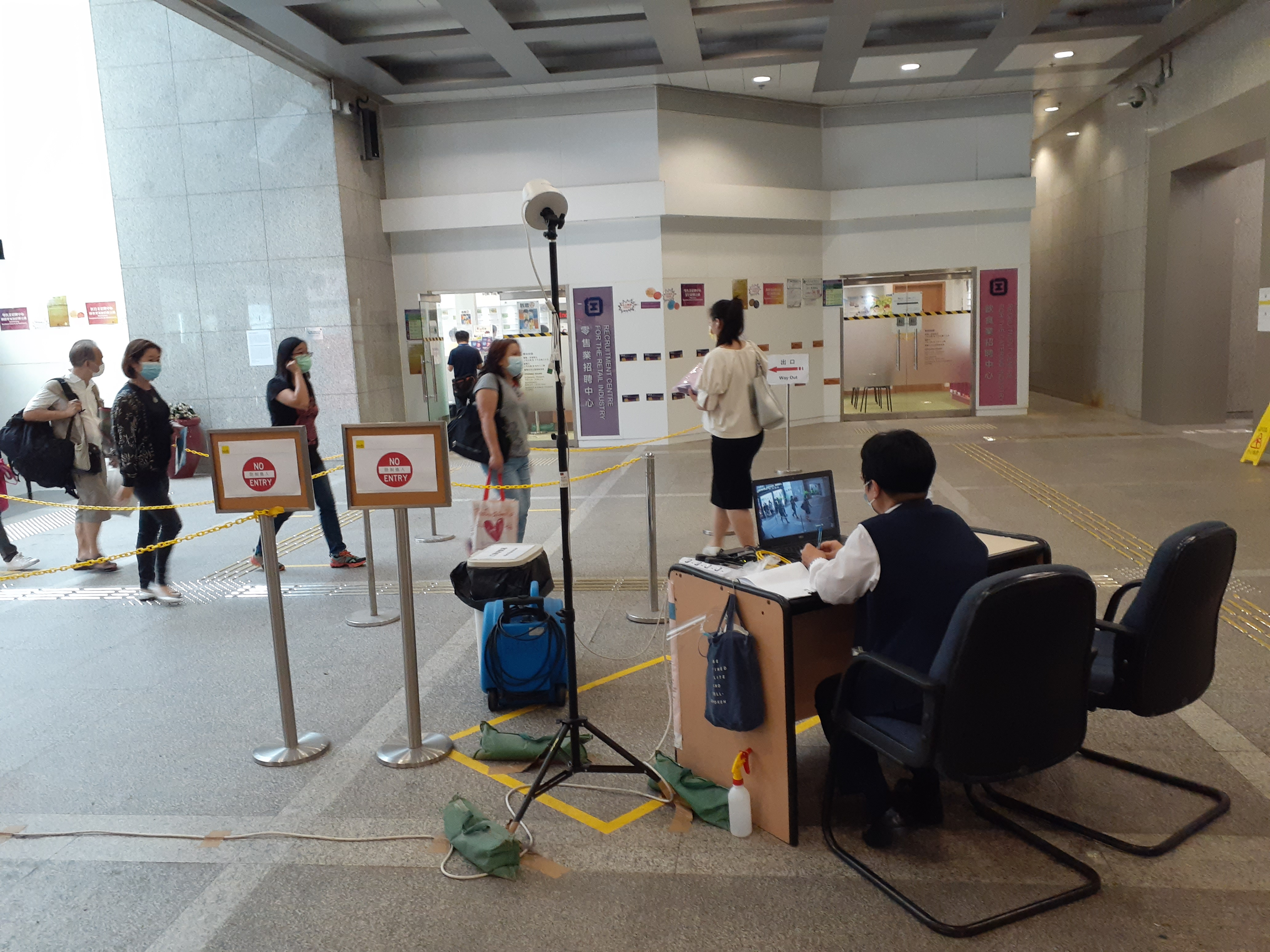
政府復工後，稅務大樓大堂設量度體溫系統

- 5月1日，政府放寬部分入境措施，非本港居民相隔2年後可以入境，但需要完成接種疫苗、起飛前接受核酸檢測取得陰性結果，以及在檢疫酒店隔離7日。有旅客認為世界多處已開關，隔離是無必要。而檢疫酒店預訂情况仍然誇張。[213]

- 5月2日，香港特区政府入境事务处发布最新数据，5月1日有1528人次入境香港，其中香港居民占比超过九成，内地访港旅客仅有119人次，较2019年的106万人次大幅减少。这也是2003年内地赴港个人游推出以来，香港首次出现“零团来港”的劳动节假期[214]。

- 5月4日，香港政府公布，2020年首季本地生產總值較上年同期實質下跌8.9%，是自1974年第一季有紀錄以來最大的單季按年跌幅[215]。而絕大部分政府僱員回复正常辦公。[216]

- 5月5日，行政长官林郑月娥宣布将自5月8日零时起，放宽部分管制措施，包括餐饮处所的同枱人数上限将由4人增至8人，限聚令放寛至8人。健身中心、戏院、美容院、按摩院等7类商业处所恢复营业[217]。林鄭月娥還宣布，香港各學校自5月27日起分階段復課，但幼稚園K3班到小學三年級要到6月15日才復課[218]。

- 5月6日，康文署轄下室外運動場地、6間主要圖書館和13間博物館回復開放使用。不過更衣室未開放，有市民感到不方便。[219]

- 5月26日，由于香港疫情趋好，卡拉OK、夜總會、派對房間及浴室等4類場所將於5月29日恢復營業，但需要滿足特定條件及防疫措施；政府亦宣布香港機場於6月1日起，將適度恢復轉機服務[220]。

- 5月29日，衛生防護中心傳染病處主任張竹君表示，考虑到中国內地、香港與澳門的疫情日趋稳定，三地有空間可以放寬通關，相關單位已在商討聯防聯控工作。她又表示政府正檢視是否有空間放寬限聚令[221]。

### 6月
- 6月2日，因应香港时隔16天再次出现本地感染群组，食物及卫生局长陈肇始宣布“限聚令”再延长至6月18日；《预防及控制疾病（禁止群组聚集）规例》及《预防及控制疾病（规定及指示）（业务及处所）规例》的有效期，则延长两个月至8月31日；从中国大陆、澳门和台湾抵港者接受强制检疫的规例，也将延长一个月至7月7日，而海外抵港者接受强制检疫的规例将延长三个月至9月18日[222]。

香港公佈學生恢復上課時間表，中三至中五於5月27日復課，小四至中二則於6月8日復課，K3至小三則於6月15日復課。
- 6月8日，香港政府公布派發紓困金方案，凡年滿18歲以上的香港永久性居民，每人可獲1萬港元。纾困金自6月21日起接受申請，2周後可收到款項，最快可在7月8日撥入銀行帳戶或收到支票。財政司長陳茂波表示，派錢是用於穩住經濟。此外，香港的防疫抗疫基金亦有不同方法幫助受疫情影響的行業[224]。

- 6月9日，香港行政長官林鄭月娥宣布所有政治委任官員，包括行政長官、司局長、副局長、政治助理，以及行政會議非官守議員，未來一年將會凍薪[225]。

- 6月10日，香港教育局公布《中三至中五級跨境學生復課指引》，提及香港和深圳两地政府原則上同步豁免跨境生的入境隔離政策，惟通關安排只限跨境生本人，跨境生須穿校服，持核酸檢測陰性證明、教育局證明信、學生證等七份文件通關。而跨境生家長須授權學校在緊急情況下將子女送香港醫院治理，以及簽署承諾書，確保子女遵守港深政府防疫要求及規定，否則將按程序處理，取消豁免強制檢疫的資格等。在通关方面，深圳湾口岸、福田口岸于上学日的6:30-8:30、14:30-16:30（深圳灣口岸开放至20:00）为跨境生开放专用通道，而學生須乘學校安排的校巴由香港出入境管制站前往學校[226]。

- 6月11日，香港特区政府表示將公布粵港澳三地互認健康碼的詳情[227]，以恢復粵港澳三地人流。香港政府與廣東省及澳門政府商討將近達成協議，如三地達成協議，且疫情又持續穩定，则最快在一周内公布具体信息[228]。而公布健康碼的详情则一度推迟。有媒体称详情公布时间再推迟至6月27日或28日，惟澳门不在互认范围内，现阶段只可用作粤港通关，待试行顺利后，再把澳门纳回计划内[229]。

- 6月13日，香港海洋公園恢复开放[230]，而香港迪士尼乐园则于6月18日恢复开放，港鐵迪士尼線则于6月17日恢復列車服務[231]。

- 6月16日，行政長官林鄭月娥宣布，限聚令將於18日結束，并于翌日放宽限聚人數至50人。同時擴闊可豁免處所類別，延展到餐飲處所，讓各界可舉行宴會如婚宴等活動；撤銷非酒吧等餐飲處所可同坐一桌人數的要求，而酒館、現場表演、舞蹈活動等處所人數限制亦會放寬[232]。

- 6月30日，食物及衞生署發言人宣布延長《若干到港人士強制檢疫規例》一個月，至8月7日[233]。

### 7月
7月7日，因香港再度出现本地確診個案，食物及衞生局局長陳肇始表示，香港政府將要求所有外傭僱主為抵港傭工安排14天的酒店強制隔離，抵港前仍需接受病毒測試及持有效陰性報告等，當中費用需全數由僱主負擔。此外，从7月8日起，所有由香港機場抵港的機組人員，需先到亞洲國際博覽館進行深喉樣本採集，並需等候結果後才可離開；而有關貨船及客船的船務人員，於登機來港上船前，需要在當地進行病毒測試，及持有有效呈陰性結果證明，才可豁免檢疫14天。
7月9日，政府再次收紧限聚令，其中要求限制食肆每枱不多於8人，餐廳最多只可上座6成常設座位，健身中心、卡拉OK及派對房間人數由16人收緊至8人。新规自7月11日起凌晨實施，為期14日，至7月24日結束，但未交代會否限制書展、主題公園活動。而“香港健康码”将押后至8月推出，粤港澳健康码互通计划亦会重新研判。
7月10日，香港教育局局长杨润雄宣布，由於香港疫情有所反復，香港所有已復課的中小学和幼稚园可于7月13日提前放暑假。
由于香港疫情的反弹，从7月12日起，由深圳湾口岸从香港入境深圳的人员大幅增加，以此躲避香港急剧发展的疫情。而自7月17日起，廣東省調整由香港入境的防控措施，从香港口岸入境的旅客須持有72小時內核酸檢測陰性結果證明，並接受14天集中隔離醫學觀察。中国内地《财经》杂志分析称，由于香港核酸检测费用高达两三千元不等且耗时较长，相关政策被普遍认为将进一步抬高粤港两地之间的人员流动门槛。
7月13日，香港貿易發展局宣布，因為疫情為由，原定在7月舉行的香港書展、香港運動消閒博覽、創業日及教育及職業博覽亦會延期舉行。而由同德企業有限公司主辦的香港動漫電玩節亦以相關理由延期舉行。同日，政府宣布收紧防疫措施，除了重新關閉12類包括戲院、酒吧等在內的處所為期7日外，亦再度將限聚令收緊至4人，更首次限制餐廳于下午6時至翌日早上5時提供堂食服务，仅可提供外賣服务。另外，乘客乘搭交通工具必須佩戴口罩。以上新措施於7月15日凌晨起生效。另外，不少人經深圳灣口岸離境前往內地避疫及度過暑假，有家長更直言內地疫情早已受控。根據入境處數據，在7月5至11日合共有8,913人次，較上周上升八成。
7月14日，香港海洋公園暫停開放至21日；而香港迪士尼乐园則宣布自15日起暫時關閉，但酒店會維持開放。这是香港兩大主題樂園重開1個月后，再次宣布因疫情暂时閉園。同日，3名年輕男子在屯門山景邨麥當勞買食物時沒有戴口罩，而職員拒絕提供服務，之後破壞收銀機及拳打職員。警方拘捕他們，涉嫌刑事毁壞及普通襲擊。
7月15日，政府收緊防疫措施，禁止食肆「晚六朝五」堂食。有餐廳轉攻晚市外賣生意，但也有食肆落閘關門。港鐵大圍站一名疑醉酒老翁乘坐列車時因拒戴口罩而被職員勸喻，其後在月台揮舞木棍和將玻璃樽擲在地上。港鐵職員其後報警，老翁登車在紅磡站落車離開，警員在站內制服及拘捕。事主表示身體不適，之後送院治理。
7月18日，大嶼山大澳鄉事委員會在大澳棚屋貼出「同心抗疫，非本區居民，請勿進入」告示，呼籲市民切勿進入居民範圍。居民擔心街道人頭湧湧會增加感染風險。而西貢有區議員拉起「回頭是岸，留家抗疫」橫額，呼籲市民盡量留在家中。
7月19日，約60名市民於中環半山嘉諾撒醫院排隊等候取籌做病毒檢測，不過名額只有15個。同日下午，由于香港当日新增超過100宗確診個案，至今未得到控制，林鄭月娥宣布將再次收緊防疫措施，包括：7月20日起各政策局及部門只會提供應急及必要之措施，公務員可在家工作，做法會先維持一周；食肆禁止晚市堂食的临时规定延長一周；將強制配戴口罩的措施伸延至所有室內場所；要求中學採其他形式處理DSE放榜，以減少人群聚集。另外從7月25日開始，外來抵港人士若來自七個高風險地區，即使檢測呈陰性亦不可回家隔離，須自行租住酒店隔離14日。
7月20日，港鐵宣佈因受第三波疫情影響，各項防疫抗疫措施令市民出行大幅減少，由7月22日起削減多條路線非繁忙時間班次。
7月21日，因應疫情急劇惡化（出現單日新增超過100宗確診個案），香港電台為減少進出廣播大廈的人數及配合服務提供者對防疫之關注，由當日早上8時起，香港電台第五台及普通話台實施全日同步廣播，而部份時段在第五台播出的整點新聞亦改以漢語普通話播出，而每天晚上11時至翌日清晨，第一台及第二台亦會加入同步廣播安排，情況類似當天文台發出八號或以上熱帶氣旋警告信號時停播原定之廣播節目的安排，改為播出特備節目《我們在乎你》、預錄節目《有聲好書》、《大自然之聲》及重播廣播劇，多個原定之廣播節目暫停播出，更曾擔心一旦疫情持續，港台會再縮減節目，有關臨時安排維持至8月24日，期間沒有再縮減節目 。
7月22日，政府在醫院管理局指定的22間普通門診診所，為較高感染風險及輕微不適的市民，提供免費新冠病毒病檢測服務。斧山道的東九龍普通科診所外，有大批市民排隊，110個名額已經滿額在早上7時半已經滿額，並在10分鐘派完。而疫情「重災區」黃大仙的診所，有人更早在凌晨2時已到場，並在5分鐘派完。
7月24日，国家卫生健康委员会與廣東省衞生健康委员会與港澳政府舉辦疫情防控特別視頻會議，國家衞健委轉達了中央對港澳抗擊新冠肺炎疫情措施和成果的肯定，並對香港近期疫情發展表示關心，將應香港特區政府抗擊疫情需求提供一切必要支持。翌日凌晨，深圳市宣布，暫停實施與香港互認隔離政策，在香港完成14天强制檢疫隔離後、並在24小時内入境深圳的人士，入境後需接受14天隔離醫學觀察。醫院管理局行政總裁高拔陞表示，正預備在亞洲國際博覽館建安老院舍臨時檢疫中心及社區治療設施（即方艙醫院）。
7月26日，香港特区政府公布，从7月29日起暫停所有客船及沒有在港處理貨物裝卸的貨船船員換班，直至本地疫情受控為止。另外收紧來港進行貨物裝卸的貨船換班船員、機組人員及其他獲豁免檢疫人士的檢測和檢疫安排。同日，香港中联办發言人表示，中央政府对近期香港疫情高發表示重视，高度關心香港同胞生命安全和身體健康，將隨時應特區政府請求提供一切必要的支持。
7月27日，政务司司长张建宗表示，香港餐饮业界（餐厅、酒吧、咖啡厅等）全日禁止堂食，但可继续提供外卖、外送等服务；体育设施、游泳池、游戏机中心、健身中心、卡拉OK及夜店等14类处所必须关闭；市民必须于所有室内、室外公共场所佩戴口罩，违例者即属犯法，最高可判处罚款5000港元；公众场所群组聚集人数上限则由4人收紧至2人，家居环境、工作场所及公共交通工具等场所可获豁免。相关规例由當月29日零时起生效，暂时为期7天。同日，国务院港澳事务办公室发言人发表谈话表示，中央政府对近期香港暴发的新一轮疫情表示关注，对香港居民的身体健康和生命安全表示关心，将为香港抗击疫情提供一切必要支持。
7月29日，随着政府全面禁止食肆堂食，不少外勤市民被迫到室外用餐，令戶外上班僱員帶來不便和困難。政府表示在檢視餐飲業務的實際情況後，決定由7月31日起，餐飲業可恢復於上午5時至下午5時59分提供堂食服務，措施將維持至8月4日。
7月31日，國務院港澳辦發表聲明，中央政府應特區政府的請求，派遣內地檢測人員赴香港協助開展大規模核酸檢測篩查，幫助香港加快建設臨時隔離及治療中心，以盡快控制疫情。同日，行政長官林鄭月娥宣佈因疫情肆虐影響公眾安全，故援引《香港法例》第241章《緊急情況規例條例》訂立附屬法例第241L章《緊急情況（換屆選舉日期）（第七屆立法會）規例》，押後至2021年9月5日举行立法會選舉，並向中央人民政府（國務院）尋求支持，並提呈全國人民代表大會常務委員會決定立法會真空期問題。

### 8月
8月1日，位于亞洲國際博覽館的1及2號（後備）展覽館改造的臨時醫院（同樣由天水圍醫院管理）啟用，以接收即將痊癒的染疫人士。同日，國家衛生健康委組建「內地核酸檢測支援隊」，擬近期赴香港開展工作，協助特區政府抗擊疫情。「內地核酸檢測支援隊」由廣東省衛生健康委從省內20餘家公立醫院選派約60名臨床檢驗技術人員，其中7名「先遣隊」隊員將于8月2日赴香港協助開展實驗室工作。國家衛生健康委亦組建了「內地方艙醫院支援隊」，由湖北省武漢市選派6名有「方艙醫院」實戰經驗的專家，包括醫院院長，院感、護理、建築和設計專家，為亞洲國際博覽館改建為「方艙醫院」提供設計、運營和管理經驗的技術支援。
8月3日，香港特区政府表示將继续实施防疫措施至8月11日。
8月5日，廣東省再次调整由香港入境廣東人士有關核酸檢測的規定，自8月7日10时起，除經批准的公務商務豁免人員和跨境司機外，其他人員由香港經深圳灣和港珠澳大橋口岸入境廣東時，必須持有香港特區政府認可的醫療機構發出的24小時內有效核酸檢測陰性結果證明，且入境後仍須接受14天強制隔离檢疫。同日，香港特區政府表示，近期有非建制派區議員和個別人士到內地核酸檢測先遣隊成員入住的酒店和考察地點示威，並騷擾先遣隊員，特區政府對此予以嚴厲譴責。
8月7日，林鄭月娥在記者會上宣布，将一次性免費為全港市民進行自願性病毒檢測。由於需要時間籌備，该安排最快約兩周後實施。同日6时起，澳門新型冠狀病毒感染應變協調中心将对所有由香港入境澳門的人采取更严格的防疫措施，入境者須持有24小時內進行的核酸檢測陰性證明，未持有證明者可被拒絕入境。香港特區政府同时選定了位於西營盤的中山紀念公園體育館，供華大基因設立臨時氣膜火眼實驗室。
8月10日，香港特区政府宣布，延長2人「限聚令」、食肆「晚6朝5」禁堂食及強制戴口罩等防疫措施至8月18日。8月17日，上述政策再次延期实施至8月25日。
8月15日起，香港國際機場恢复有限度转机服务。從中国內地機場出發的旅客，可經香港國際機場轉機或過境到其他航點；至於前往內地各目的地的轉機或過境服務則仍然暫停。8月17日起，所有由香港前往北京的旅客須出示由特區政府認可的檢測機構發出的有效的2019冠狀病毒病核酸檢測證明，其結果必須為陰性。
8月21日，香港行政长官林鄭月娥在记者会上表示，香港將在9月1日開展全民檢測，暫定維持一周。她又强调，若疫情穩定後可落實“健康碼”实施，但仅供出入境时使用，且只記錄出入境者個人資料，以及有效的核酸檢測結果，無任何追踪功能。有建制派政黨建議，檢測陰性才可以用「本地健康碼」進入餐廳處所，林鄭月娥駁斥指不切實際。
8月25日，食物及衞生局局長陳肇始宣布現有限聚令、晚市禁堂食等防疫抗疫措施會延續兩日至8月27日，28日起在禁堂食、營業處所措施放寬。其中晚市堂食可延長至晚上9時，仍然維持最多兩人一枱；戲院、美容院、較少身體接觸的戶外運動場所可以重開；郊野公園可以不用佩戴口罩，戶外運動可成為合理辯解不戴口罩。有相关业界表示，尽管不少人對政府決定表示支持，但認為有限度重開後的生意額難以估計。
8月30日，香港中聯辦、港澳辦发表聲明，對部分人士污蔑內地援港抗疫舉措的行为表示強烈譴責。
8月31日，教育局局長楊潤雄宣佈中小學和幼稚園在9月23日起逐步恢復面授課堂，中一、中五、中六、小一、小五、小六和幼稚園高班在9月23日恢復面授課堂，中二至中四、小二至小四、幼稚園低班和幼兒班則於9月29日恢復面授課堂。楊指這安排是考慮到高年級有自理能力而又需要準備公開試，中一和小一則需要適應新的學習環境。國際學校和特殊學校亦有大致上相同的安排，但可按各校情況作安排。他又稱所有面授課堂會以半日形式進行。另外，他指由於某些如迎新和輔導課堂等活動均以面對面形式為佳，而某些班級亦需要準備公開試，學校可在9月16日起安排不多於全校六分之一學生回校進行不超過半日的活動。

### 9月
9月1日，香港启动普及社區檢測計劃，特首林郑月娥与一众司局长及行政会议非官守议员到政府总部的检测中心采样。当日共有60萬市民登記參與檢測。有受访学者认为，有意接受检测的人士不多，可能导致此次抗疫成效大打折扣。截至9月5日晚8时，有约1058000名香港市民成功预约参与普及社区检测计划，该计划已累计完成约439000个样本的核酸检测。
9月2日，康文署於9月2日宣佈因應疫情取消該年的國慶煙花匯演。同日，食卫局局长陈肇始表示将逐步放宽社交距离措施，9月4日起会逐步延长食肆堂食至晚上10点，两人一桌等措施则维持不变，并允许重开部分表列处所，包括健身中心、按摩院、除溜冰场的游乐场所、部分室内运动场等。2人限聚令、公共交通工具和公众地方需戴口罩等防疫措施亦维持，有效期7天，即到9月10日。
9月9日，政府宣布从11日起放寬部份抗疫措施，其中包括食肆容許四人一枱，群组聚集扩大至四人一组，同時有條件重開麻將館、遊戲機中心、所有室內外運動場等，為期七天。
9月10日，因應香港疫情稳定，政府發言人宣布由9月15日起，政府部門將會在實施社交距離和感染控制措施的前提下，全面恢復正常公共服務。
9月10日， 因應新冠肺炎下市民外出聚會受限制，港鐵宣布，決定於今年中秋節(10月1日)按正常服務時間提供列車服務，不會提供通宵列車服務。
9月15日，政府宣布再進一步放寬社交距離措施，其中食肆堂食時間延長至午夜，早前未能開放的酒吧、酒館和一些表列處所可以重開。有關規定自18日起生效，為期七日。当日，香港海洋公園宣布將於9月18日恢复开放。
9月22日，香港迪士尼樂園宣布於9月25日重新開放，樂園重開初期將會實施每星期營運5天的安排，逢星期二和四（公眾假期及香港迪士尼指定特別日子除外）會暫停開放，直至另行通知。同日，林郑月娥表示将继续实施社交距離措施至10月1日。
9月29日，香港特區政府宣佈延长入境防疫管制措施至當年12月31日。

### 10月
10月4日，香港入境事務處公布数据，由於入境管制措施继续生效，十一國慶、中秋4日假期期间訪港旅客人數較以往大跌，假期首三日僅有631名旅客入境，较2019年的417,671名暴跌99.8%。
10月27日，林鄭月娥在會見傳媒時表示，政府于11月會先讓在內地居住的香港居民獲免除14天檢疫回港。在措施推行初期，政府會設置配額，以期往後逐步有序恢復兩地人員往返。在香港與新加坡通關方面，林鄭月娥指，相關工作仍然繼續，未受近日對方機場有兩宗新增個案的影響，目標為11月內實行兩地航空旅遊氣泡。

### 11月
11月3日，林鄭月娥在出席行政會議前見記者期間，表示會爭取毋須本地疫症連續14天零個案下，可免檢疫通關。
11月11日，香港特区政府宣布推出「回港易」計劃，自23日起所有從廣東省及澳門抵港的香港居民，如果由陸路口岸抵港，持有效核酸檢測陰性結果可以入境，可獲豁免14天檢疫，惟此计划设有名额限制，须事先通过預約系統预约。
11月14日，因疫情存在新一輪爆發風險，政府决定自16日起收紧防疫社交距離措施，食肆和酒吧的每枱人數上限將分別降至4人和2人，而堂食時間亦縮短至午夜零時，人數限在店內容納量的一半。另外，市民只可在餐桌上飲食，故此婚宴一般都有的敬酒環節，亦不得飲食並須佩戴口罩，直至26日。
11月20日，因疫情反覆及上呼吸道感染并存因素，自11月23日起全港小一至小三停課14天，至於由11月中起停課的幼稚園及幼兒中心，停課期結束日將由原定的11月27日，延至12月6日。
11月21日，商務及經濟發展局局長邱騰華宣布，由于香港疫情反覆，香港與新加坡建立的「航空旅遊氣泡」延期兩周實施，具體推行日期將於12月初再公布。根据原定計劃，香港出發的首班機有約200名旅客受影響。
11月22日，食物及衞生局局長陳肇始表示，要求11月1日起曾到14間指明跳舞場所人士在限期前接受病毒檢測，否則當局将作出檢控。此外，香港医管局也将于11月25日重开位于亚洲国际博览馆1、2号馆的社区治疗设施，接收病情较轻微的确诊病人。
11月24日，林鄭月娥在记者会上表示，政府決定收緊社交距離措施，其中指定消閒娛樂場所必須關閉。當局也會要求食肆等指定處所提供「安心出行」流動應用程式二維碼，以便巿民記錄出行資料。此外，為方便市民檢測，林鄭月娥表示，除了現時醫管局47間普通科門診會繼續派發深喉唾液樣本樽，服務將擴展至全港121間郵局，並正與港鐵商討，將派樽服務擴展至主要港鐵站，但交還樣本則需到醫管局47間普通科門診及衛生署13間門診。當局亦会增加5間社區檢測中心，以應付市民需要。
11月27日，社會福利署宣布，由即日起接受本地確診新冠肺炎的合資格香港居民，申請一筆過5,000元的恩恤現金津貼。
11月29日，政府宣佈因近日校園發現師生和學生家長確診，全港所有幼稚園和中小學（包括特殊學校和提供非本地課程學校）在12月2日起暫停面授課堂，直至聖誕假期開始，補習學校則暫停面授課堂兩星期。教育局發言人指，會商討方案讓畢業班回校準備考試。而學校應保持校舍開放，並讓教職員回校處理校務、回答家長查詢和照顧回校學生。
11月30日，香港特首林鄭月娥表示，由于新一波疫情嚴峻，防疫措施将于12月2日起大幅收緊，為期2周，并公布新的抗疫口號「全民居家抗疫」。根据收紧后的限聚令，群组聚集人数由4人收紧至2人；餐厅營業時間由目前可到午夜12時，提前兩小時至晚上10時停止堂食，每枱人數最多由4人也減至2人。遊戲機中心、遊樂場所、麻將館、泳池、卡拉OK必須關閉；部分處所包括健身中心、體育處所可繼續營業，但不得多於2人一組活動，運動期間要戴口罩。大部分公務員周三起在家工作，而林鄭強烈呼籲私營機構考慮運作的需要後，決定是否跟從。当日，食物及衛生局局長陳肇始表示香港迪士尼樂園及海洋公園自12月2日起关闭，为疫情爆发以来香港两大主题乐园第三次关闭。

### 12月
- 12月1日，因應香港第四波疫情持续，香港與新加坡兩地政府決定，「航空旅遊氣泡」再次延期，並會在12月底檢視2021年的安排[312]。

- 12月4日，香港旅遊發展局宣布多項大型活動的最新安排。从当日至翌年1月3日舉行的「香港繽紛冬日巡禮」，因須保持社交距離的關係，中環皇后像廣場將不會豎立聖誕樹，但會推出虛擬版的聖誕小鎮。在跨年倒數方面，維港兩岸舉行的煙火倒數活動取消。此外2021年香港新春花車巡遊亦因疫情原因取消，旅发局也正構思一個結合「線上+線下」的活動，詳情稍後公布[313]。同日，香港中華廠商聯合會宣布取消第55屆工展會。而「線上工展會」則會於12月21日上線[314]。

- 12月5日，港鐵宣佈因受第4波疫情影響，各項防疫抗疫措施令乘客量減少，由12月12日起削減觀塘線及港島線星期六的班次，12月24日平安夜及12月31日除夕不設通宵服務[315]。

- 12月8日，食物及衞生局局長陳肇始公布，政府將進一步收緊防疫措施，包括食肆从晚上6时起至翌日凌晨5时禁止堂食，仅提供外賣服务；宴會限最多20人，維持2人一枱；健身中心、體育處所、美容院及按摩中心亦要關閉。至於2人禁聚令、食肆2人一枱、大部分營業場所關閉等措施繼續維持。相關措施將於12月10日起實施，維持14天，有效至12月23日[316]。

- 12月11日，因應疫情再次急劇惡化（多次單日新增超過100宗確診個案），香港電台與7月第三波疫情時一樣，由當日早上8時起，香港電台第五台及普通話台實施全日同步廣播，而部份時段在第五台播出的整點新聞亦改以漢語普通話播出，而每天晚上11時至翌日清晨，第一台及第二台亦會加入同步廣播安排，情況類似當天文台發出八號或以上熱帶氣旋警告信號時停播原定之廣播節目的安排。有關臨時安排維持至2021年2月17日。

- 12月21日，食衛局局長陳肇始宣布，由於英國疫情暴发期间出现傳播力高的變種病毒，另有大量留學生回港，因此要以嚴厲措施堵截變種病毒输入。特区政府將由21日午夜起，禁止所有由英國飛往香港的載客航班抵港，并禁止過去14日曾停留英國兩小時人士登機來港，而英國抵港人士在完成14天強制檢疫後，还須在家隔離7天[317]。当日的记者会上还宣布现有防疫措施，包括餐飲晚市禁堂食、二人限聚令及口罩令等，繼續維持至翌年1月6日[318]。

- 12月23日，香港政府刊宪，订立《预防及控制疾病(使用疫苗)规例》(第599K章)(《规例》)，在公共卫生紧急状态下提供法律框架，引入符合安全、效能及质素要求的COVID-19疫苗作紧急使用。[319]

- 12月24日，因全球疫情急劇變化，政府宣布由12月25日凌晨零時起，所有在到達香港當天或之前21天，曾在中國以外地區逗留的人士，不論經機場或陸路口岸抵港，都需要在指定檢疫酒店強制檢疫21天。另外，除了早前已宣布的英國之外，所有於21天內曾逗留南非超過2小時的人士，亦不准登機來港[320]。

## 2021年

### 1月

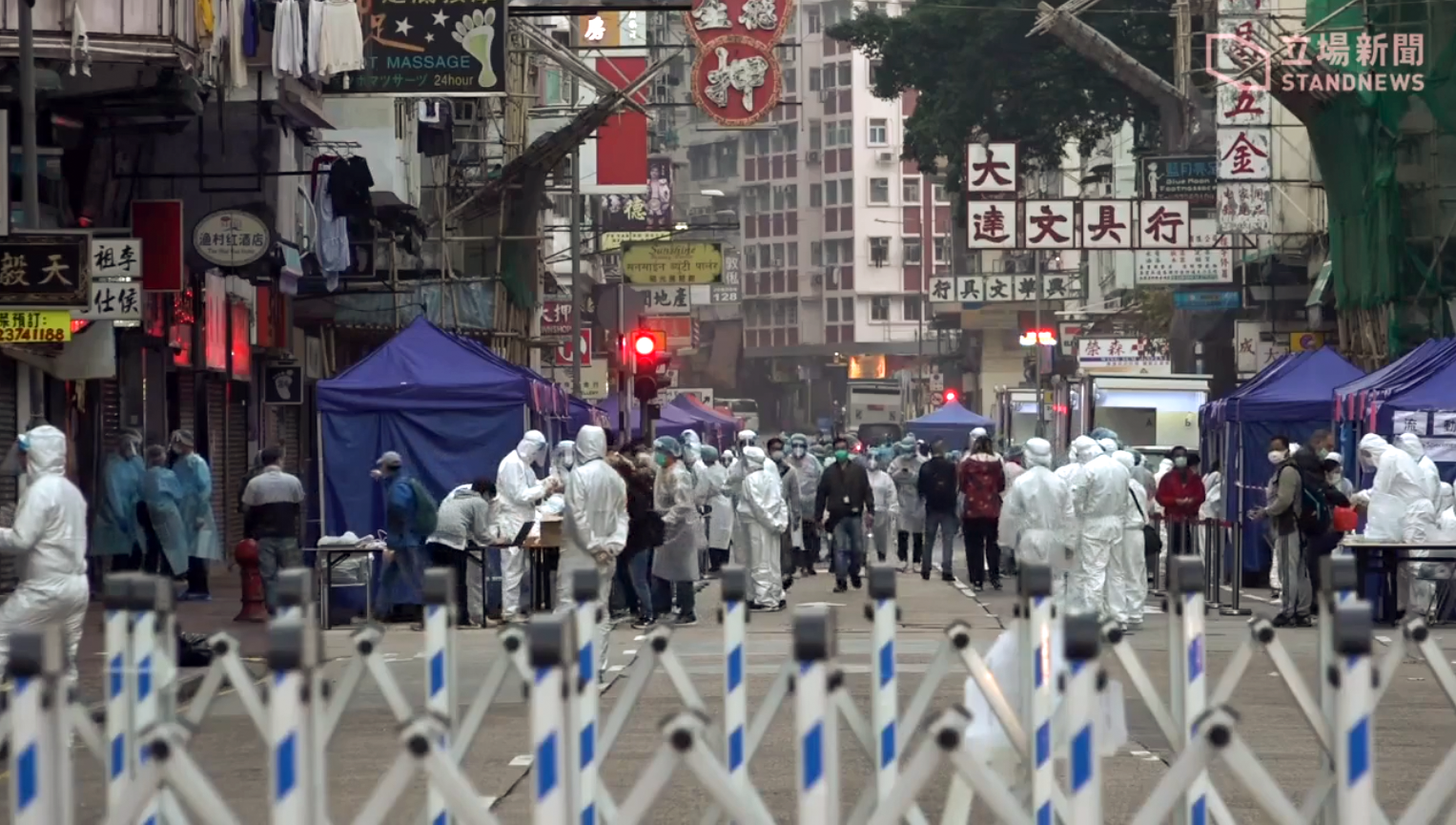
1月23日，政府封閉佐敦部分區域，禁止居民完成檢測前離開

- 1月2日，香港創新及科技局局長薛永恒表示，香港冠状病毒病疫苗接種預約系統將於当月準備就緒[321]。

- 1月19日，香港特区政府表示，香港此前公布的防疫措施继续維持到1月27日[322]。同时復辦年宵花市，各花市會劃分小區，在場地出入口設有紅外線探測機，為入場人士探測體溫，以及提供酒精搓手液，並會用紅外線儀器計算人流[323]。此外，香港政府統計處公布，受疫情影响，2020年10月至12月經季節性調整的失業率為6.6%，較9月至11月數字上升0.3個百分點，創16年來高位，就業不足率則維持3.4%[324]。

- 1月23日，香港特区政府發布限制與檢測宣告，称在佐敦指明受限區域內的人士，須留在其處所並按政府安排接受病毒強制檢測，預料涉及約一萬人。政府的目標是在48小時內完成行動，讓市民在下周一上午約6時開始上班。这是香港首次因疫情封锁区域[325]。

- 1月25日，香港食物及衞生局局長對復星醫藥及BioNTech联合研发的「復必泰」疫苗批出認可，可以在香港作緊急使用[326]。1月26日，媒体报道，香港特首林鄭月娥已向中央政府提出要求，希望向香港提供國藥集团研发的疫苗。林鄭月娥表示，香港特区政府較早前採購的疫苗分3種，其一是復星/BioNTech疫苗，已獲法定認可，但2月下旬才能供港；第二是牛津/阿斯利康研發的疫苗，但下半年才能供港；另外，原本可最早供港的科興疫苗，又因為數據不全而暫時未能使用。林鄭又指，她在2020年11月訪京期間，由於希望有更多保證，所以向中央提出，有需要時能否提供一些在內地研發或生產的疫苗到港。她指，於「十日八日」前已感到有相關的「需要」，於是向國家提出相關要求。不過她未有點名提到相關疫苗是否就是國藥集团研发的疫苗[327]。

- 1月27日，行政長官林鄭月娥先後向中國國務院總理李克強及中共中央總書記習近平通过視像形式述職。李克强表示中央对其和特区政府的工作是充分肯定的，中央亦全力支持行政长官带领特区政府依法施政[328]。習近平向香港市民致以深切慰問，强调疫情已經持續一年多，對世界帶來嚴重衝擊，香港作為高度開放的國際城市，所受的影響比較大。习近平说，「前一段時間，香港爆發第四波疫情，對市民生命安全和身體健康造成較大威脅，也給大家工作生活造成許多困擾。我很關心、很擔憂。中央政府已經並將繼續採取一切必要措施，全力支持香港特別行政區抗擊疫情」。他呼籲大家要堅定信心，團結抗疫，強調祖國永遠是香港強大後盾，眼前的困難一定能戰勝[329]。

### 2月
- 2月10日，香港特区政府宣布，政府部門自18日起全面恢復正常公共服務[330]。因本地疫情逐步受控，食物及衛生局局長陳肇始表示，年初七起放寬食肆堂食時間至晚上10時，限聚令放寬至4人一枱，並重開美容院、戲院、健身中心等10多個處所等。市民進入食肆時必須掃瞄「安心出行」二維碼，而所有重開處所的員工需每14天進行檢測[331]。

- 2月16日，香港旅游发展局公布数据，2021年1月初步访港旅客数字约4370人次，按年下跌99.9%[332]。

- 2月17日，香港兩大主題公園宣布重開，香港海洋公園2月18日重开，香港迪士尼樂園2月19日重开。兩個公園入場人士必須使用「安心出行」應用程式或登記個人資料[333]。同日，疫苗顧問專家委員會一致通過，建議政府緊急使用內地科興新冠疫苗，食衞局亦指，會繼續爭取疫苗早日供港，正積極籌備。行政會議成員林健鋒希望，政府快速「拍板」，據他了解，首批供港的科興疫苗已經準備就緒。如果完成一切程序，首批科興最快2月19日抵港，BioNTech復必泰疫苗預料下週抵港。[334]。

- 2月18日，香港公務員事務局局長聶德權表示，香港特区政府将安排五個組別人士優先接種新冠疫苗，第一是醫療機構及參與抗疫的工作人員，其次是60歲或以上人士，而70歲或以上長者可有最多兩名陪同者一起接種，第三是安老院舍、殘疾人士院舍院友和員工，第四個組別是維持必要公共服務人員，如處理廢物、污水、渠務、街市潔淨等環境衞生前線人員，紀律部隊、郵政前線人員等經常與市民接觸的人員。第五個組別是跨境運輸、口岸、港口工作人員，如跨境貨車司機、機組人員、機場、碼頭、陸路口岸人員、跨境船隻船員、跨境作業漁民等[335]。同日香港特别行政区政府统计处公布失業数据，香港失业率達7%，失业人口為25.33万人，创2004年以來新高[336]。

- 2月19日，首批100萬劑科興疫苗由北京空運抵港，并计划于下星期二启动疫苗接種預約登记工作。据报道，香港将提供4個疫苗接種途徑，包括於18區設立29間社區疫苗接種中心、1200多間私家診所、醫管局旗下18間門診以及殘疾人士院舍等。而首5間負責接種科興疫苗的社區疫苗接種中心于26日起運作。同时，香港特区政府設立新冠疫苗臨床事件委員會，收集疫苗異常事件報告作評估，另為接種疫苗出現嚴重異常事件設立保障基金，如因接種引致死亡，40歲以下可獲250萬港元賠償，至於出現面癱、嚴重過敏等情況，40歲以下最高可獲300萬港元賠償[337][338]。

- 2月22日，林鄭月娥聯同多名司局長在設於香港中央圖書館展覽館的社區疫苗接種中心接種科興疫苗[339]。

- 2月26日起，香港正式展开疫苗接种计划，属于医护人员、长者、维持必要公共服务等5个组别的人员可优先在5家社区疫苗接种中心和医院管理局辖下18所普通科门诊诊所进行接种[340]。

### 4月
- 4月8日，林鄭月娥在立法會答問大會上回答議員提問時透露，特區政府正在籌備將方便港人免檢疫返港的「回港易」計劃，擴展至廣東以外的省市；特區政府亦構思推出「來港易」計劃，讓獲得配額的內地人，豁免檢疫抵港，詳情稍後公布。尽管在該兩項計劃下，回程返回中国內地時仍要接受當地的檢疫隔離。林鄭月娥亦希望隨着港人努力清零及積極接種疫苗後，下一步回程也毋須檢疫，最終達至完全自由通關[341]。

- 4月12日，随着香港疫情的緩和，林鄭月娥宣布，不论是經跨境口岸或香港國際機場回港，計劃在4月底将港人的「回港易」計劃由廣東省擴展到內地其他地方的香港居民。此外，政府計劃在5月中推出讓香港居民以外在內地的人士，可透過「來港易」無須14日強制檢疫來港，但沒有交代港人「北上」有否放寬安排。而對於「來港易」安排，林鄭月娥表示，该安排沒有接種疫苗要求，只需抵港前持有核酸檢測陰性報告。至于出入境安排方面，若完成疫苗接種，低風險地區抵港人士，可将強制檢疫期由14日，進一步減至7日或少於7日；中風險抵港人士則可把強制檢疫期由21日減至14日或少於14日。而完成疫苗接種香港居民，可參加「旅遊氣泡」或享有由境外国家政府提供減免檢疫期到海外地方旅行公幹的便利。同时，廣東省政府已同意，在完成疫苗接種的跨境貨車司機可在繼續享有免檢疫情況下，把目前每天的病毒檢測要求逐步放寬至每三日一檢[342]。此外，香港將會以「疫苗氣泡」作為基礎，以調整往後的社交距離措施。食肆方面，在放寛措施下的顧客则必須使用「安心出行」[343]。

- 4月26日，政府公布，“回港易”计划自4月29日起由广东省及澳门扩展至内地其他省市。香港居民在回港前的14天（不包括该人士在内地或澳门根据当地的要求而须完成的强制检疫期）不曾到过香港、内地或澳门以外的其他地区，以及任何位于内地属“中风险”或“高风险”的地区，回港时可免去须接受14天强制检疫的安排。所有符合资格的人士可以于4月27日起网上预约[344]。

### 5月
- 5月7日，香港特区政府宣布將按照「疫苗氣泡」概念，調整已完成接種疫苗的來港人士（包括回港的香港居民）的登機、檢疫及檢測安排[345]。

### 6月
- 6月2日，因应广东本土疫情升温，原擬定5月中容許內地居民免檢疫來港的「來港易」計劃暫緩[346]。

- 6月21日，因应香港连续14天无新增本地病例，政府宣布進一步放寬社交距離措施。餐飲食肆會維持現有A、B、C、D類食肆安排，但C類入座率可提升至75%，D類所有員工完成接種並相隔14天，可回復「全滿」狀態，每枱可坐12人。而“限聚令”则仍然維持4人不變，但多項活動可隨疫苗氣泡有相應調整，健身室內房間已接種疫苗人士，兼有足夠距離，可毋須佩戴口罩；宗教聚會、婚禮及股東周年大會，如果三份二人已接種首針，參與人數可提高至100%。相关政策自6月24日起生效[347]。同时放宽入境旅客的检疫期，入境香港人士如已完成接种疫苗并超过14日、机场病毒检测无确诊、验出带有抗体，抵港后的检疫期可缩短至7日[348]。

### 9月
- 9月7日，行政長官林鄭月娥表示「來港易」計劃將於9月15日推出，來自內地和澳門的非香港居民持有核酸檢測陰性結果證明可免檢疫來港，深圳灣口岸和港珠澳大橋香港口岸每日名額各1,000個，入境后需在港进行定期檢測病毒[349]。

### 10月
10月26日，为配合香港采取积极“清零”的疫情防控策略，将确诊病人早期康复后可能仍然带有病毒并在社区传播的风险进一步减至最低，香港特区政府公布收緊確診者的出院安排。另外自27日起，所有康復者在出院後以「閉環式管理」及點對點方式獲安排前往北大嶼山醫院香港感染控制中心，進行14天的隔離管理和健康狀況監測。同时，政府公布由10月29日起调整两项有关抵港人士接种疫苗的规定。在经调整的规定下，12至17岁的来港人士如在最少14天前已接种一剂复必泰疫苗，可获视为符合登机来港及强制检疫相关要求下须完成新冠疫苗接种的规定；在经调整的规定下，已接种一剂认可新冠疫苗并持有认可疫苗接种纪录的香港居民，如在接种该剂疫苗后获发医生证明书，证明其因健康原因未能接种第二剂新冠疫苗，可例外获准从A组指明地区登机来港。

### 11月
11月1日，香港特区政府公布，将从11月12日起全面收紧豁免检疫安排，并强化对豁免人士的监管。新措施主要内容包括：取消绝大部分豁免类别人士到港后免检疫的安排；要求外国领馆及机构人员到港后必须在检疫期内于指定检疫酒店接受隔离，不得居家隔离（总领事或同等／较高职级的驻港代表除外）。仅维持香港社会运作及市民生活所需的豁免类别（即跨境货车／巴士司机、航机机组人员、在香港装卸货物的货轮上的船员、政府人员等）可豁免接受强制检疫。翌日，有媒体报道指香港与中国内地的免检疫通关有望于2021年底率先试行，涵盖范围包括商界、探亲、恩恤及奔丧等人士。报道引述建制派消息指出，除每周有1000个名额供商界申请外，港人亦有望以恩恤、奔丧等理由免检疫到访内地。政府专家顾问、中大呼吸系统科讲座教授许树昌早前表示，香港预计2022年2月有望与内地全面通关。
11月2日，香港特区政府与国家卫健委举行视像交流会议。食物及卫生局局长陈肇始表示，香港未来与内地通关时，如果要采用健康码，将要求实名和地址登记，确保一旦有确诊者由香港进入内地时，可尽快追踪，不会带来额外风险。
11月4日，国务院港澳事务办公室发言人在答记者问时表示，中国内地与香港免检疫通关工作正有序推进。中央政府有关部门高度重视在疫情常态化防控下恢复内地与香港“通关”的问题，一直与香港特区政府保持密切沟通，深入交换意见，推动两地防控措施的有效衔接。发言人还说，中国内地与香港的防疫专家近日已经再次举行会议，共同研判两地疫情，并聚焦防范疫情跨境传播的一系列具体问题深入讨论，取得了许多共识。
11月5日，林鄭月娥在出席大灣區論壇時表示，再進一步提及有關通關情況。她表示，香港特區政府期望2022年2月，即粵港澳大灣區發展規劃綱要发布三周年時，能夠與內地展開有規模免檢疫通關，讓特區政府能舉辦較大型的活動。
11月15日起，香港国际机场將機場一號客運大樓劃分「綠區」及「橙區」，以分開處理內地及國際航班。
11月20日，南華早報引述匿名的內地官員說法，从12月開始，香港旅客將被允許進入內地後無須隔離，但初始額度限制在每天只有幾百人，之後會在幾個月內增加到幾千人。但香港政制及內地事務局尚未給予評論。同日，由国家卫健委组织的专家团從深圳灣抵港，展開為期4天的考察，期间会到訪香港防疫抗疫相關設施。
11月25日，在粤港两地政府举行的第二次对接会议上，香港政务司司长李家超会后见记者时说，内地专家团认为香港已基本具备通关条件，港府将全面准备落实有序通关。李家超已要求创科局下星期公布香港健康码推出方案。
11月29日，据香港01报道，原本于12月初將可落實的免檢疫「小通關」又出現細微變化，小通關或延至12月下旬才有望啟動。在香港健康碼對接問題上，北京和港府經已一致認同，港府正努力爭取談妥餘下多個項目，每日名額不会少于1,000個，希望能維持最初港府建議的5,000至6,000個，實施日期務求在聖誕或大除夕前落實。在熔斷機制方面，內地當局和港府雙方目前均指若出现一宗本地確診便暫停通關。至于延期的原因，香港01分析称，即將舉辦的立法會選舉將在三個出入境口岸設立投票箱，供內地港人前赴口岸票站「閉環式投票」，一旦提前开放通关会出現交叉感染風險；另有消息人士透露，中国內地當局未對新變種病毒Omicron作任何定性，並相信現有疫苖仍足以應對各種變種病毒，故Omicron病毒並非主因。

### 12月
- 12月7日，香港特首林郑月娥表示，内地专家认为香港已具备免隔离通关条件，至于内地和香港合适恢复通关，最终要看中央政府的决定。就通关工作方面，林郑月娥表示，香港正为通关作筹备工作，除了已公布的健康码安排，在通关配额制大前提下，会优先考虑需要进入内地的商务、公务人士；同时也会争取开放部分配额给其他有需要人士。香港保安局正评估需重开更多陆路口岸以应付通关人流，且暂时不会考虑恢复高铁、直通车及港澳码头[362]。

- 12月28日，本港出現機組人員確診個案。兩名國泰空中服務員抵港後接受醫學觀察期間卻未有跟從防疫守則，並游走社區多處地方，之後亦確診。最後兩人被停職，於2022年1月17日涉嫌違反《預防及控制疾病規例》被拘捕。[363]

- 12月30日，居於屯門的44歲國泰男空中服務員證實染有Omicron變種病毒。他曾經與家人到又一城望月樓用膳，之後傳染76歲非同住家人和在同一時段用餐的34歲男地盤工人，是香港首次出現的Omicron社區傳播鏈。

## 2022年

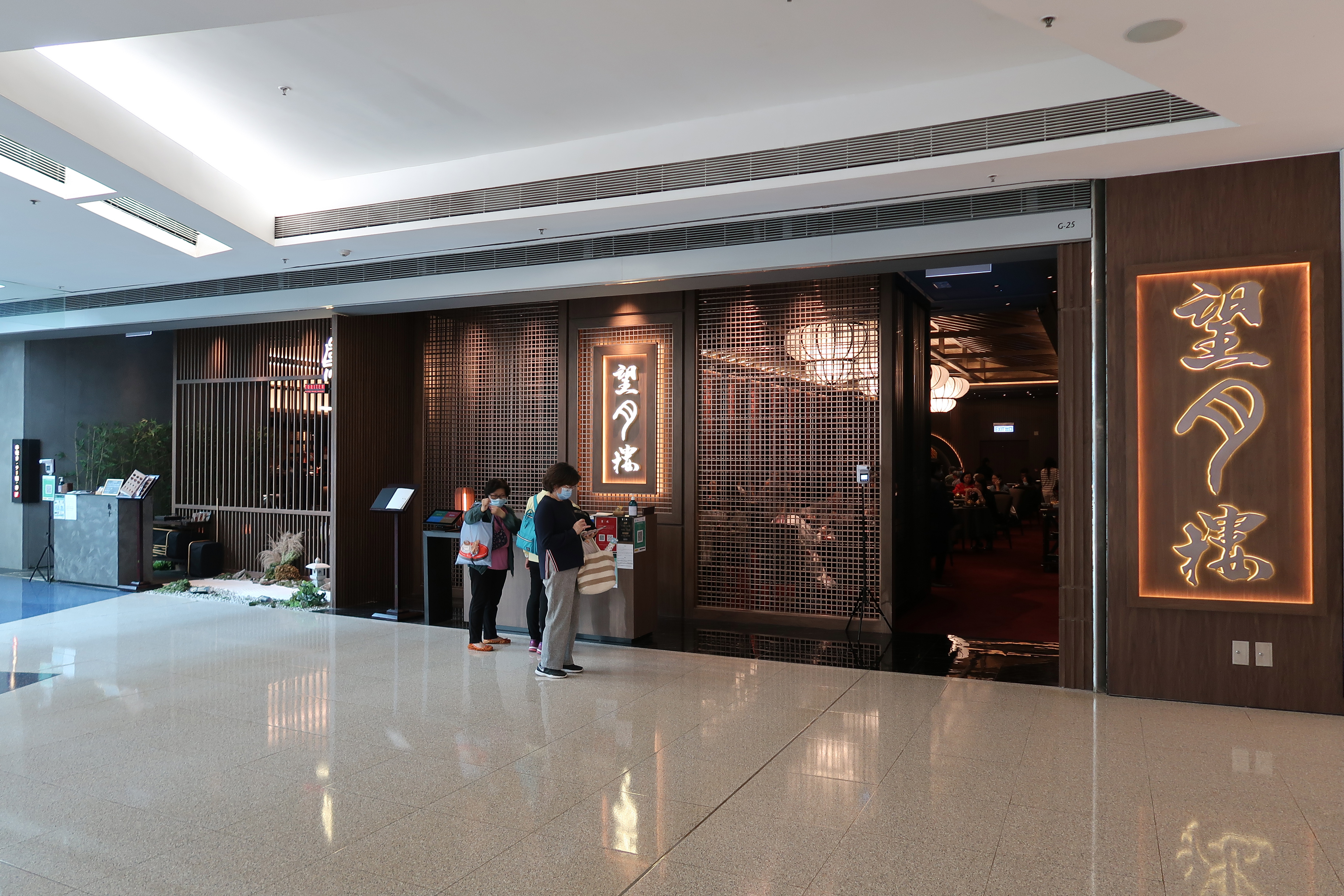
九龍塘又一城望月樓群組群組累計至少11人染疫

### 1月
- 1月4日，香港特首林郑月娥表示，因奥密克戎毒株流入香港，与中国内地商讨免检疫通关亦受到影响。她并称，相信需要再等一段时间才能恢复与内地的正常往来[365]。1月5日，林郑月娥又表示奥密克戎冠病变种毒株在香港社区传播，並宣布收紧防疫措施，从1月7日起，食肆晚上6时后禁止堂食，酒吧、健身中心等场所必须关闭，限制令为期14天。[366]

- 1月6日，媒體揭發民政事務局長徐英偉、發展局長政治助理馮英倫、警務處長蕭澤頤、創新與統籌辦事處副總監馮浩賢等12名高官和20名立法會議員，曾經在1月3日晚上出席港區人大代表洪為民的百人生日會。因其後被驗出初步陽性的37歲女子曾經到場，加上兩名局長因同一時段在場，成為密切接觸者，需要到竹篙灣檢疫。入境處長區嘉宏、廉政專員白韞六、財庫務局長許正宇及副局長陳浩濂、警務處長蕭澤頤先後發聲明致歉。特首林鄭月娥見傳媒交代事件，對官員在Omicron流入社區下仍出席大型聚會感到失望。[367]

- 1月10日，衛生署公布港區人大代表洪為民生日會賓客名單找到214人，其中104人要檢疫。另外，衛生署曾公布聚會地點為「干諾道西115號」，但媒體於干諾道西一帶無法找到115號，衛生防護中心傳染病處主任張竹君多次被記者追問正確地點，她僅稱該處屬私人地方。一日後，她澄清自己錯說了地址，正確地址應為「干諾道西155號地下3號」，指該處為私人地方，非表列處所[368]。

- 1月11日，行政长官林郑月娥宣布，全港幼稚园及小学星期五或之前暂停面授课程，直至农历新年假期、1月20日，中学星期一或之前暂停面授课程[369]。

- 1月11日，屯門藥房家庭病發新型肺炎後逗留在社區多日，引發社區多處地點須強制檢測，其中去年12月27日至1月9日到訪屯門愛定商場的市民須檢測6次。安定友愛社區中心的流動採樣站估計超過2000人排隊，當中包括行動不便的長者和失明人士。有人更表示等候接近3小時。[370]雖然政府已經增加至10個檢測點，不過多個檢測站仍大排長龍，部分市民要等3、4個小時才能進行檢測。市民怨聲載道，批評政府安排不合理。[371]

- 1月14日：政府再次延長14天晚市禁堂食、關閉表列處所等社交距離措施至2月3日大年初三，而年宵花市亦要取消。有酒樓表示要放無薪假。[372]

- 1月15日：政府再進一步收緊航空措施，禁止來自高風險A組指明地區（約140個國家）的旅客在香港國際機場轉機，為期暫時1個月。[373]

- 1月18日：本港懷疑出現全球首例倉鼠自然感染COVID-19病毒，一寵物店員工和顧客確診COVID-19，以及其環境樣本對病毒初步呈陽性反應，漁農自然護理署在沒有確定倉鼠傳人情況下，決定人道毀滅全港2000隻倉鼠和小動物，惹來大眾議論[374]。
- 1月19日：政府「強烈建議」市民交出由去年12月22日或之後購買的倉鼠人道毀滅。早上陸續有市民到沙田的漁護署新界南動物管理中心交出倉鼠，有飼主批評做法不人道。[375]

- 1月27日，行政長官林鄭月娥表示，已經向廣東省請求，希望可以分擔部分檢測容量至香港，提升檢測能力[376]。

### 2月

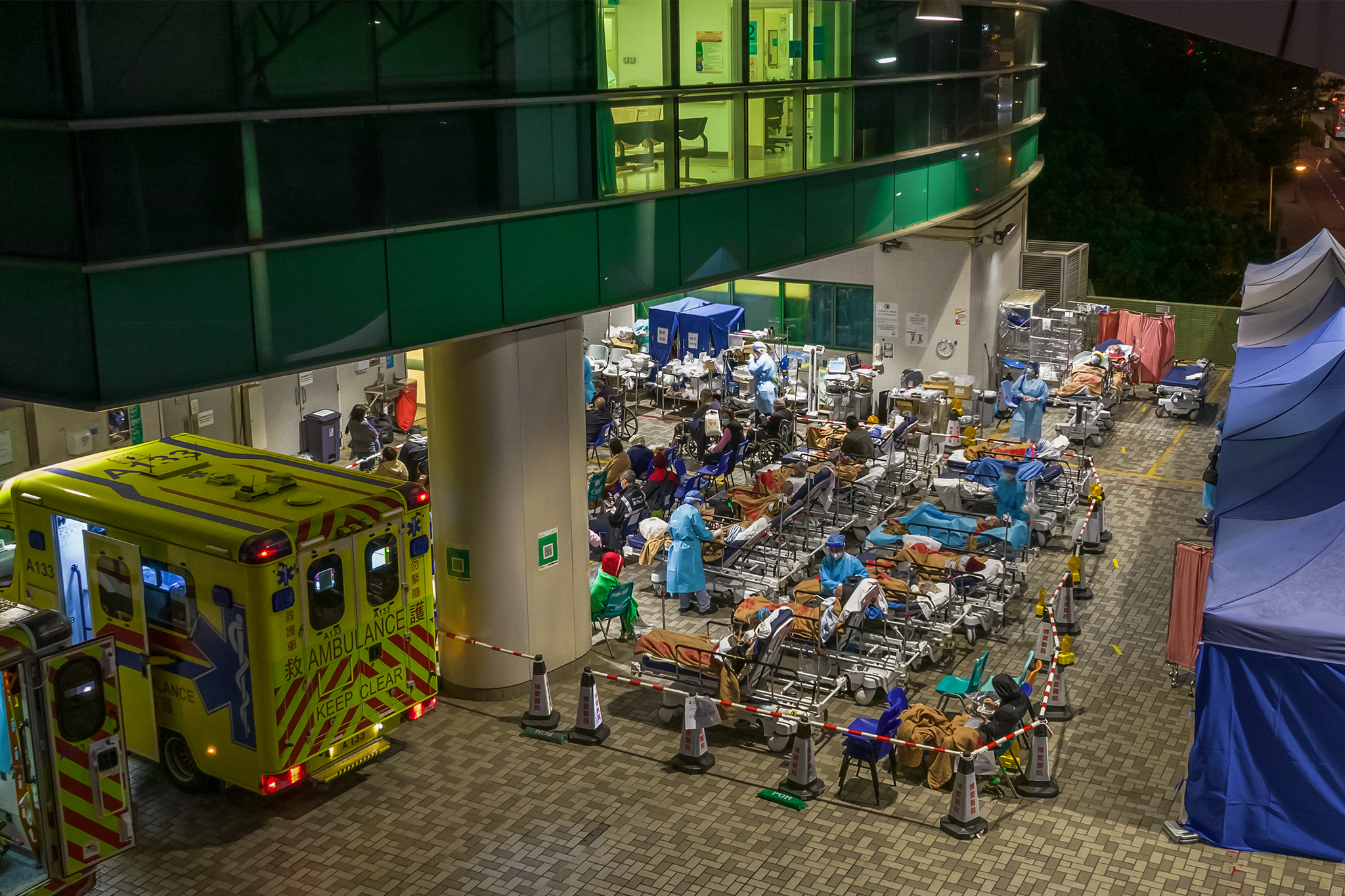
2月17日，明愛醫院將急症室對出的露天停車場設置為帳篷用作臨時安置患者，有視察過的官員形容情況如第三世界。

- 2月3日：沙田市中心多處發現污水監測結果對病毒呈陽性，多個地方被納入強制檢測公告，區內的檢測站大排長龍。有居民表示花了5小時輪候。區議員要求在區內多個地點增加檢測站。[378]

- 2月8日，因香港疫情形势严峻，行政長官林鄭月娥宣布收紧防疫措施，社交距離措施延長至2月24日，新增多类需要關閉的處所，包括宗教處所及理髮店髮型屋，將由2月10日起關閉至2月24日。同时修订599F的表列處所，新增6個處所須受規限，包括商場、宗教場所、百貨公司、超市、街市、髮型屋，所有人士在2月24日起，12歲或以上人士進入表列處所須使用安心出行及「疫苗通行證」。而原有599F的表列處所包含主題公園、戶外康樂場地及設施也需要出示「疫苗通行證」，12歲以下或醫生證明不適宜打針人士獲豁免。此外，限聚令政策收緊至兩人，将受限地方擴展至私人處所，禁止兩個家庭以上在私人地方進行跨家庭聚會，定額罰款也會由5000港元提升至10000港元[379]。政府宣佈理髮店由2月10日起關閉，加上同月24日起納入疫苗通行證計劃，多個位於港鐵站的理髮店出現輪候剪頭髮的人潮。[380]

- 2月14日，多間媒體拍攝到本港醫療設施告急。其中在明愛醫院，需要將急症室對出的露天停車場設置為41個帳篷用作臨時安置患者。團體認為安排不理想，擔憂長者逗留戶外會惡化病情。[381]

- 2月15日，中國共產黨中央委員會總書記習近平下令把盡快穩控香港疫情作為當前壓倒一切的任務[382][383][384]，这是习近平自2020年武汉疫情后，第二次对特定地方的防疫工作做出指示[385]。主管港澳事務的中共中央政治局常委、国务院副总理韓正批示向特區政府和各有關方面傳達習近平總書記的指示，要求中央有關部門和廣東省全力支援香港[386]。

- 2月16日，因第5波疫情急劇惡化及對疫情之關注，香港開電視77台星期一至五晚上9:00-9:25改播《全城抗疫講呢啲》，有關安排維持至4月1日[387]。

- 2月17日下午，内地支援香港抗疫流行病学专家组抵港，专家组由广东省疾控中心传防所所长康敏、广州市疾控中心科长陈纯、中山市疾控中心应急管理部主任陈雪琴组成[388]。

- 2月22日，香港麥當勞宣布，因應近日疫情發展，為保障員工及食客健康安全，全線的甜品站暫停營業，直至4月30日[389][390]。

- 2月22日，行政長官林鄭月娥宣布，政府將於3月起推行三次全民檢測，每日不少於100萬次檢測，以出生年份分批預約檢測。另外，中央政府已同意派内地施工隊在落馬洲河套區籌建應急醫院。现有防疫措施将继续实施，其中大部分社交距離措施延長至4月20日；午市堂食收緊至兩人一枱；戶口戴口罩的防疫規例亦會收緊；調整學校假期安排，提前至3、4月放暑假，至復活節假期後復課，包括全港中小幼、國際學校，8月12日為最後上課日。中學文憑試按原定4月22日開考[391]。

- 2月22日，中央援建香港的四处临时性社区隔离治疗设施（方舱医院）分别在香港青衣、前新田购物城、元朗潭尾和洪水桥开工建设，全部投入使用后预计将为香港提供14000—17000个隔离单位。其中青衣方舱医院将于开工后约一周率先交付使用。内地支援香港抗疫工作专班隔离检疫设施建设组成员谢晖表示：“我们将坚持人民至上、生命至上，与时间赛跑，全力以赴保护香港同胞生命安全和身体健康，帮助香港尽快渡过难关。”[392]

- 2月24日，政府引用《緊急情況規例條例》，訂立《緊急情況（豁免法定規定）（2019冠狀病毒病）規例》，賦權政務司司長為應對2019冠狀病毒病疫情，豁免一些法定牌照、註冊等的要求。[393]

- 2月25日，政府在晚上宣布廢除強制檢測公告，改為向相關者（如員工、居民等）派發新型冠狀病毒快速測試套裝。[394]有關安排讓快速抗原測試套裝的需求大增，在深水埗福華街有大批市民排隊購買，人龍長達200米。而電腦店亦售賣有關產品。[395]

- 2月27日，《明報》報導多間公立醫院殮房爆滿，沒有足夠空間安放離世者，伊利沙伯醫院醫護更稱一度有15具遺體滯留在急症室，醫護對此表示難過。[396]

- 2月28日，中央援港防控专家组抵达香港协助香港抗疫[397]。

- 2月初起，本港多間銀行的分行暫停服務。[398]到2月中起，多間大型連鎖餐廳表示會停業或轉做外賣生意。當中包括叙福樓集團，稻香和連鎖快餐集團大家樂等。[399]上環鳳城酒家總店及鴻星元朗店表示於本月21日起結業。[400]加上封城消息傳出後，多區超市出現搶購潮。而萬寧旗下53間分店在3月1日起暫停營業，直至另行通知。[401]百佳超市亦作出調整，當中有12間分店更提早到下午3時關門。[402]

在交通方面，港鐵表示第五波疫情至今已錄得超過1100宗相關人員的確診，不排除會進一步減少列車班次，甚至短暫關閉個別車站。九巴和城巴多條路線在2月中起晚上8時提早收車，部分路線暫停服務。而天星小輪在2月28日宣布削減班次，兩航線提早至晚上9時停航，而來往中環及尖沙咀渡輪的下層客艙會關閉。

### 3月

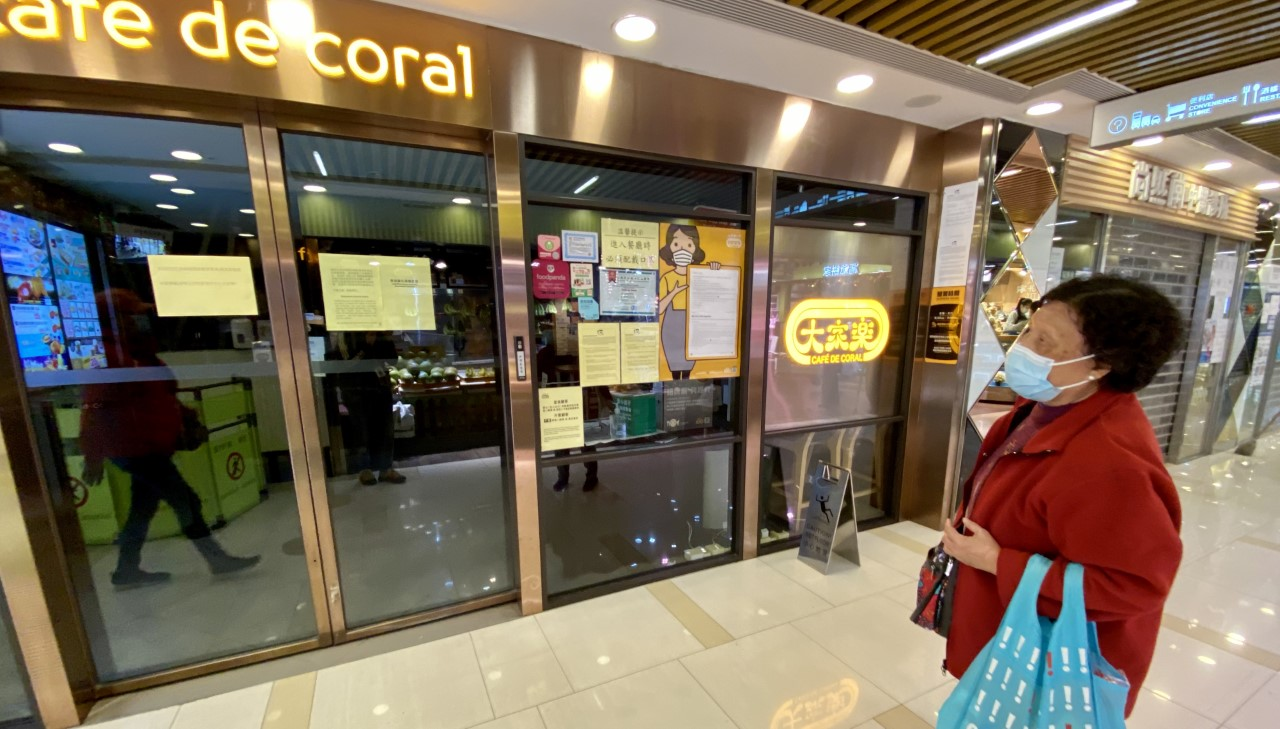
連鎖速食店大家樂宣佈3月1日起個別分店只提供外賣，不少分店暫停營業

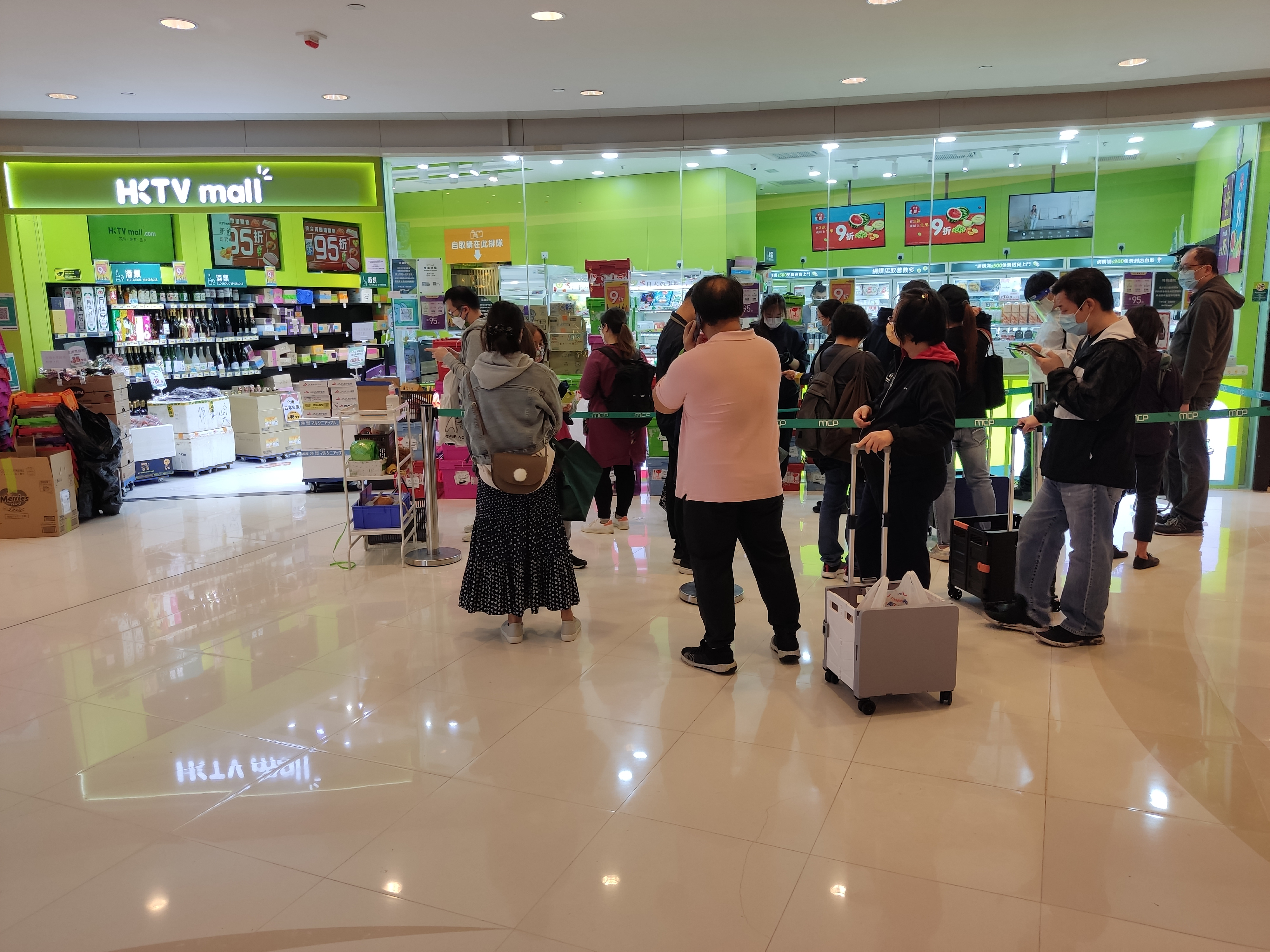
網購成為了市民需要的服務

- 3月1日，大家樂宣布，大家樂快餐及一粥麵分店暫停堂食，個別分店提供外賣服務。[406]
- 3月2日，運輸署批准五間巴士公司在3月4日至16日期間調整服務，包括暫停共104條巴士線服務。[407]
- 3月3日，HKTVmall表示逾20%人手因檢疫或確診而未能執勤，已付款的訂單有可能要取消。[408]
- 3月4日，因疫情導致車務人手緊張，加上乘客人數大幅減少，港鐵由即日起再次調整8條路線的繁忙及非繁忙時段的列車服務，平均每班車要等多1至4分鐘，包括東鐵綫、荃灣綫、觀塘綫、港島綫、南港島綫、將軍澳綫、東涌綫及屯馬綫[409]。

- 3月5日，順豐香港宣布部份地區只提供有限度上門服務。[410]

- 3月7日，香港郵政暫停提供本地郵政速遞及本地包裹服務。[411]

- 3月9日起，香港特区行政长官林郑月娥會连同相关官员每日召开新闻发布会，直至疫情结束。[412]
- 3月17日起，康文署再次封閉泳灘。而署方早在第三波疫情時亦曾經封灘。[413]
- 3月25日，林郑月娥宣佈特区政府将向香港家庭派发防疫服务包。[414]
- 受第五波疫情影響，香港2021年12月至2022年2月的失业率为4.5%，较上期升0.6个百分点，是香港失业率连跌十个月后再次掉头上升。3月18日，林鄭月娥宣佈「保就业」计划，政府會給雇主发放雇员工资津贴、以免雇主裁员。[415]

### 4月
- 4月1日起，香港将取消对九个国家的禁飞令[416]。同時香港決定若同一班抵港航班上有三名或以上检测确诊，相关航空公司从同一地点抵港的航线将被禁止着陆香港7天。[417]

### 6月
- 6月14日，特首林鄭月娥出席行會前表示，表明對外國商會要求放寬入境檢疫措施的訴求「寸步不讓」，繼續維持目前社交距離措施。同時會「竭盡全力」創造條件讓領導人訪港。[418]

- 6月15日，本港新增1,047宗新型肺炎確診，76宗屬輸入個案，971宗本地感染個案。當天新增的確診數字是4月14日以來首次破千宗，有127間學校呈報確診，涉及147宗個案。再多1名確診者死亡。截至當天累計確診及死亡數字分別突破120萬及九千關口，分別達1,221,808宗及9,392人。[419]

- 6月16日，政府要求所有進入酒吧等處所的食客，須出示24小時內快速抗原測試陰性結果證明。業界指有關要求使客人取消訂枱，擔心造成客源流失，是再一次向酒吧「開刀」。[420]

### 7月
- 7月7日，政府即日暫緩個別航線的「熔斷機制」，直至另行通告。而抵港人士於指定檢疫酒店檢疫時，需要在第3天接受多一次核酸檢測。[421]

- 7月11日,醫務衛生局長盧寵茂表示安心出行應用程式推行實名制，並引入內地和澳門已經使用的三色健康碼（紅黃綠碼），確診人士列為「紅碼」、入境檢疫者列入「黃」碼，並不能進入醫院、院舍及須除口罩處所。而居家隔離者在7月15日起須佩戴電子手環。政府曾表明「安心出行」無須實行實名制，但盧寵茂表示「變幻係永恆，點解要變革就係要應對變幻」。[422]

- 7月15日起要求居家隔离者必須佩戴电子手环。[423]

### 8月
- 8月12日起，政府推出“紅黃碼”和縮短抵港人士酒店隔離，由目前的7日檢疫酒店隔離，改為3日檢疫酒店隔離及4日家居醫學監測。不過外界認為世界多國已經取消出入境防疫限制，質疑香港推“紅黃碼”縮短抵港人士酒店隔離日數，未能與國際接軌。[424]

- 8月13日，會展管理有限公司董事總經理梅李玉霞在商台節目透露，因為檢疫規定下，過去一年4個大型國際展覽已改為迪拜或新加坡等競爭對手舉行，令香港損失數以十萬計的高消費旅客，希望政府提出免檢疫路線圖和時間表。不過接近政府的消息人士表示只會考慮放寬舉辦商務展覽的場地，而公眾可以參與展覽如美食展等則未必可獲放寬。[425]

- 8月28日，政府收緊餐飲處所防疫措施，8人以上「宴會」的出席者須展示24小時內快速抗原檢測陰性證明，或48小時內取得的核酸檢測陰性結果的電話短訊通知。香港餐務管理協會會長楊位建議當局短期內不應再修改控疫措施。[426]

### 9月
在9月初，全球大多地方一早已經回復正常生活和開關下，香港政府仍然堅持繼續進行多個防疫政策。其中《南華早報》報道皇家加勒比國際遊輪公司因申請郵輪在10月送返香港運作仍未獲批下，放棄在香港重推公海遊，不排除會將餘下所有香港郵輪都送往新加坡。而新加坡的防疫措施較香港寬鬆下，香港部分金融從業人員士已遷至新加坡，主要以外籍人士為主。商界人士亦就防疫政策過嚴作出批評，其中商務及經濟發展局前局長馬時亨指全球多數地區已將新型肺炎視為風土病，部分地區更已經解除規定配戴口罩的限制，認為香港的防疫政策嚴重影響香港作為國際金融中心的地位，更指政府將入境檢疫安排由「3+4」放寬至「0+7」的作用不大，形容香港就像孤島。
- 9月4日：彭博引述消息報道，特首傾向在11月舉辦多個大型活動前取消酒店檢疫，不過內部有反對聲音，指盧寵茂希望在本地個案數字急升下收緊防疫限制。而盧寵茂發表網誌，以「來說是非者，便是是非人」為題。他指報導想起數年前內地熱播的宮廷內鬥劇集《延禧攻略》，批評外媒報導大篇幅引用「內幕消息」，會讓讀者誤以為特區政府在抗疫上內部分裂及有矛盾，不單賠上傳媒應有的專業精神，更可能影響特區政府抗疫工作。質疑報道另有目的。[430]

- 9月5日，警方就濫發「免針紙」展開拘捕行動。元朗一名女醫生涉嫌濫發新型疫苗接種醫學豁免證明書（俗稱「免針紙」），涉嫌偽造虛假文書被捕。行政長官李家超指行使虛假文書或發放虛假文書是嚴重罪行，如有任何醫務人員涉嫌專業失德，一定會將其個案通知香港醫務委員會嚴肅跟進，並要求有關人士負責。到9月21日至22日警方先後分別在油麻地、元朗、天水圍及柴灣的4間診所採取行動，拘捕4名涉嫌濫發「免針紙」的醫生。其中油麻地的診所被指在未有向市民診症或檢視病歷紀錄下，濫收4000至5000元診金，另外有22名應診者被捕。警方指會交由專業醫護人員作評估是否濫發。[431]而政務司長陳國基指有關情況相當嚴重，反映醫生唯利是圖，“只為個人利益，不顧社會利益”，強烈譴責有關行為間接妨礙香港經濟恢復正常，傷害全體香港市民。他又批評取「免針紙」的市民讓社會整體利益受損。他表明必須追究到底，要求保安局從嚴跟進所有使用這些「免針紙」的人，追究他們的刑事責任。[432]

- 9月8日，政府宣布降低疫苗通行證年齡至5-11歲，並分兩階段進行。首階段在9月30日起實施，即9月30日前須至少打一針，至11月30日起，接種要求將統一為打齊兩針。政府亦調整12歲以上人士的疫苗接種要求。由9月30日起接種第二針及第三針之間的寬限期，將由6個月改為5個月。[433]

- 9月13日，有內地居民在「小紅書」稱可以在無接種疫苗下來港後取得臨時疫苗通行證，「安心出行」亦顯示「藍碼」，可出入受疫苗通所限的處所，包括到主題公園和堂食。特首李家超指有關措施一直實行，又指內地疫情風險屬全世界最低，暫未發現有任何輸入個案，會視乎疫情檢討。[434]

- 9月17日，醫務衛生局公佈在凌晨起劃一要求年滿12歲來港人士須完成接種兩劑疫苗，方可獲發「臨時疫苗通行證」，不過未有計劃要求內地來港人士必須接種疫苗。[435]

- 9月26日起，香港机场入境检疫将由入境后酒店隔离3天以及需居家检疫4日改為入境后不需酒店隔离，需居家检疫3日。同時首次容許未完成接種疫苗的香港居民返港。[436]有市民表示已經被困香港3年，希望去台灣、日本等地旅行，同時指大多國家已免除入境限制，批評香港「慢人一拍」。[437]而旅遊預訂網站Trip.com指香港的航班搜索量按周急升近51倍，而香港往日本機票訂單較同期增長7倍。[438]国泰航空的网站浏览人数短时间内增加明显，一度进入排队等候状态[439]。亦有人發現自己的香港特區護照已經過期，纷纷冲入香港特区政府網站預約申請旅行證件。但網站因访问量过大，顯示系統操作繁忙。[440]

- 9月27日，行政長官李家超出席行政會議前表示海外旅客「0+3」入境措施對社會有相當正面反應，期望政策能夠讓社會逐漸「動起來」。不過他同時批評有市民未有要遵守政府訂立的防疫措施，如強制檢測和違反「紅碼」限制外出，認為是不負責任，影響防疫工作效果。他指出如果仍然有很多人不守規，較難考慮推出的新的措施。[441]

### 10月
雖然商界要求爭取「0+0」入境，不過到10月初，政府高官先後發文。表示暫無意更改措施，必須堅持抗疫路絕不「躺平」。
- 10月7日，政務司司長陳國基在社交平台表示，「0+3」是最恰當的安排，認為已經是深思熟慮後所踏出的重要一步，會繼續秉持「科學為本」和「精準抗疫」的原則，在合適的時候推出合適的措施，與各界穩中求進。同日，行會成員高永文出席活動後則表示，目前海外已出現新的變種病毒株，有必要維持入境人士需要進行核酸檢測，又指「0+3」已經方便外地旅客來港及香港人回港。[442]同日，「長洲覆核王」郭卓堅入稟高等法院申請司法覆核，指廢除「免針紙」是違法，醫務衞生局局長盧寵茂亦無權廢除，要求法庭推翻決定。他指，身體不適合接種疫苗的人，經註冊執業西醫專業診斷下，獲發出「免針紙」，「何罪之有」。他又指，沒打針的人未能使用「安心出行」進入商場等場所，猶如「坑渠老鼠」及被限制活動的罪犯。[443]

- 10月8日，警方首次發現有人漠視「黃碼」限制規定，向一名25歲男子及一名24歲女子發出定額罰款通知書，同時以欺詐罪拘捕一名涉嫌使用他人疫苗通行証二維碼進入餐飲處所的24歲女子。同時警方亦檢控違反第599F章規例的處所負責人，包括一間餐廳及一所美容院，美容院必須停業14天，而餐廳須按規定在傍晚6時至翌日上午4時59分停止堂食，而其他時段不得安排多於二人同坐一桌。[444]同日，特首李家超接受中通社訪問，表明上任100日以來最具挑戰的決定是實施「0+3」，更指出香港抗疫方面不應給內地帶來額外的衞生安全風險，要守好防疫南大門。[445]
- 10月11日，《明報》記者問到香港與新加坡的第三針接種率相差不遠，會否效法新加坡般完全放寬，並表示戴口罩已經近3年，特首有否出現抗疫疲勞。李家超表示每個地方醫療系統及習慣文化等有不同，不能完全套用其他地方的抗疫方法，並指香港目前仍然有疫情，包括現時有確診個案下，代表疫情仍然未離開。他只重申是以最小的代價，做出防疫的最大的效果。[446]
- 10月12日，香港限聚令放寬至12人。[447]
- 10月13日，《星島日報》引述香港酒吧業協會主席的訪問時指出，目前防疫限制規定酒吧須在凌晨2時關門的影響下，4成酒吧放棄播放卡塔爾世界盃賽事。[448]

### 11月
- 11月2日，教育局局長蔡若蓮接受港台訪問指出，學生在上學前需進行快測是為了保護學生，並不是製造麻煩，更指出當疫苗接種率達到100%，加上重症風險低，才會有條件考慮暫停有關安排。[449]
- 「長洲覆核王」郭卓堅在10月底入稟高等法院申請司法覆核，質疑行會修改599L條文並不合理，要求法庭頒令法例無效。高院在11月3日頒下判辭，指出條文沒容許持受影響人士上訴，加上相關人士可透過其他途徑取得豁免，認為郭卓堅錯誤理解條文而駁回申請。[450]
- 一名市民早前入稟高等法院，就政府防疫措施提出司法覆核，法官高浩文在11月3日頒下判辭，指出申請人沒有提出合理理由，也無列明挑戰哪項措施及條文，因而駁回申請。但同時指出需在預防疾病和衡量整體公共健康取得適當的平衡，否則或造成「手術成功，病人死亡」。[451]
- 11月4日，停辦超過3年的香港國際七人欖球賽，一連3日於香港大球場舉行。有旅客專程來港觀看賽事，不過因「黃碼」而無法入場而感到失望。加上外出也不能到餐廳和景點，預料未來兩三天在香港的體驗會很沉悶。文化體育及旅遊局長楊潤雄表示持「黃碼」入場被拒的人士數目不算多。也期望他們能在餘下兩天的賽事內轉回「藍碼」，重新入場。[452]而觀看賽事的觀眾大多亦沒有戴上口罩。
- 11月5日。旅遊界立法會議員姚柏良在商台《政經星期六》表示，外界有錯覺認為「0+3」實施後會讓香港旅遊業復蘇，但現實作用有限，認為要實施「0＋0」前容許團進團出，同時形容黃碼機制也不能參觀博物館、參與會議等是不合理。[453]
- 11月6日，香港國際七人欖球賽賽事最後一日，香港欖球總會安排之前持「黃碼」而無法入場的9名外國遊客可在包廂觀賞賽事和安排退款。南非旅客對結果感到高興，表明會再來香港旅遊。而大會公布3日賽事合計有逾6.5萬人次入場。[454]
- 11月7日，律政司一連5日在灣仔會展舉行香港法律周，並為27名海外法律專家及學者來港出席活動的人士可以獲得臨時疫苗通行證（藍碼），其間可出席法律周的餐飲活動及進出須出示疫苗通行證的多個處所。所有與會者在會議期間必須戴口罩，台上演講及合照除外。[455]

- 11月8日，政府為旅遊業界提出的「團進團出」方案「開綠燈」，容許入境旅行團的海外旅客持「黃碼」下，在導遊陪同下進入主題公園、博物館及寺廟等指定景點，亦可進入指定餐廳的分隔區域用膳。立法會議員江玉歡批評政府只向外來旅客放寬防疫，對香港居民不公道。[456]同日，長洲覆核王郭卓堅就599章列明強迫使用「疫苗通行證」和「安心出行」入稟高等法院申請司法覆核，稱新型肺炎冠已經不是突發疫情，認為「疫苗通行證」和「安心出行」沒法保障市民健康，反而對市民的日常生活造成情緒困擾。[457]
- 11月9日，民主黨進行的隨機抽樣電話調查顯示，受訪的853名市民中，有七成半人不同意目前疫情屬「公共衞生緊急事態」，82.6%人更不同意「疫苗通行證」對控制疫情有實際作用。民主黨促請政府立即取消「疫苗通行證」及「口罩令」等過嚴的防疫措施。[458]
- 11月10日，政府表示下周四轄下露營設施及其他室外康樂設施重開，室外體育處所觀眾席容許飲食。不過餐飲處所及美容院等仍被列為主動查核疫苗通行證處所。代表美容業界對此表示失望，認為疫苗通行證分主動及被動查核制度，既複雜亦擾民。[459]同日，上訴庭頒下市民就不滿疫苗通行證的覆核被拒上訴頒下判詞，指出上訴人陳述其理據“佛教經文”明顯與申請無關，而《高等法院規則》規定司法覆核許可通知書須載有所尋求的濟助及理由，並指出疫苗通行證“僅於生活上構成不便，而非侵害基本權利”，認為“權利亦非絕對權利”。[460]
- 11月13日，政府顧問專家委員會成員許樹昌認為現階段不適宜取消口罩令，要等待冬天過後、加上市民接種第二代疫苗後，才會有條件考慮放寬戶外口罩令。他認為乘搭公共交通工具及身處人多擠逼地方的環境仍需繼續佩戴口罩。[461]
- 11月19日，香港迎接疫情下首個大型入境旅行團。不過旅客表示飛機着地後兩小時才能夠步出機場，而遊客趕不及申請「團進團出」下，結果全團黃碼不能進食肆，首日晚上須留逗留酒店房間吃海南雞飯盒。[462]
- 11月20日，《明報》發現今年9月時，一名從外地回港的中年男子在檢疫酒店（麗豪航天城酒店）內疑洗澡時跌倒失救死亡，惟事隔兩個月並未有對外公布。衛生署指由2020年12月22日至9月26日接獲8宗於檢疫酒店內的死亡報告。[463]

### 12月
2022年12月1日，復必泰二價疫苗開打，截至同日晚上7時，已有約30,200人預約接種復必泰二價疫苗。同日，國泰兩名前機艙服務員涉違檢疫令，疑導致群組爆發的案件中，兩人審訊後被裁定罪成，判處監禁8個月。
2022年12月7日，中國當局推出「新十條」措施放寬疫情防控措施後，多間媒體都引述消息指，當局將會放寬防疫措施，包括戶外地方取消口罩令等。但最後政府只將確診及密切接觸者的隔離與檢疫日數，由7日減至5日，入境旅客的快測要求亦會由連續7日減至5日。其他防疫措施，包括社交距離和口罩令措施維持不變。而網媒《香港01》引述消息人士，指政府曾舉行內部會議討論放寬防疫政策，但有主理官員「過唔到心理關口」，又認為香港對外已近乎全通關下，最終決定維持「疫苗通行證」及「安心出行」等其他防控措施。
2022年12月11日，特首李家超被問及會否撤銷「安心出行」時稱，形容目前防疫限制已所剩無幾，已經就有關議題與醫務衛生局商討，認為可全面檢視和調整，相信局方很快會提交報告。而醫衛局長盧寵茂表示會會繼續保留該程式，並繼續監察安心出行運作情况而適時調整，其角色會隨疫情發展而改變。同日，香港大學微生物學系臨床助理教授薛達（Siddharth Sridhar）在社交媒體撰文，以「終局的開端」為題，批評「安心出行」、疫苗通行證、大廈強制檢測、學校每日快測及「0+3」入境檢疫要求等防疫措施是沒有作用，建議當局將其全部取消。
2022年12月14日起，香港取消掃描安心出行二維碼，但仍保留疫苗通行证，黄码亦会取消，抵港人士如无确诊可进入食肆等处所。同時撤销前往中國内地、澳门出境的特别核酸检测安排，前往内地及澳门人士只需持有48小时阴性检测结果即可。
2022年12月21日，立法會議員江玉歡去信醫務衞生局，批評疫苗通行證有違人民擁有基本工作及生活權利，不容受到歧視的國際公約原則，要求當局解釋。不過醫務衞生局指高等法院在2022年3月底發出的判詞中，明確表示「疫苗通行證」為依法規定，認為「巿民獲取日常生活必需品時亦能有其他選擇」。
2022年12月22日起，市民進入酒吧、宴會及參加本地遊毋須快速測試，撤銷入場人數上限的地方包括表演場地、主題樂園及戲院，飲宴人數不設上限但每枱最多12人，公眾戶外範圍亦容許飲食。不過，口罩令、疫苗通行证和禁聚令則未有撤銷。
2022年12月24日，行政長官李家超結束赴京述職行程返抵香港，在機場向媒体表示香港已獲得中央同意「逐步、有序、全面通關」，特區政府會即時聯絡有關單位，包括國家衞健委、港澳辦、廣東及深圳市政府溝通聯繫，目標在2023年1月中前落實。政府同时宣布成立「通關事務協調小組」，成員包括整個政府15個政策局。同日，醫務衛生局長盧寵茂被媒體問及會否取消疫苗通行证，不過他認為重點不是討論是否取消疫苗通，而是如何令長者等接種。他亦指出戴口罩對防冠狀病毒病，流感和其他呼吸道感染亦發揮很大作用，強烈建議市民繼續戴口罩。随着通关消息的传出，大批香港市民开始换领已过期的回乡证，以便通关后可以第一时间返乡。全港五间中旅证件服务中心的网上系统显示，近一个月的回乡证换领预约已全部额满。位于上环的港岛服务中心出现人头湧湧的场面，不少市民希望尽快办齐证件，如期返乡过年。12月27日，深圳市政府宣布，此前香港入境深圳前需要预约“健康驛站”名额所需的“健康驛站預約系統”于2023年1月8日起停止服务。
2022年12月28日，行政长官李家超宣布取消检疫令，并不再甄别的确定诊断者的密切接触者；取消“疫苗通行证”；取消消除所有进入环境的核酸检测；取消所有社交距离披施，包括“限制聚令”等。有不接種疫苗的市民形容「終於捱過」了，並馬上預約日式燒肉店，一嘗久違的堂食感覺。而部分零針者表示取消疫苗通行證只是取回本來市民應有的自由，並批評措施太遲，質疑措施只為配合誰人「大家都睇得好清楚」。

## 2023年

### 1月

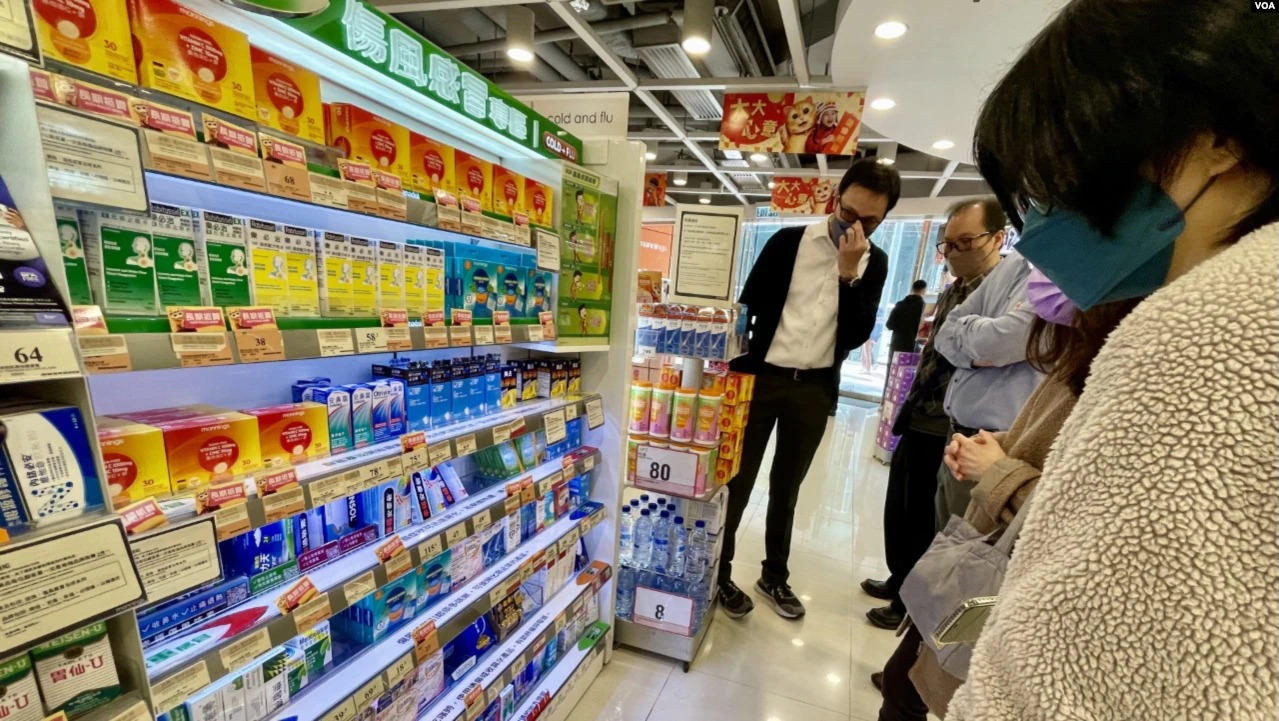
香港一间连锁药房的感冒止痛药货架前，聚集多名顾客围观，等待含扑热息痛的防疫药物上架

2023年1月1日，香港政务司司长陈国基表示，争取最早在2023年1月8日落实首阶段内地与香港间的通关。通关初期，往来人数会有配额限制，往来旅客都需要进行核酸检测，提交核酸阴性证明才可过关。据消息称，香港特区政府争取每日有五万个通关名额。另有消息称，首阶段通关将开放落马洲口岸，高铁西九龙站、罗湖口岸则可能于稍后才重新开放。由于封关将近三年，落馬洲皇巴站的候車區內长满雜草，但大部份已被清理，而巴士站亦有兩部開着引擎及車門的皇巴停泊，但行車證已過期，車上亦沒有職員，未知是否將試車。而被稱為「旅巴墳場」的葵涌貨櫃碼頭旅遊巴臨時停車場仍滿場，職員指近日不見旅遊巴駛走，停泊的數目大致維持800輛。另外位于太子的跨境巴士售票站于1月4日重开，部分业界更计划推出“核酸检测+直通车套票”。
2023年1月通关消息公佈後，香港市面防疫药物抢购潮愈演愈烈，市民关注药房是否有感冒退烧药供应，而货架上最畅销品牌的感冒退烧药仍然缺货，有市民对中国大陆疫情大爆发之下通关感到无奈。
2023年1月5日，国务院联防联控机制综合组印发《关于优化内地与港澳人员往来措施的通知》，明确自1月8日起，恢复办理内地居民旅游、商务赴香港签注。自香港入境人员凭行前48小时新冠病毒感染核酸检测阴性结果入境，将检测结果填入海关健康申明卡。不再对自香港入境人员实施全员核酸检测。对健康申报正常且海关口岸常规检疫无异常者，可放行进入社会面。恢复在香港国际机场转机/过境进入内地服务。取消对香港来往内地航班客座率限制，逐步有序增加航班数量。逐步有序全面恢复内地与香港陆路口岸客运和水路客运。根据香港疫情形势和各方面服务保障能力，有序恢复内地居民赴香港旅游。同日下午，香港特区政府公布，1月8日，中港两地7个口岸全部恢复运作，包括三個正在運作的機場、港珠澳大橋及深圳灣口岸，另有四個重新恢復開放的口岸，包括落馬洲支線管制站、文錦渡口岸、中國客運碼頭、港澳客運碼頭。单日两地各6万人可过境，其中三個陸路口岸設每日5萬個配額，市民須預先在網上系統預約口岸及時段。至於海、空及港珠澳大橋將不設配額，只要持有相關車票、船票或機票就可，預計每日約1萬人。当晚6时，香港特区政府網上預約系統上线，但網站在首一小時疑因網絡繁忙而癱瘓，長期現白畫面，屢次顯示错误提示。即使等待逾30分鐘后成功在手機進入填資料畫面，惟填下身份證號碼、選擇關口及時間後提交時仍需等待，約一小時後才成功預約。由于市民反应踊跃，截至1月6日傍晚6時，有超过34万人成功预约通关，春节前后多天已预约爆满；不同跨境交通营办商亦迅速公布通关日票务安排。同日晚，“深圳口岸发布”微信公众号表示，将于1月6日上午9时开通陆路口岸赴港预约通道。
1月6日下午，深圳市人民政府口岸办公室发布公告，自1月8日起恢复疫情前深港跨境运输常态化管理，废止疫情期间各项跨境货车运输管理政策措施。跨境货车司机入境前48小时进行核酸检测，结果阴性可入境，如呈阳性，转阴后再入境。入境后粤康码不再赋黄码。同时取消跨境货车司机在深圳口岸的核酸检测，调整跨境货车司机入境作业方式。
1月7日，香港貿發局聯同廣東省商務廳組織1000多名廣東省企業代表來港參加於1月9至12日在香港會議展覽中心舉行的香港玩具展、香港嬰兒用品展及香港國際文具及學習用品展三项展览，这一参展团也成为内地与香港首阶段通关之后赴港参展的首團。
1月8日，香港与中国内地七个边境口岸正式恢复全面运作，两地居民迎来近三年来第一次免隔离的过境出行。当日0时42分，恢复全面营运的首趟港珠澳大桥穿梭巴士从香港口岸出发后，抵达港珠澳大桥珠海公路口岸，车上载有27名香港入境旅客，成为中港恢复正常通关后内地迎来的首批香港入境旅客。同日0时3分，6名内地旅客从港珠澳大桥珠海公路口岸出境前往香港。之后有数千名旅客在清晨乘坐第一班车抵达落马洲支线口岸，6时07分到达的首班列车进站，旅客下车后，步伐急促但有序地前往即将开放的口岸，现场迎接旅客的工作人员向他们派发免费的口罩和洁手液。有即将跨境进入内地的旅客表示，此刻已“归心似箭”。根据入境處的资料，截至晚上8时，有約4.5萬人經落馬洲支線、文錦渡、深圳灣和中國客運碼頭、以及港珠澳大橋往返內地（或澳門）。當中出境人數增至約3.3萬人，五個口岸當中，最多人經落馬洲支線出入境香港，有16,697人經落馬洲支線出境，入境則有4,787人，另外深圳灣及港珠澳大橋亦分別有8,399人及7,290人出境。同日，香港特区政府宣布安心出行正式停運，但創新科技及工業局局長孫東指市民仍然可保留程式。
1月14日，香港特区政府宣布，1月18日至21日中国大陆与香港指定陆路口岸的每天通关配额将增加至6万5000人，以因应农历新年临近上升的通关需求。
1月15日清晨7時3分，因疫情停運近3年的廣深港高鐵全線恢復運營。
1月17日，香港特区行政长官李家超表示，期望在2023年年内取消所有防疫限制，包括口罩令。
1月18日，香港特区政府公布，與內地溝通後，1月19日起香港入境內地的3歲或以下幼童，毋須出示48小時內新冠核酸檢測陰性結果。另有立法會議員稱，近日收到不少香港市民求助指近期在內地尋找核酸檢測服務有困難，建議以快速測試取代來港的核酸檢測要求。署理財政司長黃偉綸稱，特區政府了解社會關注，醫務衛生局與內地相關單位密切留意情况和溝通，如有新安排會適時公布。呼吸系統科專科醫生梁子超認為，內地疫情已由高峰回落，香港個案亦持續下跌，加上通關設配額，相信以快測取代驗核酸風險不大。香港方面，近日多間社區檢測中心大排長龍，已預約者需排隊15至30分鐘，無預約者則需排隊1至2小時。另外香港特区政府教育局宣布，學校教職員1月30日起無需再每日快測，将争取于2月1日恢复跨境学童面授课堂。雖然有家長希望可以取消學童每日做快測，不過教育局表示考慮農曆新年假期的人流和活動下，仍然決定繼續維持學生（包括中學、小學、幼稚園及特殊學校）每日回校前量體溫及完成快測的要求，暫至2月28日。
皇家加勒比集团旗下银海邮轮的“银灵号”也于当日经鲤鱼门驶入维多利亚港，停泊在位于尖沙咀的香港海运码头，成为香港入境防疫措施放宽后迎来的首艘国际邮轮。
1月19日，香港特区政府決定，1月30日起取消對新冠病毒感染者發出隔離令，衞生防護中心亦會在當日向之前獲發隔離令的人士，發出撤消隔離令的通知。隔離令撤銷後，政府會改為向感染人士提出健康措施建議，市民亦毋須再在防護中心的平台呈報自行檢測陽性結果。
1月30日，《星岛日报》发表社论称，农历春节历来是港澳旅游旺季，但恢复通关后的2023年却出现“港冷澳热”的情况，主要原因是内地入境香港的旅客需要行前核酸检测和预约名额，增加了赴港旅游的难度；而入境澳门既不用核酸检测也没有名额限制。另外，中国内地赴港旅游的自助签注机尚未开放，只能通过窗口办理，至少需要7个工作日才能拿到签注，因而大部分内地游客放弃赴港过年。而从2022年11月起，赴澳旅游可以通过自助签注机直接办理。
1月31日，香港行政長官李家超出席行政會議前表示，有信心很快可以達成與內地全面通關，包括取消核酸檢測要求及配額、增加開放口岸數目。而他亦表明不同意設獨立調查疫情應對工作，反指出要總結經驗，並集中發展經濟及推動復常，最重要是「快速決策、執行要準、落實時講求結果」。

### 2月
2月2日，香港机场管理局表示，由其赞助的“飞遇世界钜赏”机票送赠计划将于3月1日推出。该计划将向主要客运市场旅客免费送出约50万张机票，以响应香港特区政府的“你好，香港！”全球宣传活动，并加快航空及旅游业的复苏步伐。其中大部分由三间香港本地航空公司（国泰航空、香港快运及香港航空）通过其各自的渠道在主要客运市场分阶段送出。机票送赠计划将于3月1日起率先在东南亚市场推出，随后将于中国内地、东北亚及其他市场进行，为期约6个月。
2月3日，國務院港澳事務辦公室發佈關於全面恢復內地與港澳人員往來的通知。通知说，自2月6日零時起，取消經粵港陸路口岸出入境預約通關安排，不設通關人員限額。恢复内地居民与香港、澳门团队旅游经营活动。香港入境内地人員，如7天內無外國或其他境外地區旅居史，無需憑行前新冠病毒感染核酸檢測陰性結果入境。随后香港特首李家超召开记者会介绍详情。李家超宣布，香港與內地由2月6日起將全面、全開放通關，出入境前均毋須做核酸檢測，開放全部出入境口岸，所有口岸不設人數限制，毋須預約，市民可隨時隨意出行；羅湖口岸、蓮塘/香園圍口岸、落馬洲皇崗口岸也将恢复通关，而沙頭角口岸则恢復貨運服務。跨境學童分兩階段來港上課，2月8日起先期安排中學生返校，2月22日起擴展至小學及特殊學校。
2月6日，香港与中国内地全面恢复通关，所有口岸恢复开放。香港特区立法会议员刘国勋当天上午从新界北出发，经罗湖口岸通关来到深圳，并表示通关非常顺畅，10分钟内可以过关，形容“与疫情前没有太大分别”。截至晚上8時，香港出入境總數超過24萬人次，其中出境的有超過12萬8千多人，入境的有約11萬4千多人。陸路口岸中占最多的是羅湖管制站，有約5萬4千多人次；其次是落馬洲支線管制站，有超過4萬7千人次。之後依次是港珠澳大橋、深圳灣和高鐵西九龍，分別各有2萬多人次。至於首次开放客運服務的香園圍/蓮塘口岸，有5千多人次出入境。機場則有超過4萬人出入境。
2月24日，財政司司長陳茂波發表最新一份《財政預算案》，他出席一個英文電台節目時被多名聽眾要求政府儘快撤銷口罩令，以吸引旅客來港。他表示政府目前階段會繼續維持有關規定，但正不斷評估社區健康風險，爭取最快第一季末前能解除口罩令。
2月26日，澳門公佈將取消戶外口罩令，不過香港仍維持有關規定。港大微生物系臨牀助理教授薛達於社交媒體撰文，稱香港是目前世界上最後一個在所有公共場所必須佩戴口罩的地方，並指出對新型肺炎已有高度混合免疫，認為戴口罩的作用很低。他提出除了在醫療機構，應讓市民自行選擇是否在所有公共場所戴口罩。
2月28日，行政長官李家超表示，鉴于新冠疫情整體風險可控，口罩令自3月1日起全面撤銷，市民在室內、戶外，以及公共交通工具上均無須佩戴口罩。此外，為保護高危群組，醫院、老人院等高風險場所負責人可以行政指令要求在場人士或訪客佩戴口罩。醫務衞生局局長盧寵茂表示，全面撤銷口罩令代表所有社交距離措施正式結束。至于3月1日后市民佩戴口罩是否会违反《禁止蒙面規例》，李家超表示會適時檢討，惟目前不會處理。不過教育局表示小學、幼稚園及特殊學校學生每日回校前必須完成快速抗原測試的要求，會維持至3月15日。

### 3月

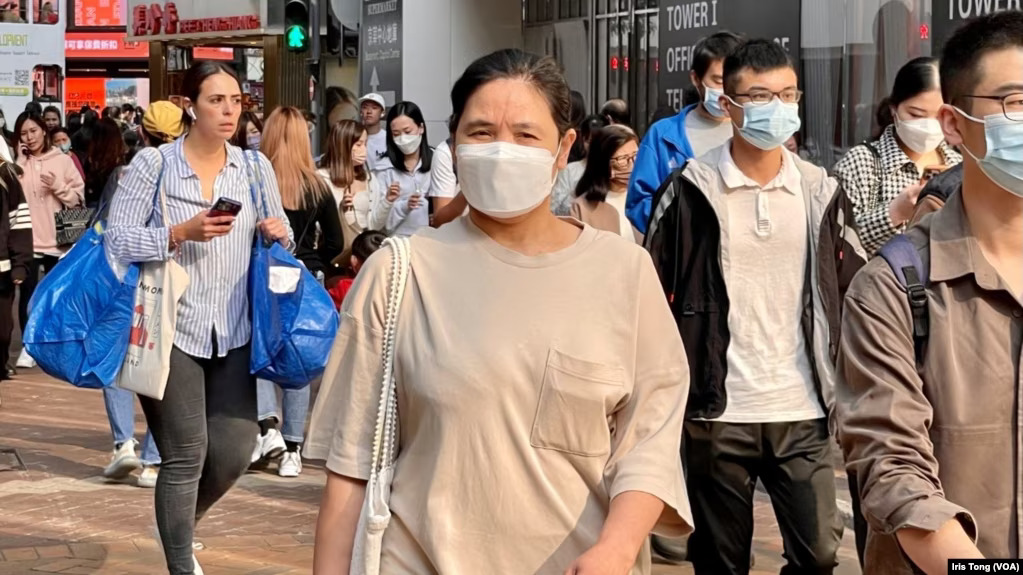
香港政府3月1日开始撤销“口罩令”，市面上大部分市民仍然戴着口罩

3月1日，位于竹篙灣的社區隔離設施正式关闭，根据全面取消强制核酸检测要求，从3月1日起，社区检测网络的免费核酸检测服务也将停止，21个社区检测中心及检测站依旧保留。公立医院及养老院和残疾人院所也从3月1日起，以快速抗原测试取代核酸检测。同日，在香港实施接近3年的“口罩令”正式解除，所有防疫社交拒离措施亦全部结束，不过市面上大部份市民仍然戴着口罩。

## 衍生二次創作
- 高登音樂台就疫情曾支持創作多首歌曲：
  - 其中《驚方之奠堂》一曲改編自當時剛與香港開展業務的日本零售品牌驚安之殿堂的日語主題曲，回應有部份警察患上武漢肺炎，認為是發放催淚彈等警暴問題的報應。其後立法會議員梁美芬聯同前平機會總主任束健銘召開記者招待會，其中束健銘表示計劃就有關改編作品入稟區域法院。[526]
- 2022年2月19日，TVB在《争分夺秒同抗疫》特备节目中播出《狮子山下 同心抗疫》MV。歌曲以顾嘉辉之《狮子山下》为蓝本，配以新谱歌词，由卢永强创作，黄安弘编曲，伍仲衡监制，参与歌手及艺人包括李克勤、邝美云、林子祥、 叶倩文、叶丽仪、肥妈、陈洁灵、苏永康、梁汉文、林晓峰、谢天华、杨千嬅、汪明荃、薛家燕、陶大宇、吴岱融、黎耀祥、敖嘉年、陈展鹏、袁伟豪、胡枫、郑俊弘、糖妹、泳儿、炎明熹、姚焯菲、钟柔美等。[527]

## 穿梭中港人士
自強制檢疫令後，由2020年2月8日起從中國大陸回港需接受14天強制檢疫，而從2020年3月27日起所有經廣東口岸入境人士實行核酸檢測全覆蓋，並集中隔離醫學觀察14天，即來回粵港兩地合共需隔離28天，而在粵隨機安排隔離酒店，費用由旅客自付。檢疫令生效後，部分區住內地的香港上班族因此而無法回內地居住，而在內地工作的港人亦因不能承受停工28天而滯留內地。亦有中港家庭因不能承受停工28天而分隔兩地。另外，亦有長居內地長者因隔離安排未能回港領取生果金，出現經濟困難。
除此之外，一些在内地工作生活的香港人所持用的回乡证会遇到过期的困境，而负责办理回乡证的香港中国旅行社由于疫情影响，也已暂停对外受理证件业务，因此持有过期回乡证的香港人亦会面临内地银行账户暂停使用、不能持证乘坐交通工具、无法住宾馆等难题。尽管公安部已为在内地工作生活的香港人推出港澳台居民居住证，本可解决众多港澳台居民困扰，但也因回乡证过期无法办理居住证，即使香港居民可以办理一次有效的中华人民共和国出入境通行证，亦不能凭此办理居住证。有内地金融监管人士表示，内地监管部门已经注意到回乡证过期无法继续使用银行账户等的情况，正在对此事进行调研。国家移民管理局（中华人民共和国出入境管理局）表示，自9月4日起采取代受理回乡证换发申请的临时措施，解决部分在内地的中国籍香港居民因受疫情影响不便返港申请换发到期的回乡证。申请人可到就近的县级以上公安机关出入境管理部门办理，惟证件制作仍由香港中国旅行社负责，制作完成后证件将邮寄至申请人填写的内地收件地址。
此次疫情亦对跨境學童受到影响。自2020年5月27日起，香港學校分階段復課，但由於內地來港強制檢疫隔離措施不斷向後延續，除非2019冠状病毒病疫苗研發成功，否則跨境學童在香港學校復學後將無法復課，跨境學童或須轉往內地學校暫時就讀或通过互联网线上学习，直至疫苗研發成功為止。2021年6月23日，香港教育局局長楊潤雄表示，已委託承辦機構於5月至7月期間在深圳羅湖、福田及南山區開辦「心理社交支援課程」及「學習支援課程」，供居於深圳的中、小學跨境學生參加。同时就跨境學生復課的安排與內地有關當局保持溝通。此外，一些跨境學童亦因此影响，无法赴港参加考试。深圳市相关部门与香港有关部门经沟通，在线上教学告一段落后，由深圳方面提供考场，让深圳的跨境学童就近考试。

## 回港人士
有回港人士表示因「禁飛令」和航機被熔斷而一直等候多時，期間要不停更改機票和酒店，額外多花5位數字支出，最後要到泰國逗留兩星期，亦無法覆診，批評政府將海外回港者「妖魔化」。而留英學生表示對於新年假期禁飛感到麻煩和失落。亦有留學生表示已有3年沒有見家人。

## 經濟損失
香港政府執行清零政策亦損害經濟。本地經濟學家估計，疫情造成的損失在2020年和2021年分別達到3,200億港元和2,460億港元，相當於香港國內生產總值的10.6%和8.0%。

## 離港人數創新高
2022年3月初，彭博報導週日已經有5,082人離開香港，為第五波疫情爆發以來最高。原因與香港政府計劃全民檢測和過分嚴格的疫情管制和封鎖有關。而入境處資料顯示，由第五波疫情在2022年1月到2月，淨離境香港居民人數已突破9.2萬人。資深人力顧問周綺萍認為，是與不滿政府措施和疫情失控，而提早離港。而部分離港人士往內地，相信是與內地出生的「港漂」避疫有關。

## 引發抑鬱或焦慮
- 2022年3月，港大公布精神健康數據，指出香港人在2022年1月出現抑鬱的數字與2019年反修例運動的數字相近，接近每10人中，其中一人出現抑鬱情況，當中出現焦慮症狀比率高達14%，即每7至8個人之中，就有一人感到焦慮，是2009年開始調查以來的最高水平。[538]梁卓偉認為數據顯示香港人在百業蕭條、很多人失業的情况下，精神健康不容忽視。[539]

- 香港大學防止自殺研究中心在2022年3月底發表的數據顯示，由3月22日至28日，自殺個案估值平均數為4.05，是系統自2019年成立以來首次觸及「極高」警戒線。當中高危群組以55歲以上中年人士及長者為主，主要涉及財政及身體問題。港大賽馬會防止自殺研究中心總監葉兆輝擔心自殺率可能比2003年沙士嚴重。[540]特首認為反映社會需要更多正能量和希望整個社會發放正面信息，以齊心抗疫。[541]

- 香港晉峰青年商會發布「國際精神健康問卷」調查，指出60%香港受訪者出現抑鬱，數字比日本，台灣及馬來西亞嚴重。[540]

## 兒童
- 2022年9月，兒童事務委員會「有特別需要兒童事務工作小組」副召集人、港大兒童及青少年科學系臨床副教授葉栢強指出，疫情下讓不少家庭經濟壓力增加，會將子女成為發洩對象，懷疑因而導致虐兒個案增加。而立法會社福界議員狄志遠指出有學習有困難的學生因減少學習和訓練，能力正在退步。而香港兒科醫學會調查指出現時癡肥兒童數目比起疫情前多了一倍。[542]
- 2022年9月，政府把疫苗通行證適用年齡由12歲降至5歲，有家長表示感到很大壓力，原因是子女接種第一劑疫苗後的反應較他們想像中大，認為對小朋友來說接種疫苗如受罰一樣。又指子女未打針下也不能跟隨父母進入多個場所，恐怕或發生獨留兒童在家的問題，造成安全隱患。另外，長期戴口罩亦會兒童的成長階段造成負面影響，當中包括言語進展較正常的慢。[543]

## 殘疾人士
- 2022年3月，聾人機構「龍耳」創辦人邵日贊說，在疫情下最困擾的是確診的聾人，因為他們無法致電求助熱線，求助無門。他自己也只能建議聾人留在家中。此外，市民搶購物資也讓聾人十分憂慮。有些聾人已經開始在網上購物，但是不少送貨員會直接致電他們，而不是發送短信，聾人無法接聽電話，有可能會錯過收件。邵認為，在搶購潮下，弱勢社群最為受害。[544][545]

## 備註
1. ↑  其後內地放寬隔離限制，如在香港醫學隔離14天後在24小時內前往廣東口岸，實行核酸檢測後，隔離醫學觀察1天，如檢測正常則可放行，即實際上隔離15天；从7月25日起，该政策暂停实施